# Kalendarium historii Katowic

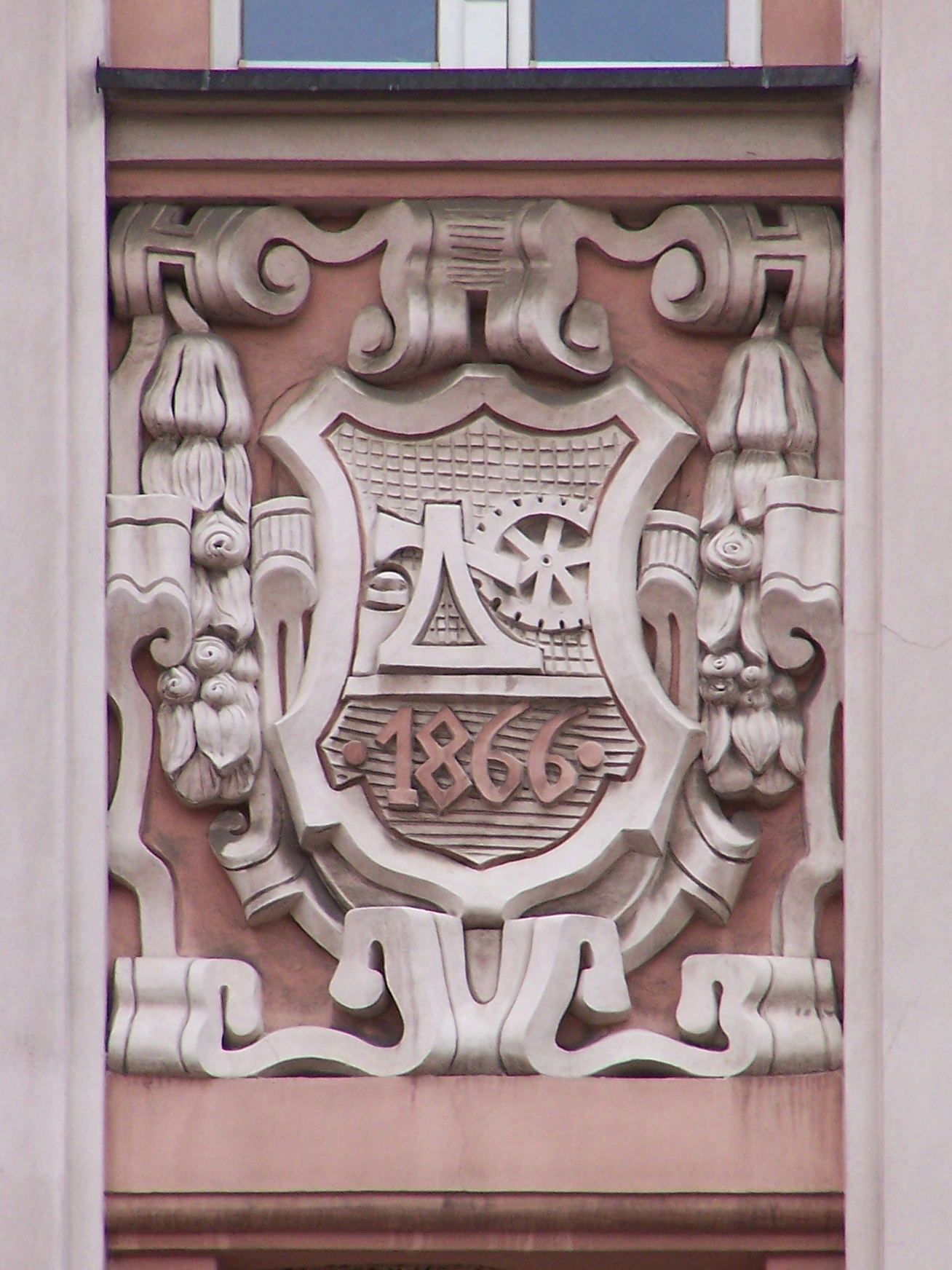
Herb Katowic na fasadzie kamienicy przy ulicy Dyrekcyjnej 10 z datą „1866”, kiedy to został wprowadzony zarząd miejski

Kalendarium historii Katowic – chronologiczne zestawienie najważniejszych wydarzeń, które miały miejsce na obszarze Katowic w jego współczesnych granicach bądź były z nimi ściśle związane.

## XII–XVIII wiek
- 1178 lub 1179:

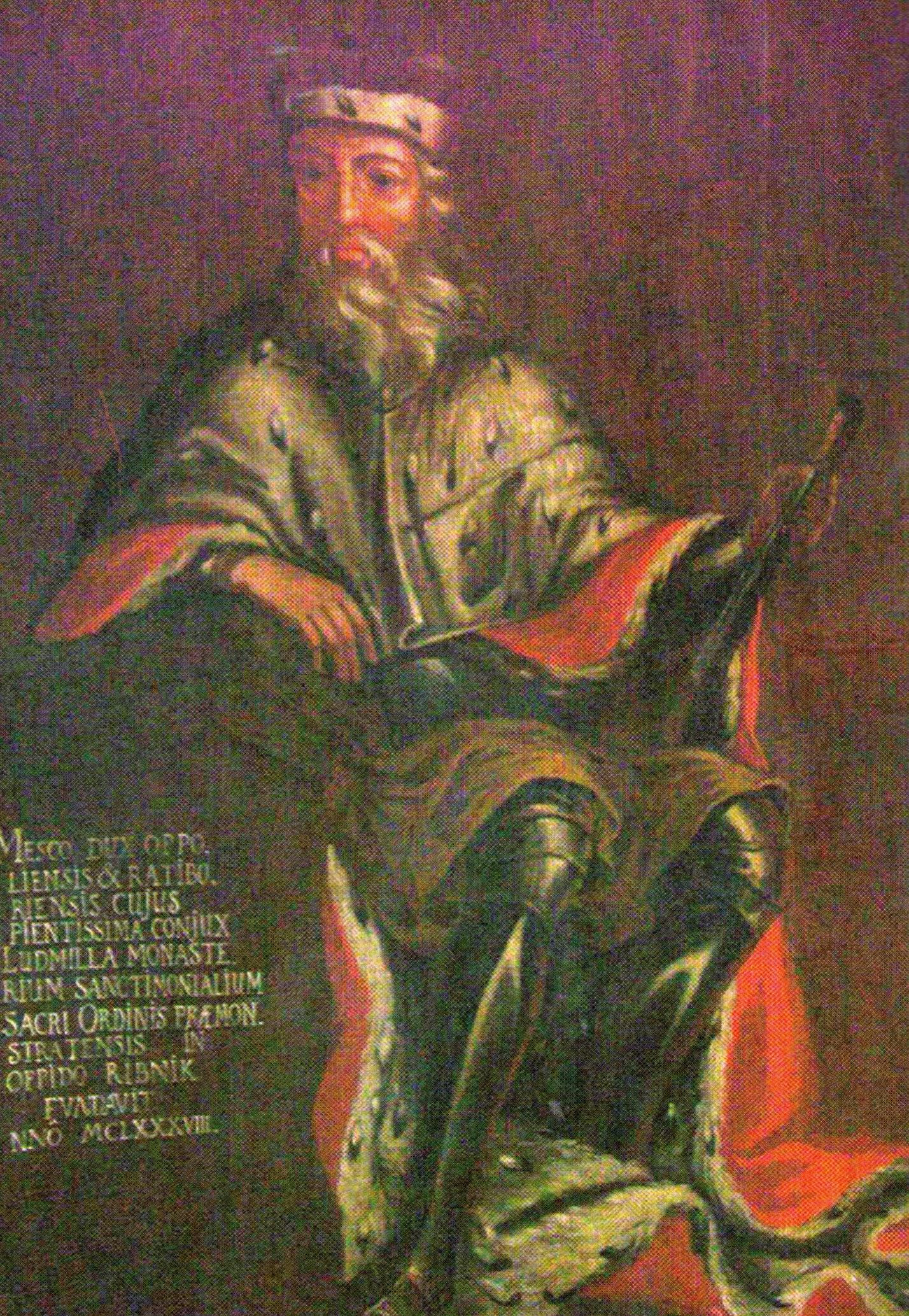
Mieszko I Plątonogi

  - Teren kasztelanii bytomskiej, na terenie którego znajdowały się współczesne Katowice, został włączony do dzielnicy śląskiej; książę Kazimierz II Sprawiedliwy odstąpił wówczas te tereny księciu raciborskiemu Mieszkowi Plątonogiemu[1][2].

- 1299:
  - 19 marca – wydanie przez księcia bytomskiego Kazimierza dokumentu ze wzmianką o wsi Dąb (Crasni Domb)[1][3].

- 1340:
  - 13 października – prawdopodobnie najstarsza wzmianka o Dąbrówce Małej; w dokumencie wystawionym przez księcia bytomskiego Władysława pojawiło się określenie Myleyowicz und Dambroua (Milowice i Dąbrówka)[4].

- 1360:
  - 15 grudnia – w dokumencie wystawionym przez księcia opawsko-raciborskiego Mikołaja II dla wojewody sandomierskiego Ottona z Pilczy wymieniono po raz pierwszy: Bogucice, Jaźwce, Ligota, Rozdzień, Szopienice i Załęże[1][5].

- 1397:
  - W dokumencie dotyczącym zakończeniu sporu o kolatorę kościoła mysłowickiego zostały wspomniane Szopienice i po raz pierwszy Kuźnica Bogucka[1][6].

- 1414:
  - Wzmianka o kościele w Bogucicach (bądź już w 1403[5]) na dokumencie wydanym przez dziedziców Mysłowic Adama i Jana[7].

- 1430:
  - Zniszczenie Szopienic w czasie wojen husyckich[8].

- 1467 lub 1468:
  - Wzmianka w protokolarzu pszczyńskim o wsi Uniczowy, z której to w późniejszych latach wyodrębniły się osobne miejscowości – Piotrowice, Podlesie i Zarzecze[9][10].

- 1474:
  - Pierwsza wzmianka o wsi Brwinów (późniejszy Brynów)[9] w dokumencie dotyczącym oddaniu w zastaw dóbr mysłowickich wojewodzie sandomierskiemu Jakubowi z Dębna przez księcia rybnickiego Wacława[11].

- 1486:
  - 9 września – Jurga Kleparski uzyskał zezwolenie na ponowne uruchomienie produkcji w Kuźnicy Boguckiej[1][5].

- 1517:

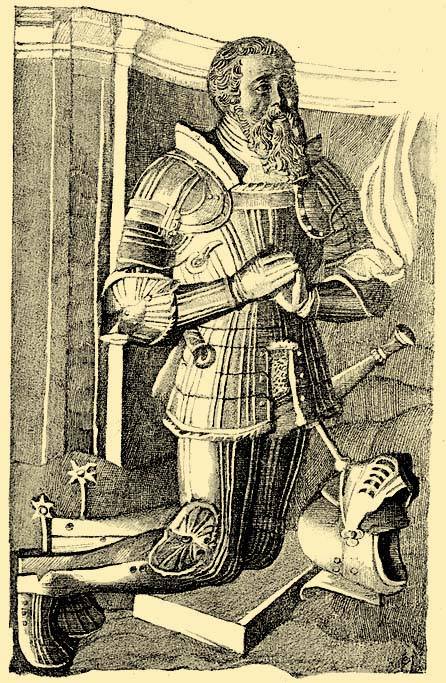
Aleksy Thurzon na płaskorzeźbie

  - 21 lutego – Aleksy Thurzo zakupił od książąt cieszyńskich Kazimierza II i jego syna Wacława ziemię pszczyńską wraz z większością obszarów współczesnych Katowic[5].

- 1536:
  - 22 lutego – dobra Kuźnicy Boguckiej zostały wydzielone z państwa pszczyńskiego i w wyniku ich sprzedaży wraz z innymi dobrami przez Jana Thurzona Stanisławowi Salomonowi z Krakowa weszły one w skład ziemi mysłowickiej[12][13].

- 1546:
  - Założenie przez mistrza Zycha kuźnicy w Roździeniu[14].

- 1576:
  - W piśmie Mikołaja Salomona pojawiła się wzmianka o Dąbrówce Małej jako niezamieszkanej wówczas pustej wsi; należała ona wówczas do dóbr mysłowickich i wydzierżawiona była jako folwark opactwu św. Jakuba we Wrocławiu[15].

- 1580 (ok.):
  - Kuźnik Andrzej Bogucki założył wieś zagrodniczą Katowice, w której osadził kilku chłopów[14].

- 1586:
  - W aktach pojawiły się samodzielnie nazwy Podlesie i Zarzecze; wcześniej wymieniane były one z przedrostkiem Uniczowy[10][16].

- 1598:

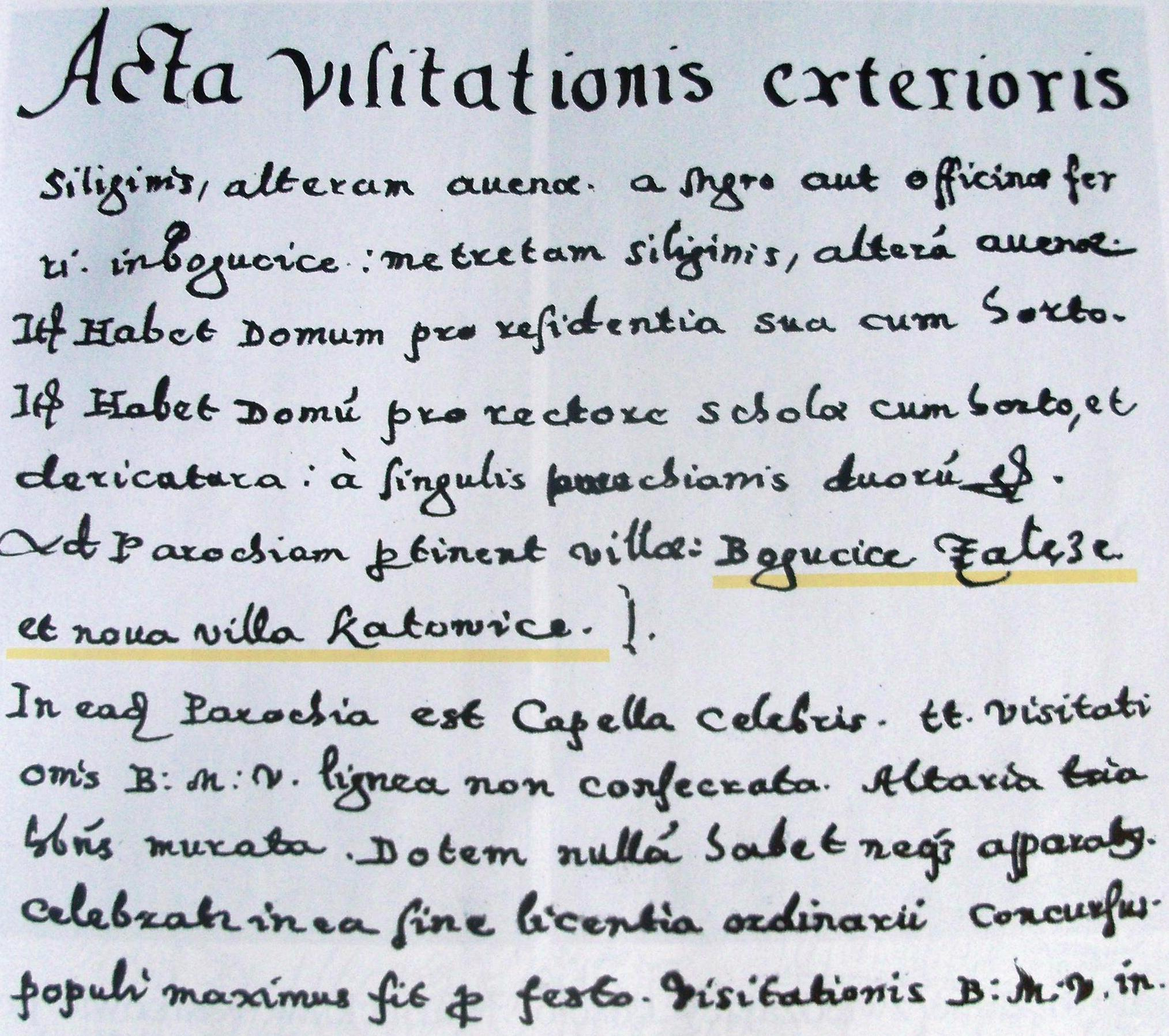
Akt wizytacji parafii bogucickiej z 1598, w którym po raz pierwszy pojawiła się wzmianka o Katowicach

  - W protokole wizytacji bogucickiej parafii po raz pierwszy pojawiła się nazwa Katowice (ad parochiam pertinent village Boguczycze, Zalęzie et nova villa Katowicze); jest to też pierwsze świadectwo kultu obrazu Matki Bożej Boguckiej[17].

- 1619:
  - Pierwsza wzmianka o szkole w Bogucicach; była to placówka funkcjonująca przy kościele parafialnym[18].

- 1636:
  - 24 sierpnia – dokonano rozgraniczenia pomiędzy Czeladzią a Dąbrówką Małą, Jakubowicami, Siemianowicami i Bańgowem[19].

- 1640:
  - Pierwsza wzmianka o kuźnicy w Załężu; funkcjonowała ona do 1730[6]; wskazywana jest też data 1524 jako pierwsza pośrednia wzmianka o załęskiej kuźnicy[5].

- 1644 
  - 28 sierpnia – okres wojny trzydziestoletniej; doszło wówczas w rejonie Piotrowic do bitwy pomiędzy wojskami szwedzkimi a połączonymi siłami, zgromadzonymi w ramach układu księcia pszczyńskiego Zygfryda II Promnitza i biskupa krakowskiego Piotra Gembickiego; wojska te wyparły Szwedów w kierunku Mikołowa[20].

- 1666:
  - Wzmianka o młynie na Koczotce (Koszutce); wymieniono wówczas żonę młynarza Koczota[19].

- 1686:

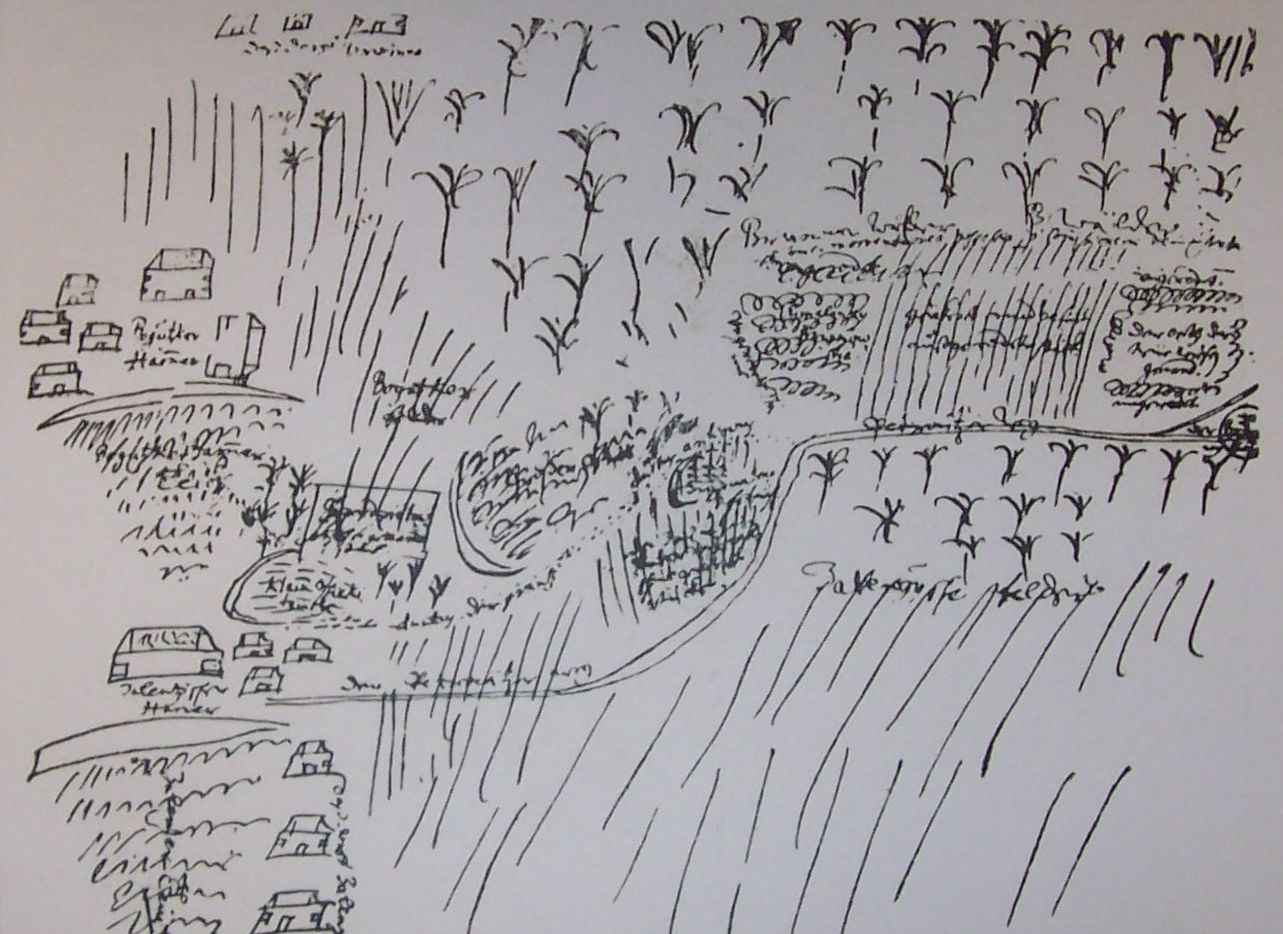
Najdawniejszy plan sytuacyjny obszarów dzisiejszych Katowic z 1686 (mapa w orientacji wschodniej)

  - 26 stycznia – Jan Mieroszewski z Mysłowic i Rudolf Józef Kamieński ze Świętochłowic zawarli ugodę; do aktu dołączono odręczny plan sytuacyjny obszaru spornego, będący najstarszym planem współczesnych Katowic[21].

- 1698:
  - 19 sierpnia – Karol Mieroszewski kupił Katowice, które 18 września tego samego roku stały się własnością Jerzego Holly’ego z Ponięcic[22][19].

- 1700:
  - Pojawiły się pierwsze wzmianki o Zawodziu[23].

- 1702:
  - 1 maja – Jerzy Holly sprzedał dobra wraz z Katowicami hrabiemu Baltazarowi Erdmannowi Promnitzowi[24].

- 1723:
  - 7 maja – został spisany dokument katastralny, na którym zachował się najstarszy wizerunek herbu Kuźnicy Boguckiej, przedstawiający ręczny młot wsparty głowicą na masywnym kowadle[25].

- 1724
  - 30 stycznia – pierwsza pisemna wzmianka o folwarku Janowiec, wokół którego wyrosła osada Janów[19][26]; w 1742 wymieniono po raz pierwszy Janów jako osadę leśną[27].

- 1736:
  - W czerwcu w Dąbrowie, przysiółku Podlesia, w okresie wojny sukcesyjnej o tron polski został założony obóz dla chorych żołnierzy elektora saskiego Augusta III[28].
  - 3 października – Katowice wraz z Kuźnicą Bogucką i Brynowem zostały zakupione od Erdmanna Promnitza przez starostę i sędziego ziemskiego księstwa siewierskiego Jana Krzysztofa Mieroszewskiego[24][19].

- 1742:
  - Włączenie w wyniku wojem śląskich terenów Katowic wraz z większością Śląska do Królestwa Prus[29].

- 1755:

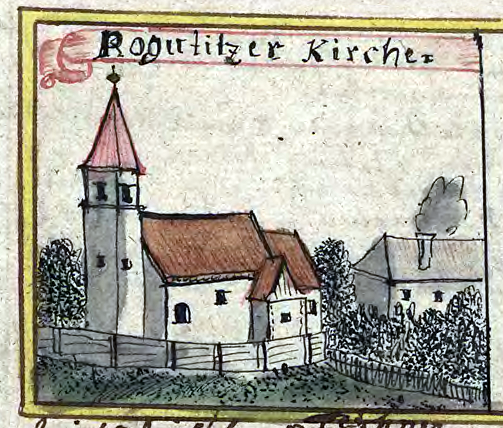
Bogucicki kościół przedstawiony na rycinie z XVIII wieku

  - Dobra bogucickie odziedziczyła Józefa Schwellengrebel; kupił je 24 czerwca 1764 Jan Nepomucen Schwellengrebel[29].

- 1769:
  - Rozpoczęcie regularnej eksploatacji w kopalni węgla kamiennego „Emanuelssegen” (niem. Błogosławieństwo Emanuela; późn. „Murcki”) w Murckach – jednego z najstarszych tego typu zakładów na Górnym Śląsku[24].

- 1787:
  - Rozpoczęcie regularnej eksploatacji węgla kamiennego w Dębie – nadanie pola górniczego kopalni „Fürstin Hedwig” (niem. Księżna Jadwiga)[30].

- 1793:
  - Otrzymanie przez klasztor bożogrobców w Miechowie i Johna Baildona nadania na pole górnicze „Arthur” w Dębie[30].

- 1799:
  - Nabycie dóbr katowickich przez przedsiębiorcę hutniczego Johanna Ferdinanda Koulhaasa z Kalet[30].

## XIX wiek
- 1801:

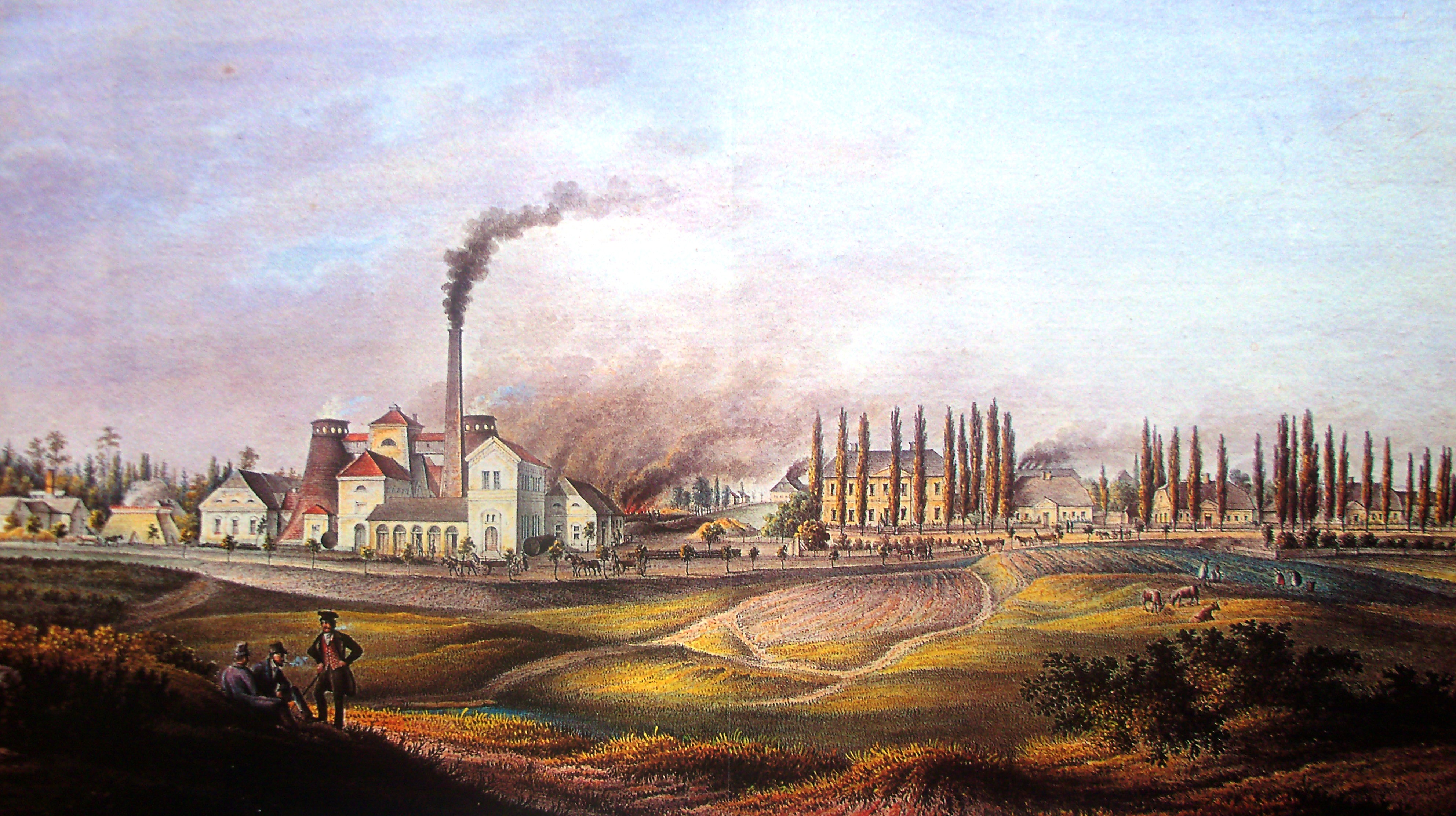
Huta „Hohenlohe” na litografii Ernesta Knippla z połowy XIX wieku

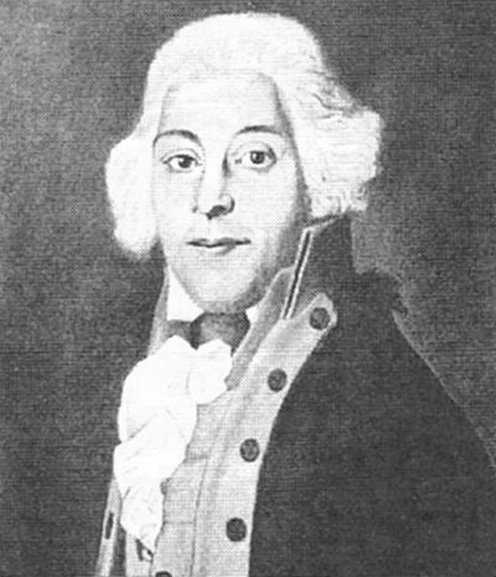
Johann Friedrich Wedding – właściciel dóbr katowickich od 1809

  - Założenie kopalni „Beate” w Brynowie przez Johanna Ferdinanda Koulhaasa[31][32].

- 1804:
  - Początek budowy huty żelaza „Hohenlohe” w Wełnowcu[33]; założył ją właściciel Bytkowa książę Fryderyk Ludwik Hohenlohe; w hucie działały dwa wielkie piece[34].

- 1809:
  - Własność dóbr katowickich przeszły na własność Johanna Friedricha Weddinga, męża córki Johanna Ferdinanda Koulhaasa[33].

- 1816:
  - Na późniejszej ulicy św. Jana ustawiono figurę św. Jana Ewangelisty[35].
  - 26 marca – najwcześniejszy zachowany dokument z odciśniętą pieczęcią zawierającą godło Katowic z młotem wodnym(inne języki)[36].

- 1818:
  - W Bogucicach została założona huta cynku „Franz”[37].
  - Zmiana granic niektórych powiatów na Górnym Śląsku; wówczas to do powiatu bytomskiego przyłączono Katowice, Bogucice, Szopienice i Załęże[13].

- 1821:

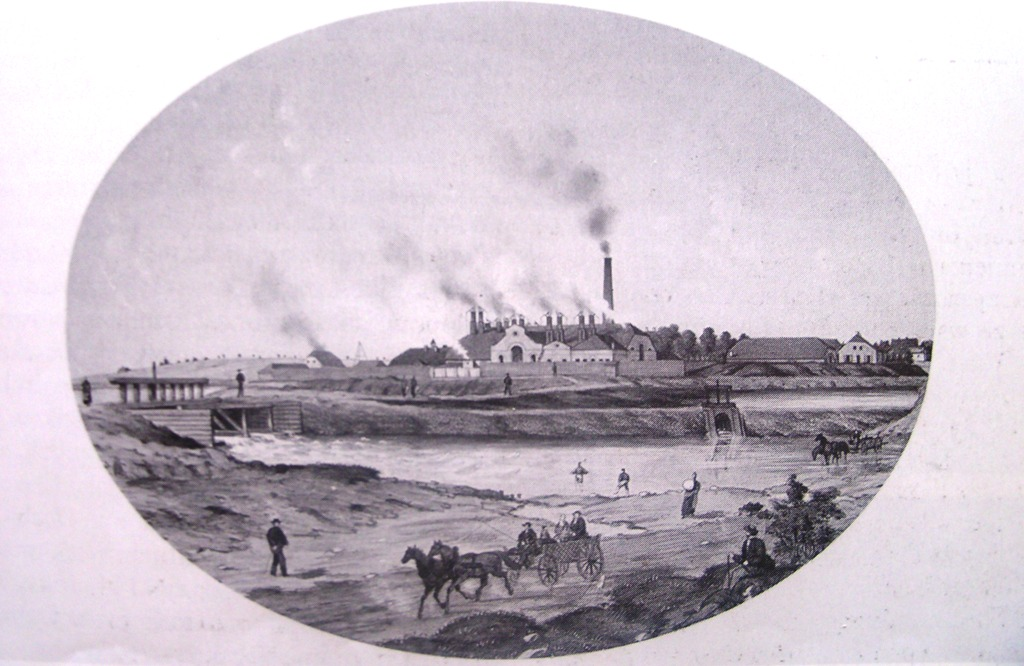
Pudlingarnia Johna Baildona na litografii z połowy XIX wieku

  - 16 lipca – na mocy bulli papieża Piusa VII De salute animarum dekanaty pszczyński i bytomski, które obejmowały także obszar współczesnych Katowic, zostały oddzielone od diecezji krakowskiej i przyłączone do diecezji wrocławskiej[37].

- 1822:
  - Książę zu Hohenlohe wraz z Johnem Baildonem otrzymali nadanie na hutę cynku „August” w Wełnowcu[38].
  - 2 grudnia – zostało wydane nadanie, na mocy której w rejonie późniejszego Spodka została założona huta cynku „Fanny”[37].

- 1823:
  - John Baildon na granicy Dębu i Załęża, w miejscu kuźnicy załęskiej zainicjował budowę pudlingarni, która dała początek hucie żelaza „Baildon”[32][39].
  - 3 maja – została nadana kopalnia „Ferdinand” (późn. „Katowice”) w Bogucicach[37].

- 1826:
  - Działalność rozpoczęła szkoła w Roździeniu, do której uczęszczali także uczniowie z Szopienic[40].
  - Ks. Józef Beder założył na terenie gminy Dąb osadę Józefowiec, która została nazwana jego imieniem; zabudowano wówczas 30 chałup oraz karczmę[41].

- 1827:
  - Otwarcie pierwszej szkoły na terenie ówczesnych Katowic; mieściła się ona w chałupie przy późniejszej ulicy Pocztowej[7].
  - Została założona pierwsza szkoła w Załężu; znajdowała się ona w wiejskiej chacie na wysokości późniejszej ulicy J. Zarębskiego[42].

- 1828:
  - 1 stycznia – ukończenie budowy pierwszego budynku szkoły w Dębie; był to obiekt drewniany, zlokalizowany przy późniejszej ulicy Chorzowskiej; nowy, murowany budynek w miejsce starego powstał w 1856[43].

- 1832:

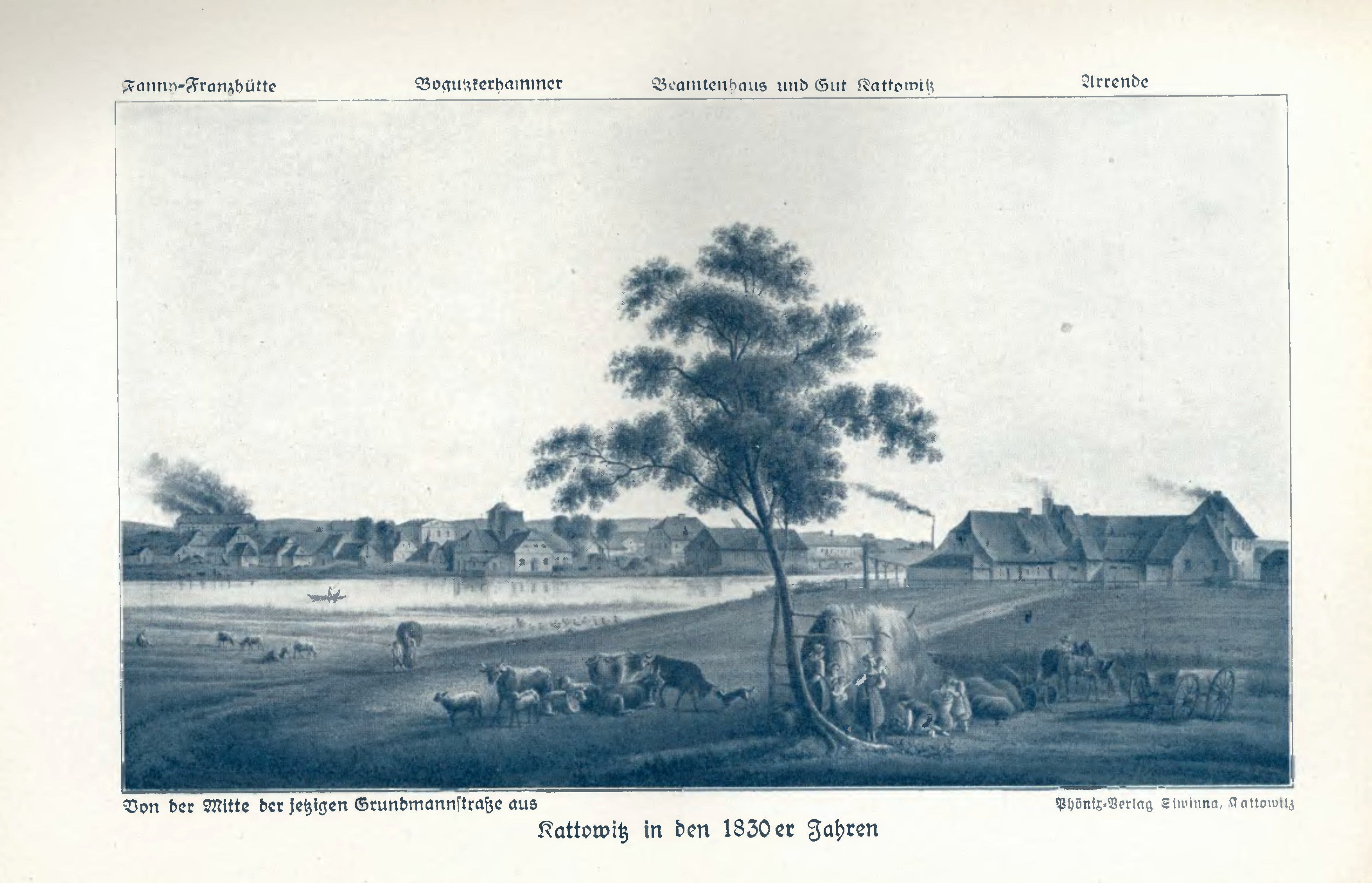
Katowice w latach 30. XIX wieku na litografii Ernesta Knippla

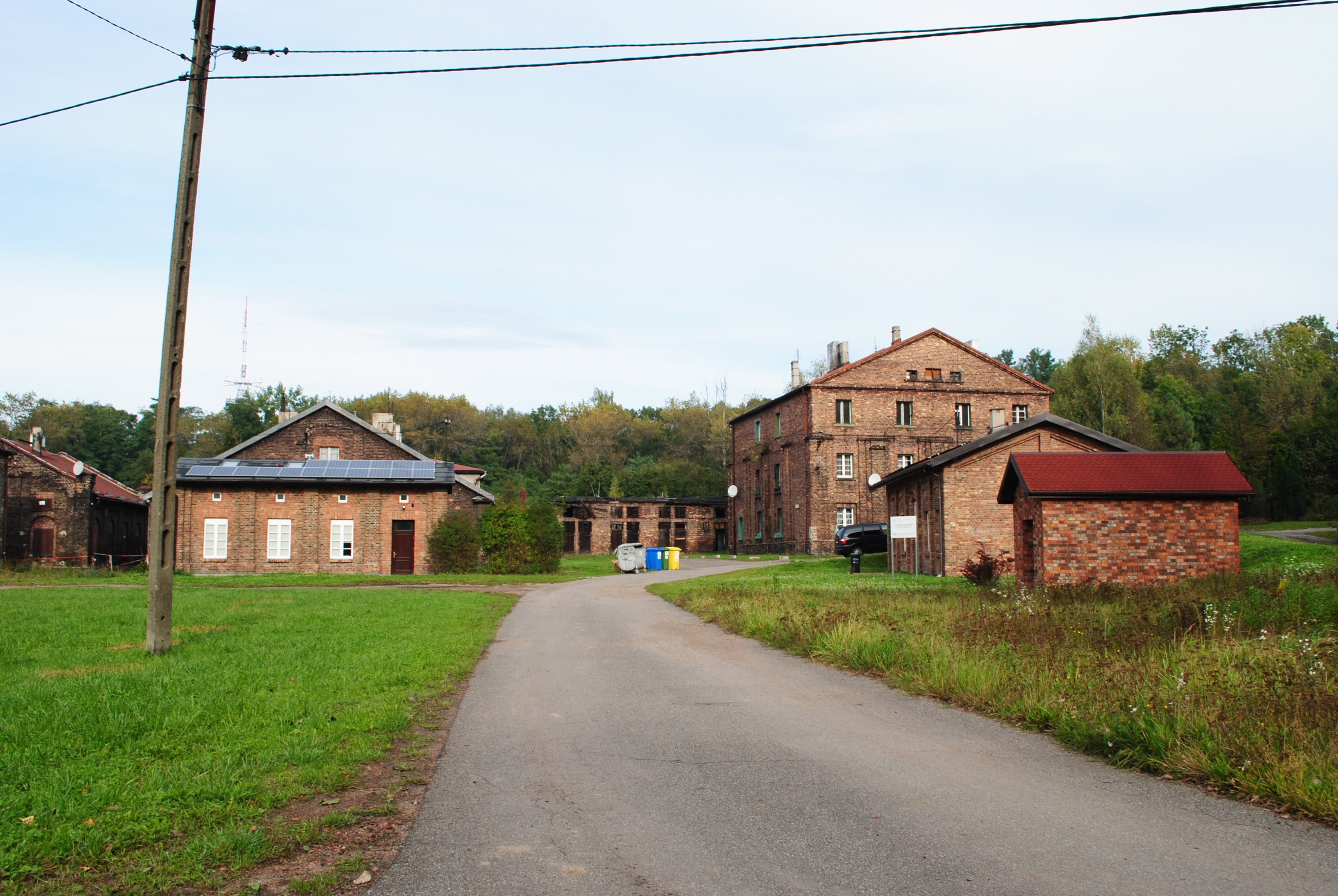
Fragment kolonii Alfred w 2020

  - Zakup Katowic od rodziny Weddingów przez królewskiego nadzorcę górniczego Karla Friedricha Lehmanna z Królewskiej Huty[30].

- 1833:
  - Uruchomienie huty „Katowickiej”, przekształconej z kuźnicy boguckiej przez Gustava von Weddinga[32].

- 1834:
  - Powstała kopalnia „Alfred”; przy niej wyrosła osada robotnicza[44].
  - Założenie w Szopienicach przez spółkę Georg von Giesches Erben huty cynku „Wilhelmina”[45].

- 1835:
  - Aleksander Mieroszewski ustawił na janowskich plantach przy swoim dworku myśliwskim rzeźbę ogrodową – pomnik z inskrypcją w języku polskim[27].
  - Uruchomienie kopalni „Morgenroth” w Janowie; była czynna do 1883[32].

- 1836:
  - Oddano do użytku drogę z Tarnowskich Gór do Mysłowic przez Wełnowiec i Katowice[38].

- 1837:
  - Kuźnica w Roździeniu weszła w skład huty żelaza „Dietrich”[46].

- 1838:
  - Franz Winckler został właścicielem dóbr katowickich; rok później jego żona Maria kupiła od ostatniego ordynata Aleksandra Mieroszewskiego fideikomisowe dobra mysłowickie[47].
  - 12 marca – nadano na wniosek Johna Baildona kopalnię „Waterloo” w Dębie[48]; wydobycie węgla rozpoczęto w niej następnym roku[32][47].

- 1839:
  - W marcu dyrektorem zarządu dóbr Franza Wincklera został Friedrich Wilhelm Grundmann; pełnił tę funkcję aż do przejścia na emeryturę w 1872[49].

- 1840:
  - Uruchomienie huty cynku „Kunegunde” (późn. „Kunegunda”) w Zawodziu[23].
  - 15 lipca – została nadana kopalnia „Cleophas” (późn. „Kleofas”) w Załężu, założona przez Karola Godulę i właściciela dóbr w Załężu Loebela Freunda[48]; w latach 80. XIX wieku została ona wykupiona przez koncern Georg von Giesches Erben[32].

- 1841:

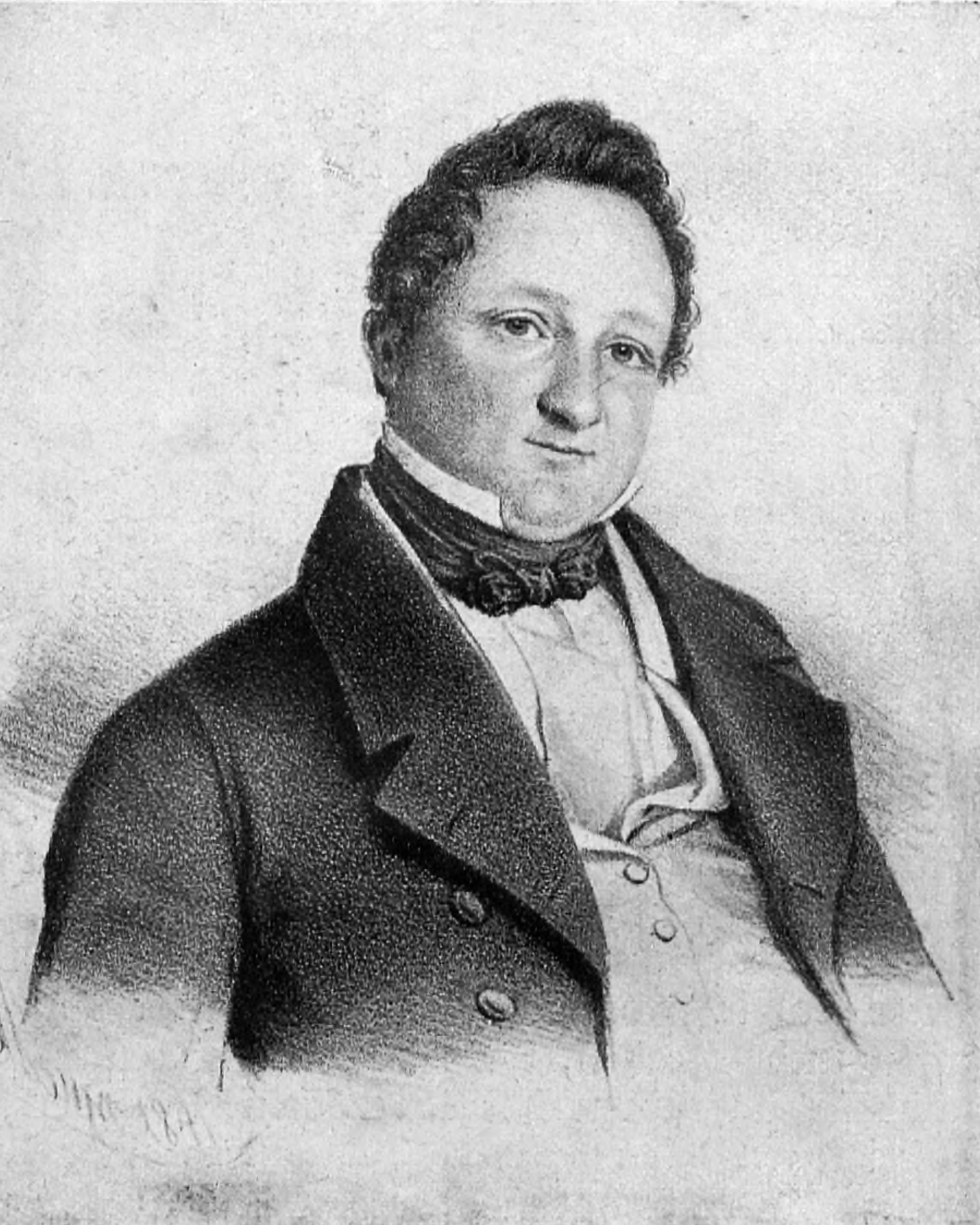
Franz von Winckler – posiadacz ziemski, który przeniósł zarząd swoich dóbr do Katowic

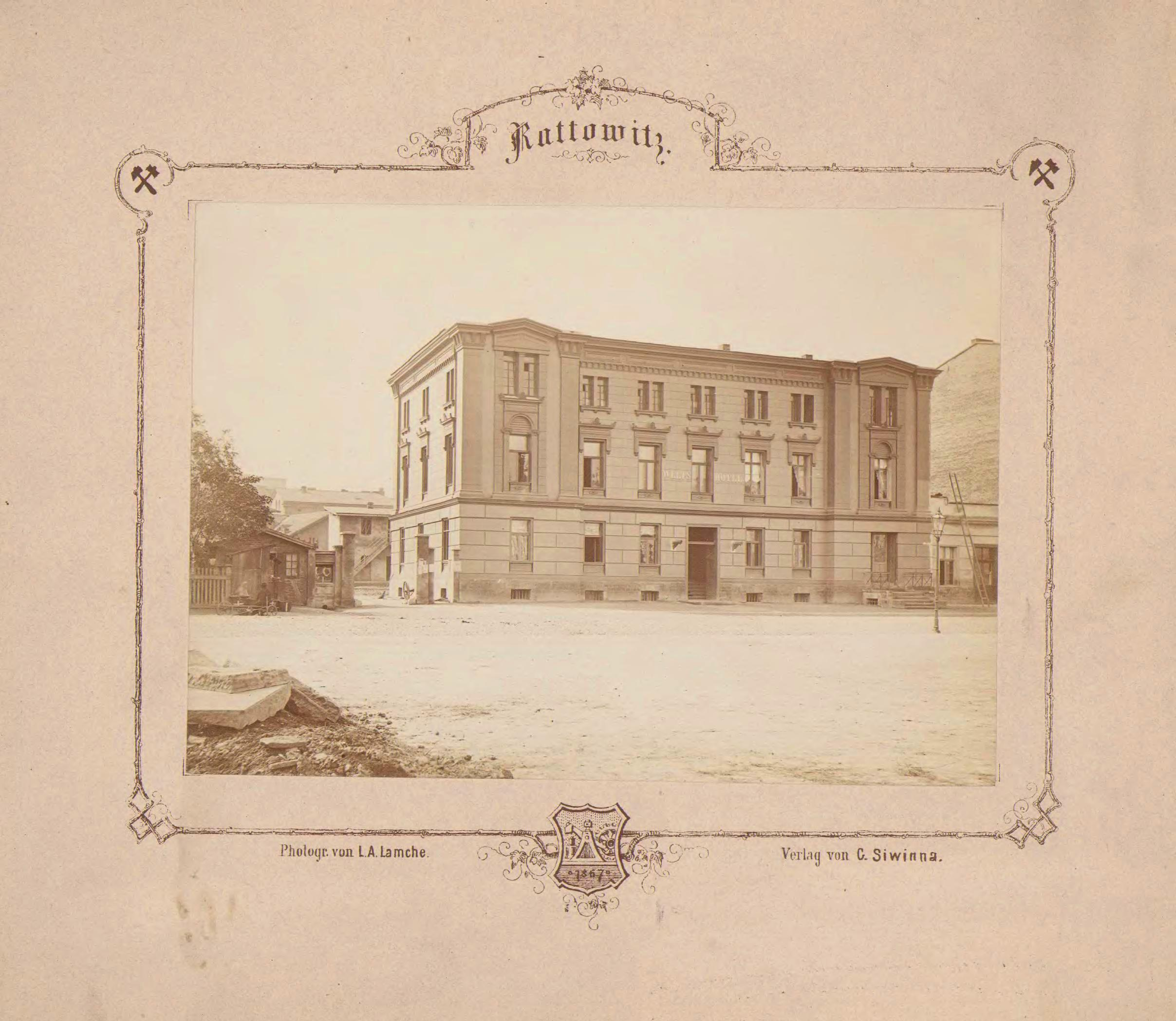
Hotel Welta na zdjęciu z 1872

  - Rozpoczęto wydobycie węgla w kopalni „Victor” w Załężu[50].
  - Franz von Winckler przeniósł zarząd swoich dóbr do Katowic; był to pierwszy organ administracji przemysłowej na terenie miejscowości i zalążek funkcji dyspozycyjnej przyszłego miasta[45].

- 1842:
  - Powstała huta cynku „Norma” na pograniczu Bogucic i Dąbrówki Małej; przy niej wzniesiona została kolonia robotnicza[51].
  - Rozpoczęto produkcję w hucie cynku „Emma”, która znajdowała się na terenach Karbowej, obok folwarku[52].

- 1846:
  - 3 października – otwarcie w Katowicach przystanku kolejowego[53] na oddanej wówczas do użytku trasy Kolei Górnośląskiej na odcinku Świętochłowice – Katowice – Mysłowice[54].

- 1847:
  - W Burowcu uruchomiono hutę cynku „Paul”[53].
  - 2 czerwca – została utworzona kopalnia „Georg” (późn. „Jerzy”) w Dąbrówce Małej, która eksploatowała połączone pola górnicze „Georg” i „Norma”[55].
  - W listopadzie ukończono budowę szkoły w Dąbrówce Małej, do której uczęszczały dzieci z miejscowości i okolicznych kolonii; nauczanie w niej rozpoczęło 109 dzieci[56][57].

- 1848:
  - Początek działalności pierwszego w Katowicach hotelu, który istniał w narożniku Rynku i ulicy Warszawskiej – hotel Welta[58].
  - Uruchomienie huty „Ida” w Kokocińcu, która powstała w miejscu kuźnicy; została ona unieruchomiona w latach 60. XIX wieku[59].

- 1851:

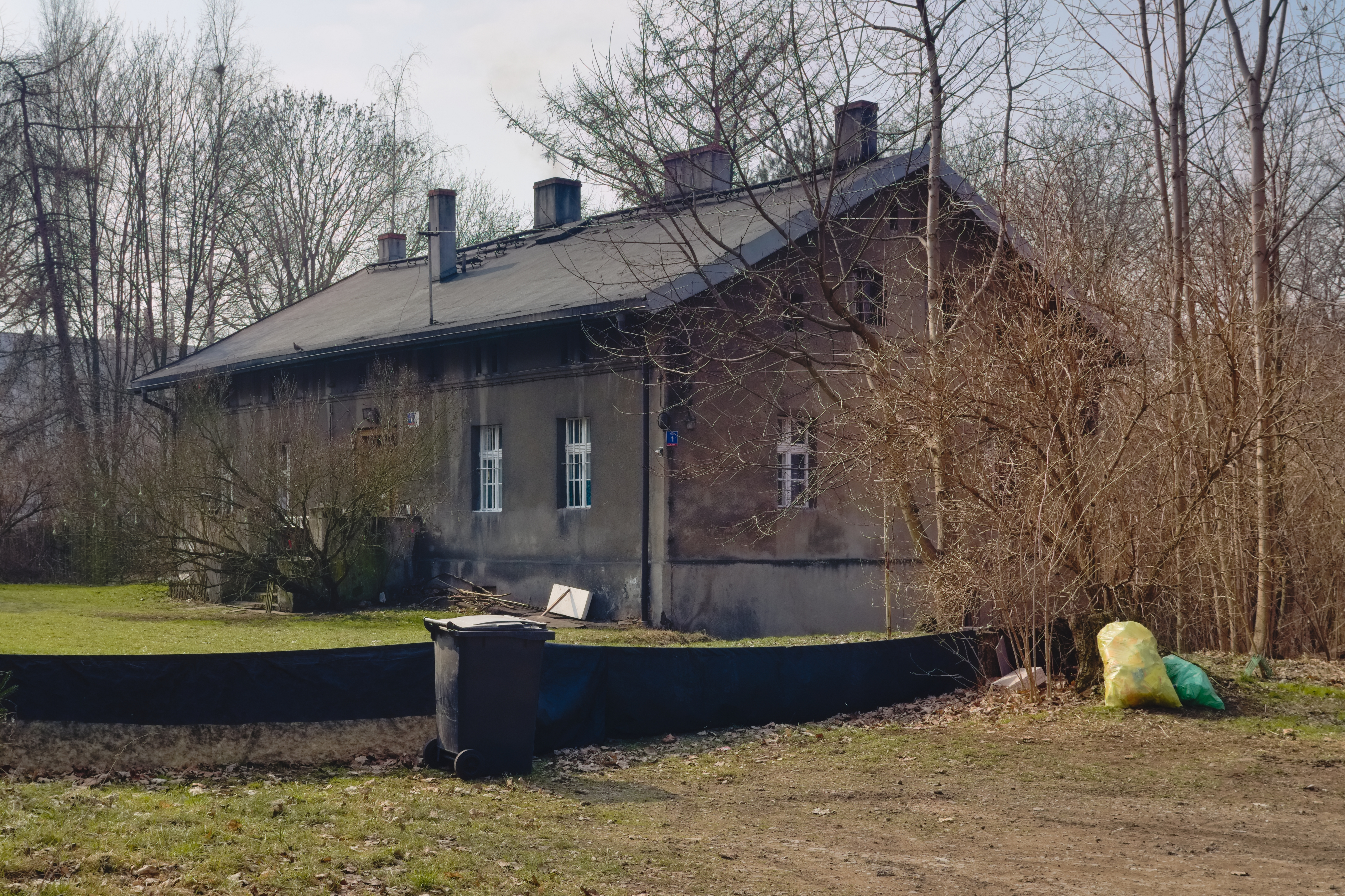
Dwór na terenie dawnego folwarku Tiele-Wincklerów w Dąbrówce Małej

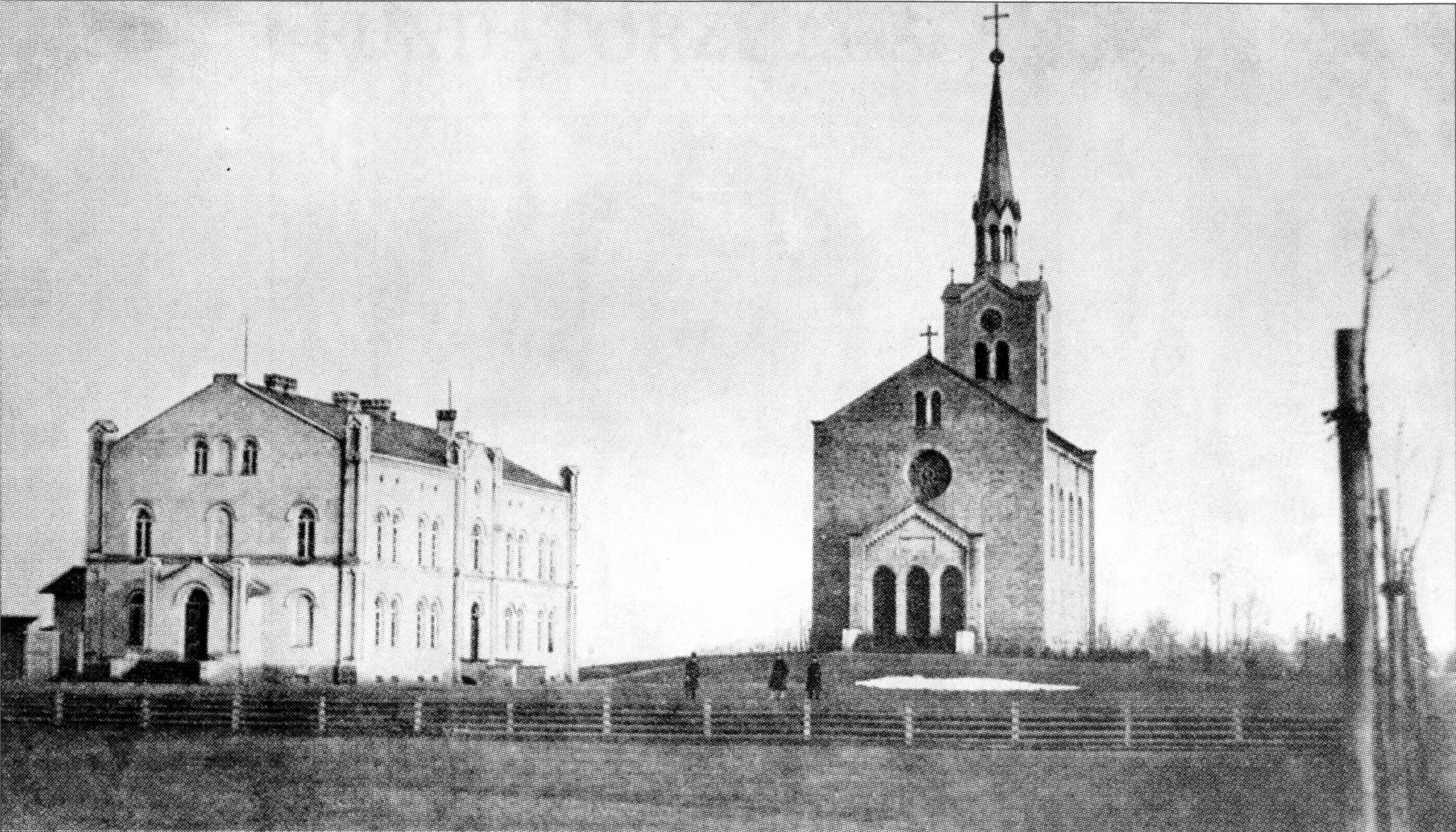
Kościół ewangelicki (przed rozbudową) i budynek szkoły ewangelickiej w latach ok. 1860–1870

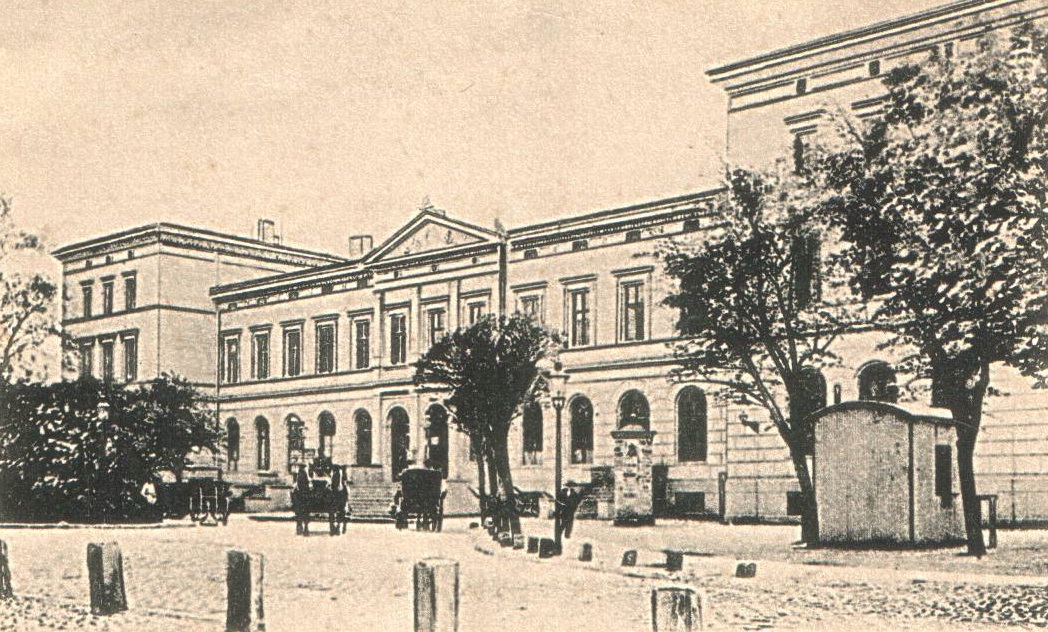
Budynek dworca kolejowego z 1859 przy ulicy Dworcowej

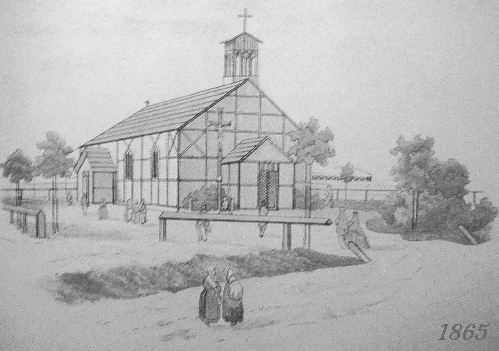
Kościół Niepokalanego Poczęcia Najświętszej Maryi Panny w 1865

  - Do Katowic przeprowadził się Richard Holtze; stał się sojusznikiem Friedricha Wilhelma Grundanna w jego staraniach na rzecz przekształcenia Katowic w miasto; był on też pierwszym lekarzem w Katowicach, a po nadaniu miejscowości praw miejskich pierwszym przewodniczącym Rady Miejskiej[60][61].
  - 1 kwietnia – otwarcie w Katowicach ekspedycji pocztowej II klasy; katowicka poczta początkowo mieściła się przy ulicy Młyńskiej[62].

- 1852:
  - Uruchomienie produkcji w hucie „Martha” (późn. „Marta”); początkowo był to zakład cynkowy, a od 1857 produkowano w nim żelazo i stal[63][60].
  - 1 grudnia – oddano do użytku połączenie kolejowe łączące Katowice z Murckami (do kopalni „Emanuelssegen”) przez Ligotę[64].

- 1853:
  - Oddano do użytku nowe zabudowania dworskie folwarku Tiele-Wincklerów w Dąbrówce Małej[65].
  - Po śmierci Franza von Wincklera i jego żony Marii właścicielką dóbr katowickich została Waleska von Winckler[66].

- 1854:
  - Ukończenie budowy drogi z Katowic przez Dąb do Królewskiej Huty[38].
  - Założenie gminy ewangelickiej w Katowicach; pierwszym pastorem został Gotthold Christian Clausnitzer[62].

- 1855:
  - Oddano do użytku osobny budynek szkoły w Katowicach[7] bądź też istniejący obiekt powiększono[67].

- 1856:
  - Heinrich August Nottebohm opracował pierwszy plan zabudowy Katowic, który zakładał wytyczenie dwóch placów (Rynek i plac Wolności), które miały zostać połączone ze sobą centralnym traktem (ulica 3 Maja)[68].
  - Odbyły się pierwsze pochówki zmarłych na cmentarzu ewangelickim przy ulicy K. Damrota; został on zlikwidowany w latach 50. XX wieku[69].

- 1858:
  - 29 września – poświęcenie ewangelickiego kościoła Zmartwychwstania Pańskiego – pierwszej murowanej świątyni w mieście[70].
  - 20 grudnia – oddanie do użytku odcinka linii Kolei Wilhelma na trasie Mikołów – Ligota[64].

- 1859:
  - 24 sierpnia – oddanie do użytku linii kolejowej Szopienice – Sosnowiec[64]; równocześnie z tą inwestycją otwarto nowy dworzec kolejowy przy ulicy Dworcowej; został on zaprojektowany w stylu klasycystycznym, a na początku XX wieku został on rozbudowany[71].

- 1860:
  - Wzniesienie tymczasowego, drewnianego kościoła katolickiego w rejonie placu Wolności, wybudowanego przez budowniczego Juliusa Haasego[72][73].
  - 27 sierpnia – poświęcono budynek szkoły ewangelickiej przy ulicy Szkolnej, wzniesiony obok kościoła ewangelickiego[69][74].
  - 11 listopada – poświęcenie cmentarza katolickiego przy ulicy Gliwickiej[75].

- 1861:

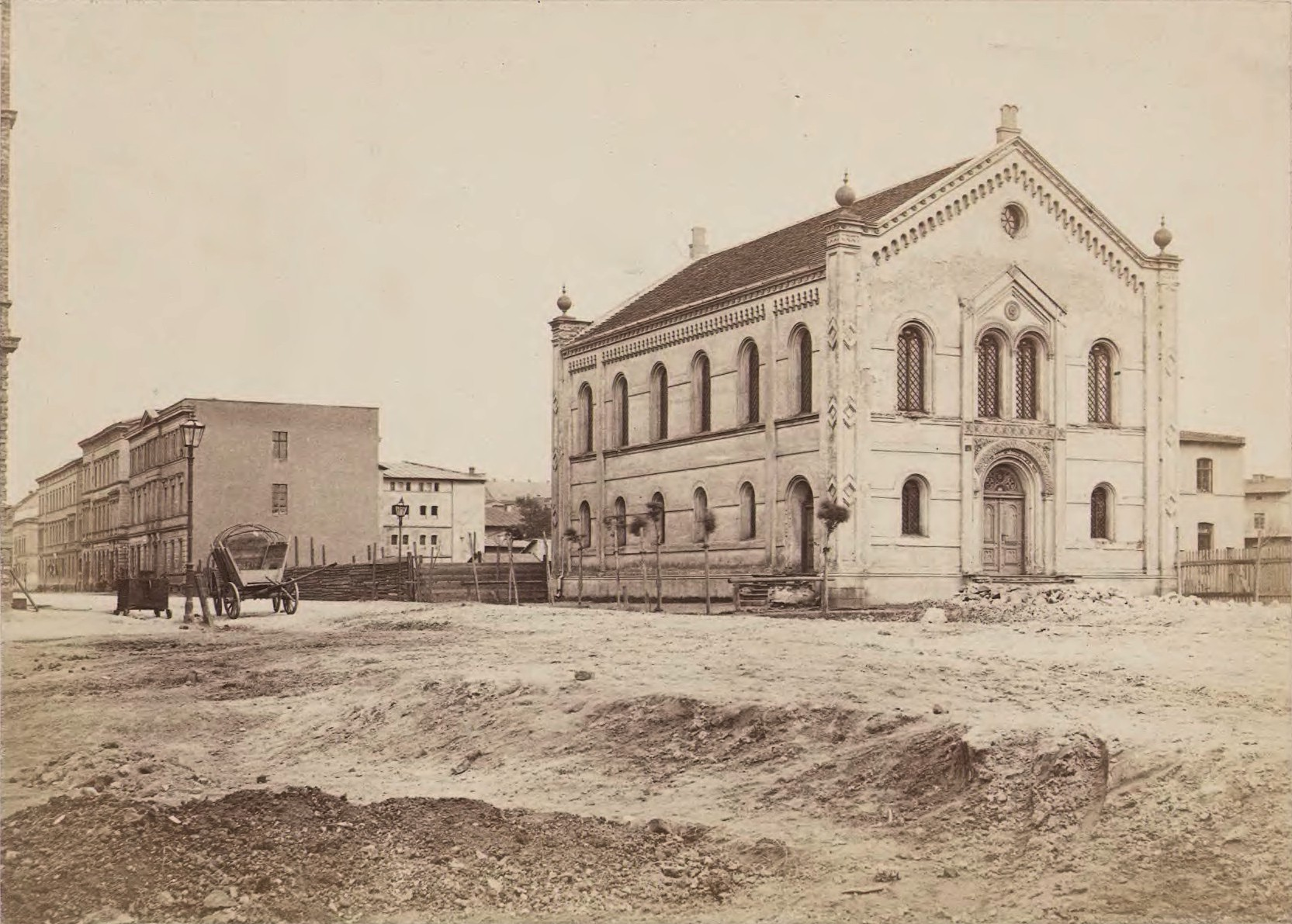
Stara Synagoga około 1872

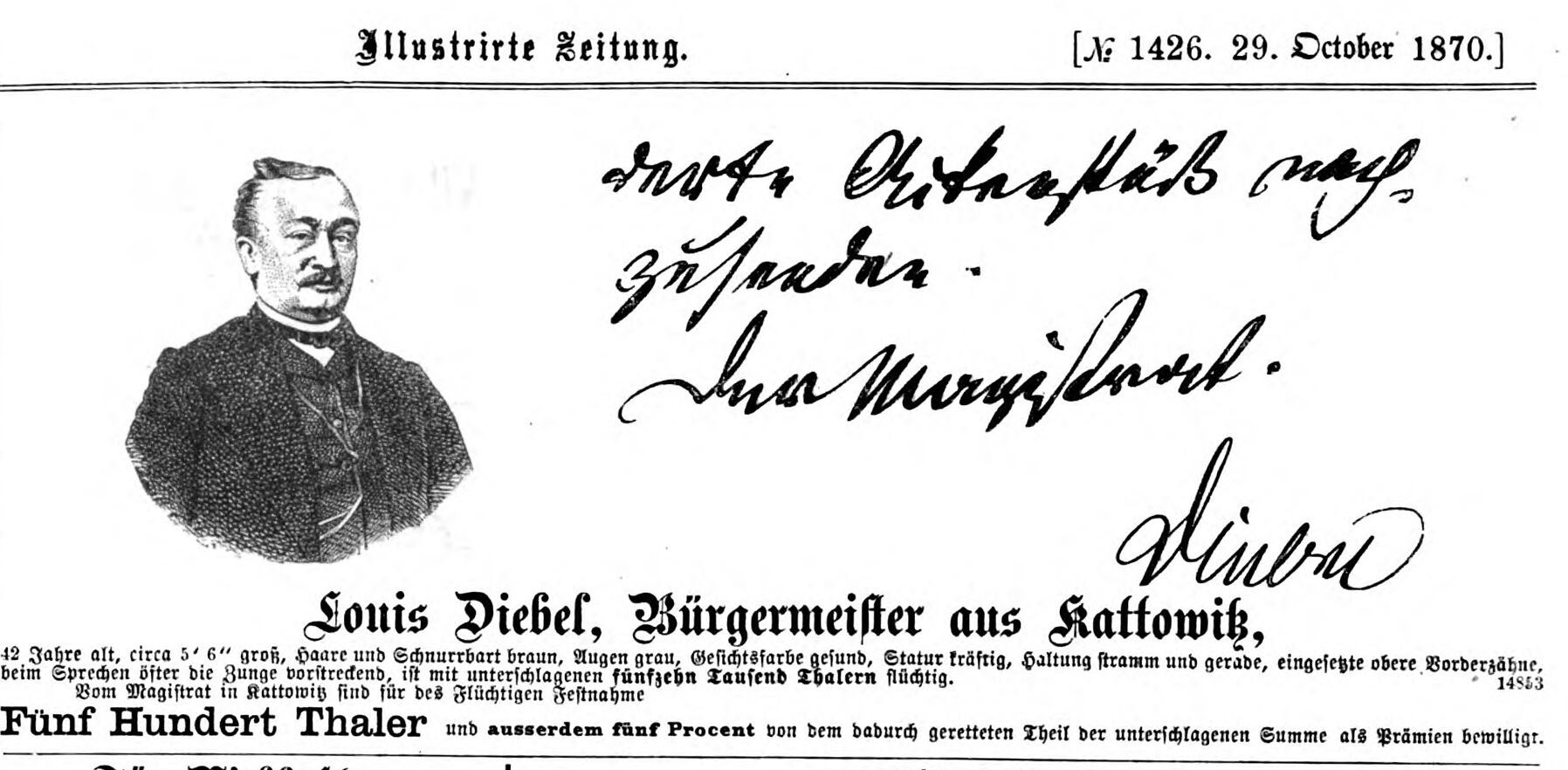
Podobizna burmistrza Katowic Louisa Diebla w Illustrirte Zeitung (1870)

  - W Katowicach powołano Turnverein – pierwszą niemiecką organizację gimnastyczną w miejscowości[61].

- 1862:
  - 4 września – otwarcie pierwszej katowickiej synagogi na rogu ulic 3 Maja i J. Słowackiego[76].

- 1863:
  - Oddanie do użytku prywatnej brukowanej drogi Kobiór – Tychy – Murcki, za przejazd której pobierano myto[77].
  - Zbudowanie w Katowicach przez rodzinę Kremskich gazowni[78]; w 1867 wydzierżawili oni ją miastu na okres 25 lat[79].

- 1864:
  - Powstała prywatna Wyższa Szkoła Żeńska w Katowicach, która działała przy ulicy Młyńskiej; została ona przejęta przez władze miejskie w 1875[80][61].
  - Zawaleniu uległa Karczma Katowicka[69].

- 1865:
  - 11 września – nadanie Katowicom praw miejskich na podstawie edyktu króla Prus Wilhelma I Hohenzollerna wystawionego na zamku w Babelsbergu[81].
  - 27 października – wyodrębnienie z Katowic terenów Brynowa, Katowickiej Hałdy i Muchowca, z których utworzono gminę Brynów[81].

- 1866:
  - 1 stycznia – powstanie w Katowicach samodzielnej gminy żydowskiej; w jej skład weszli początkowo wyznawcy z Katowic, Załęskiej Hałdy i Brynowa[82].
  - 11 stycznia – przystąpienie do tworzenia w Katowicach administracyjnych struktur miasta[81].
  - 5 marca – pierwsze wybory do katowickiej Rady Miejskiej; wybory uzupełniające odbyły się 4 kwietnia tego samego roku[83].
  - 28 grudnia – Louis Diebel został oficjalnie pierwszym burmistrzem Katowic[84]; pełnił tę funkcję do 1870, kiedy to uciekł do Stanów Zjednoczonych ze zdefraudowanymi pieniędzmi z kasy miejskiej[85].

- 1867:
  - Dawid Czwiklitzer założył w Katowicach zakład produkujący mydło – późniejsze Katowickie Zakłady Chemii Gospodarczej „Pollena-Savona” w Załężu[86].

- 1868:
  - 9 września – wraz z ukończeniem budowy domu przedpogrzebowego nastąpiło przekazanie do użytku cmentarza żydowskiego przy ulicy Kozielskiej[87].

- 1869:
  - Ks. Rudolf Lubecki założył w Katowicach Kółko Katolickie, które zrzeszało około 80 członków; jego działalność polegała m.in. na organizowaniu spotkań towarzyskich i przedstawień teatralnych[88].
  - 1 października – ukazująca się pierwsza gazeta w Katowicach pod tytułem Allgemeiner Anzeiger für den oberschlesischen Industriebezirk, w 1874 zmieniono jej nazwę na Kattowitzer Zeitung[89][85].

- 1870:
  - 1 lutego – otwarto trasę Kolei Prawego Brzegu Odry na odcinku Bytom – Szopienice Północne[90]; 24 czerwca linię przedłużono do Dziedzic przez Murcki[90].
  - 20 listopada – konsekrowano kościół Mariacki; dokonał tego biskup sufragan wrocławski Adrian Włodarski[73].

- 1871:

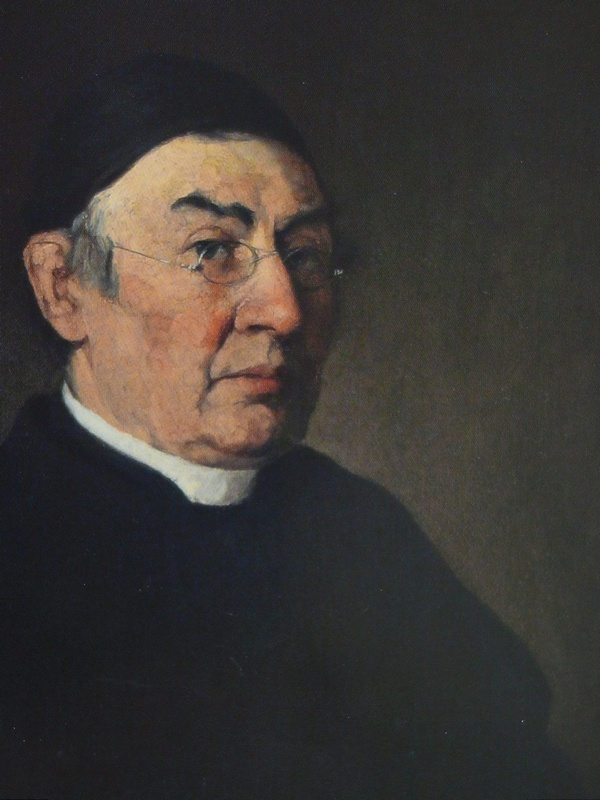
Ks. Leopold Markiefka – fundator szpitala bonifratrów Bogucicach

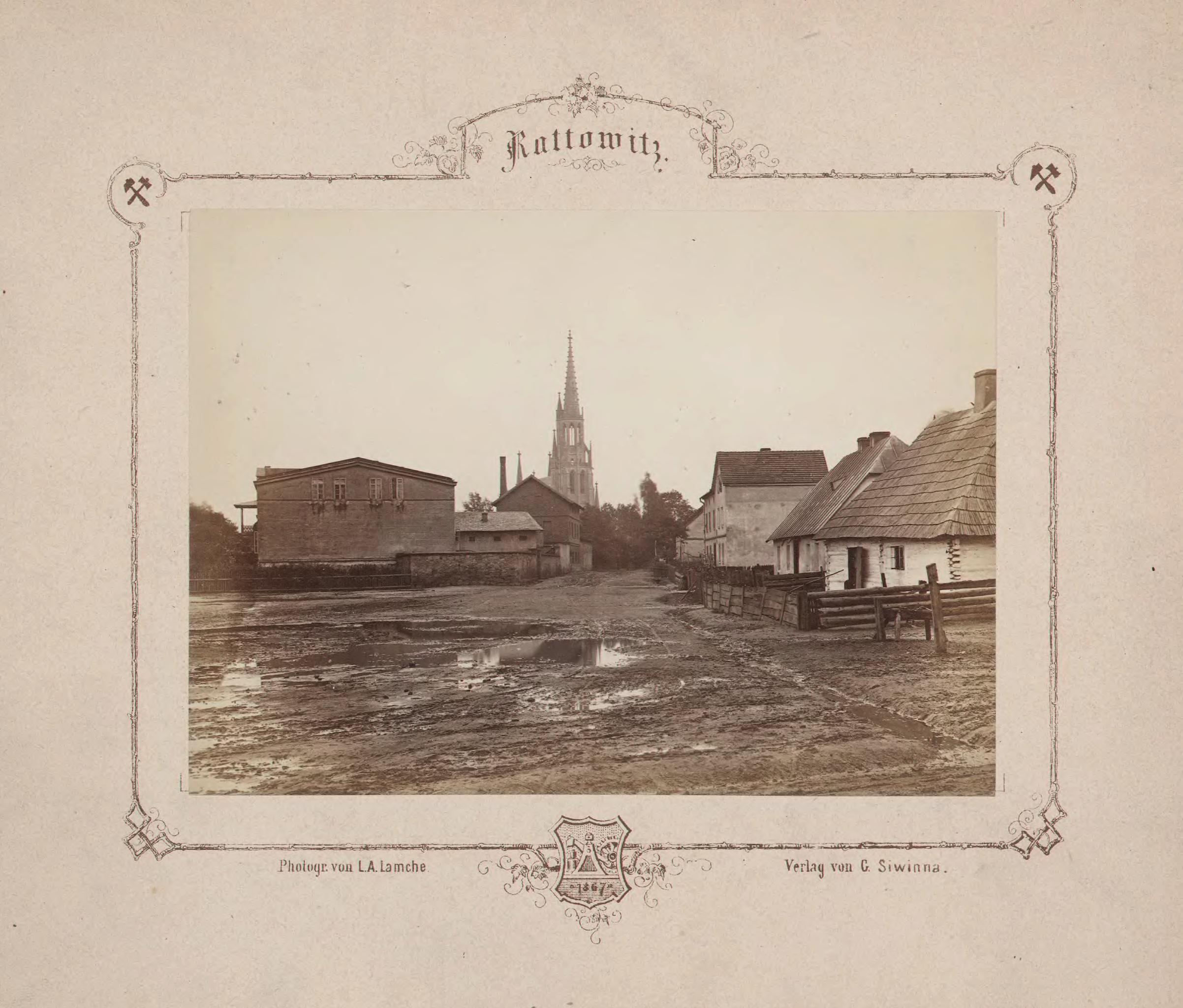
Ulica Starowiejska w 1872; w tle kościół Mariacki

  - Ks. Leopold Markiefka ufundował ze swoich środków Szpital i Konwent Bonifratrów w Bogucicach; został on oddany do użytku w 1874[91].
  - Wydanie pierwszej monografii Katowic Die Stadt Kattowitz. Eine kulturhistorische Studie napisanej przez Richarda Holtzego[83].
  - W kwietniu burmistrzem Katowic został Oswald Kerner[81][85].
  - 9 października – działalność rozpoczęło gimnazjum miejskie w Katowicach (późniejsze III Liceum Ogólnokształcące im. A. Mickiewicza); pierwszym dyrektorem szkoły został Ernst Müller, a pierwszą jej siedzibą był budynek szkoły dla dziewcząt przy ulicy Młyńskiej[92].

- 1872:
  - Bracia Goldsteinowie wznieśli przy placu Wolności swoją reprezentacyjną siedzibę[89] (bądź w 1875[93]).

- 1873:
  - Oddano do użytku budynku gimnazjum miejskiego przy późniejszej ulicy 3 Maja[92].
  - Wstrzymanie produkcji w hucie „Katowickiej”[46] (bądź w 1871[32]).
  - Została zbudowana Reichshalle przy ulicy Sokolskiej – późniejsza siedziba Filharmonii Śląskiej im. H.M. Góreckiego[94].
  - 1 marca – została uruchomiona huta cynku „Hohenlohe” w Wełnowcu[95] (późniejsze Zakłady Cynkowe „Silesia”[96]).
  - 27 marca – Katowice zostały siedzibą powiatu katowickiego, który został wydzielony z powiatu bytomskiego[97]; pierwszym starostą powiatu został baron Hans Hermann von Berlepsch-Seebach[98].
  - 14 czerwca[85][99] – erygowano pierwszą parafię katolicką na terenie ówczesnych Katowic; jej proboszczem został ks. Wiktor Schmidt[73][100].

- 1874:
  - 1 lipca – burmistrzem Katowic został Otto Rüppell[81][84].
  - Powstanie spółki Rhein et Company Eisengiesserei Zawodzie (niem. Rheim i Spółka – Odlewnia Żeliwa Zawodzie), która stała się początkiem powstałej w 1890 huty „Ferrum”[101].

- 1876:
  - Oddano do użytku gmachu starostwa powiatowego przy ulicy Warszawskiej[71].
  - Założenie przez gminę żydowską w Katowicach prywatnej szkoły elementarnej dla dzieci wyznania mojżeszowego[102].

- 1880:
  - Oddanie do użytku budynku szkoły w Ligocie przy ulicy Hetmańskiej[103].
  - Początek tworzenia sieci bibliotek Towarzystwa Czytelni Ludowych[104].

- 1883:

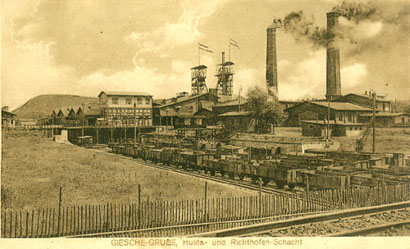
Szyby „Richthofen” („Wilson I”) i „Hulda” („Wilson II”) kopalni „Giesche” (późn. „Wieczorek”) około 1915

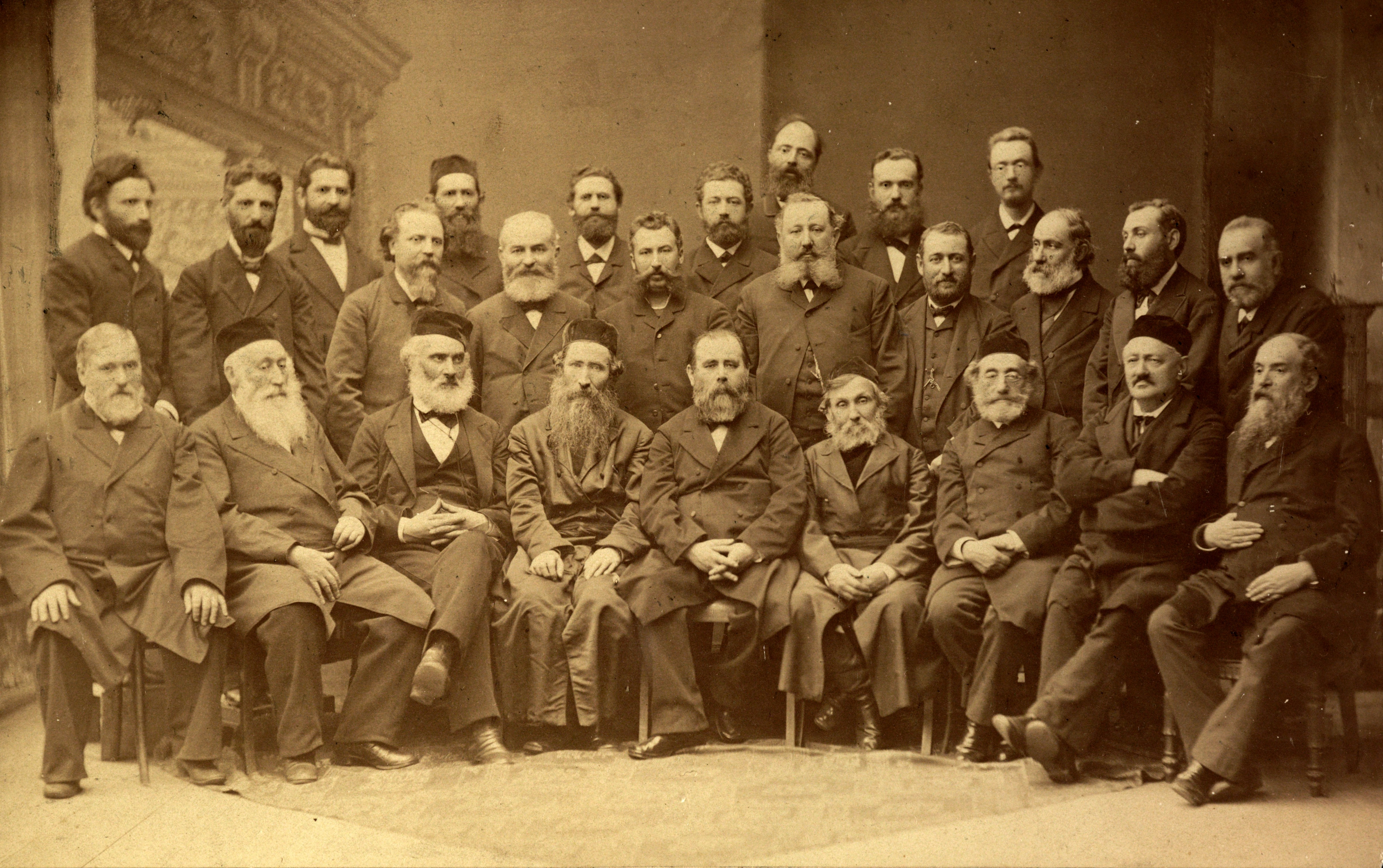
Delegaci na konferencji w Katowicach w 1884

  - Dobra załęskie kupiła spółka Georg von Giesches Erben[104].
  - Oskar Meister powołał Towarzystwo Śpiewacze, nazwane później jego imieniem (niem. Meistersche Gesangverein)[105].
  - Powstanie dużej skonsolidowanej kopalni węgla kamiennego „Giesche” (późn. „Wieczorek”)[106].
  - W kwietniu otwarto Męską Szkołę Średnią w Katowicach[104].

- 1884:
  - Powstanie drugiej w Katowicach nekropolii ewangelickiej, znajdującej się pomiędzy ulicami K. Damrota a Francuską[69].
  - 6-11 listopada – odbyła się Konferencja Katowicka, zorganizowana przez ruch Miłośnicy Syjonu[94].

- 1887:
  - 26 września – uruchomiono pierwszy wodociąg w Katowicach[104].

- 1888:
  - Rozpoczęto budowę gmachu Królewskiego Sądu Powiatowego przy skrzyżowaniu ulic Andrzeja i Mikołowskiej, a także sąsiadującego z nim więzienia[107][108].
  - W okolicy kopalni „Beate” w Brynowie wytyczono park miejski, który po modernizacji w latach 90. XIX wieku nadano nazwę Südpark (niem. Park Południowy) – późniejszy park im. Tadeusza Kościuszki[109].

- 1889:
  - 23 września – przekształcenie dyrekcji górniczej w Katowicką Spółkę Akcyjną dla Górnictwa i Hutnictwa[110][111].

- 1890:
  - Burmistrzem Katowic został August Schneider[104] (bądź w 1891[81]).

- 1893:

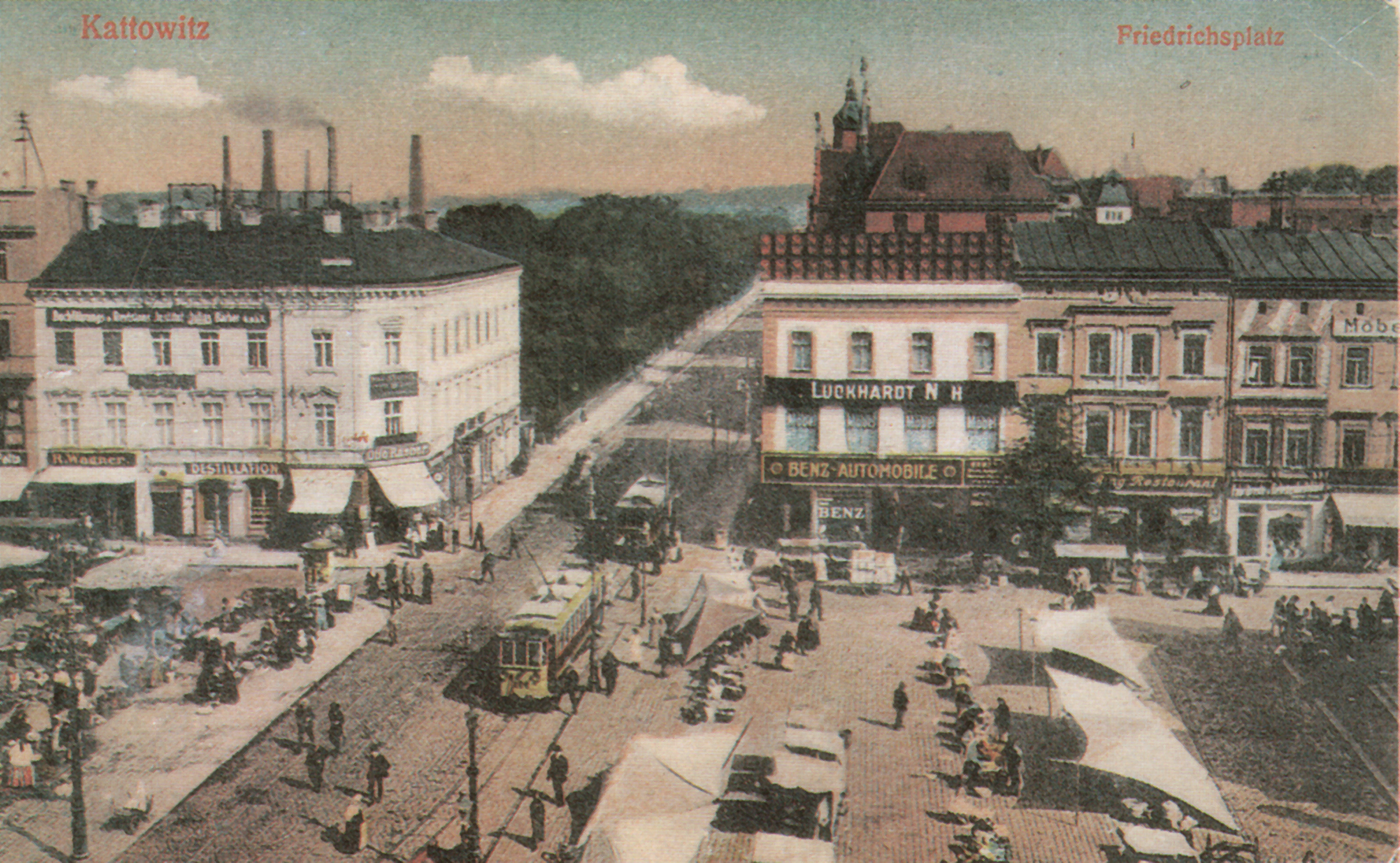
Tramwaje na katowickim Rynku na przedwojennej pocztówce

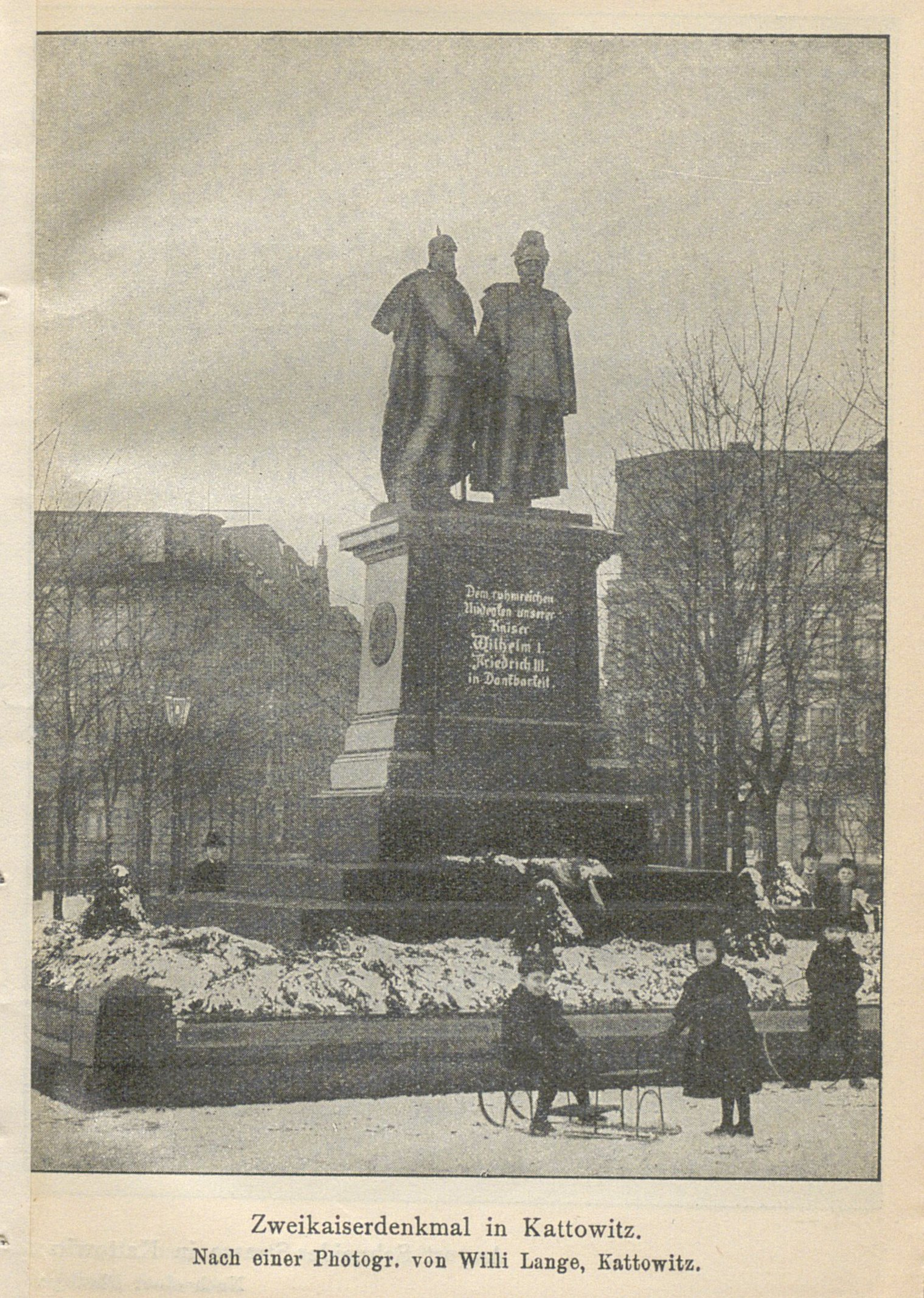
Zdjęcie z 1904 przedstawiające pomnik Dwóch Cesarzy na współczesnym placu Wolności

  - Oddano do użytku budynek poczty przy ulicy Pocztowej 9; miał on pierwotnie formę neorenesansową, a w 1904 nadano jej cechy modernistyczne[112].

- 1894:
  - 1 kwietnia – do gminy Dąb ponownie włączono Józefowiec; osobna gmina Józefowiec istniała w okresie 1875–1894[113].
  - 25 października – konsekrowano kościół św. Szczepana w Bogucicach, wzniesiony w stylu neogotyckim[114] (bądź dzień wcześniej[115][116]).

- 1895:
  - Oddano do użytku położony przy ulicy A. Mickiewicza gmach Łaźni Miejskiej[117].
  - Utworzono dyrekcję kolei w Katowicach[118].
  - 1 czerwca – oddanie do użytku szpitala Spółki Brackiej przy ulicy Francuskiej; był on wówczas największym szpitalem w okolicy i posiadał 450 łóżek[117].

- 1896:
  - 3/4 marca – w jednym z szybów w kopalni „Cleophas” w Załężu wybuch pożar, w wyniku którego śmierć poniosło 104 górników; dla ich upamiętnienia ufundowano kościół pw. św. Józefa powstały według projektu Ludwiga Schneidera; został poświęcony 8 listopada 1900[119][120][118].
  - 30 grudnia – uruchomienie trasy wąskotorowego tramwaju parowego łączącego Katowice (Marta) z Hutą Laurą; w sierpniu 1898 na podstawie tej samej koncesji ukończono linię Katowice Rynek – Dąb – Królewska Huta[121].
  - W Katowicach założono gniazdo Towarzystwa Gimnastycznego „Sokół”; kolejne powstały dwa lata później w Szopienicach i Roździeniu[122].

- 1897:
  - 25 listopada – został otwarty gmach szpitala św. Elżbiety przy ulicy Warszawskiej; w późniejszych latach został on przebudowany[123].

- 1898:
  - 3 października – elektryfikacja trasy tramwajowej Katowice – Huta Laura[121]; w tym samym roku zbudowano także linię tramwajową do Zawodzia i do Załęża[124].
  - 18 października – odsłonięcie pomnika Dwóch Cesarzy (Wilhelma I i Fryderyka III) na katowickim placu Wolności[35].
  - Na przełomie 1898 i 1899 w Brynowie uruchomiono kopalnię „Oheim” („Wujek”)[125].

- 1899:
  - Oddanie do użytku budynku Grand Hotelu przy alei W. Korfantego; został on zaprojektowany w stylu nawiązującym do neorenesansu[126][127].
  - 1 kwietnia – Katowice nadano status powiatu miejskiego; w jego zakład wchodziły Bogucice, Zawodzie, Dąb, Wełnowiec i Załęże (bądź w 1897)[97][128].

- 1900:
  - 23 czerwca – nastąpił odbiór trasy tramwajowej Zawodzie – Roździeń; linię do Mysłowic uruchomiono 31 października tego samego roku[124].
  - 12 września – poświęcenie Synagogi Wielkiej przy ulicy A. Mickiewicza, wzniesioną przez firmę budowlaną Ignatza Grünfelda; była ona zaprojektowana w stylu neorenesansowym z elementami neogotyku[73][129].
  - 9 października – oddanie do użytku nowego gmachu gimnazjum miejskiego przy ulicy A. Mickiewicza[92][130]; gimnazjum do nowego gmachu przeniosło się z budynku późniejszego VIII Liceum Ogólnokształcącego im. M. Skłodowskiej-Curie[131].

## XX wiek
- 1901:

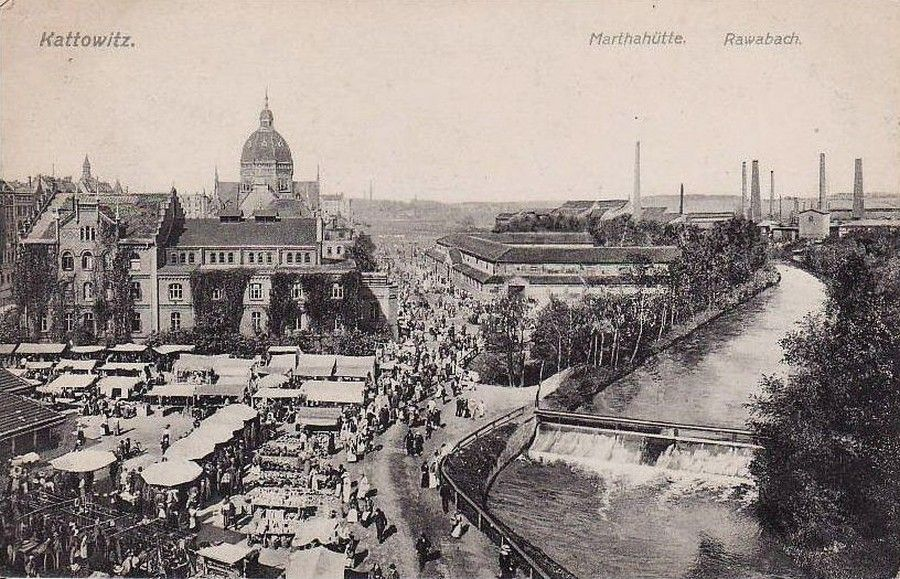
Rejon dzisiejszej ulicy ks. P. Skargi na początku XX wieku; po prawej stronie poprzecinana jazami Rawa

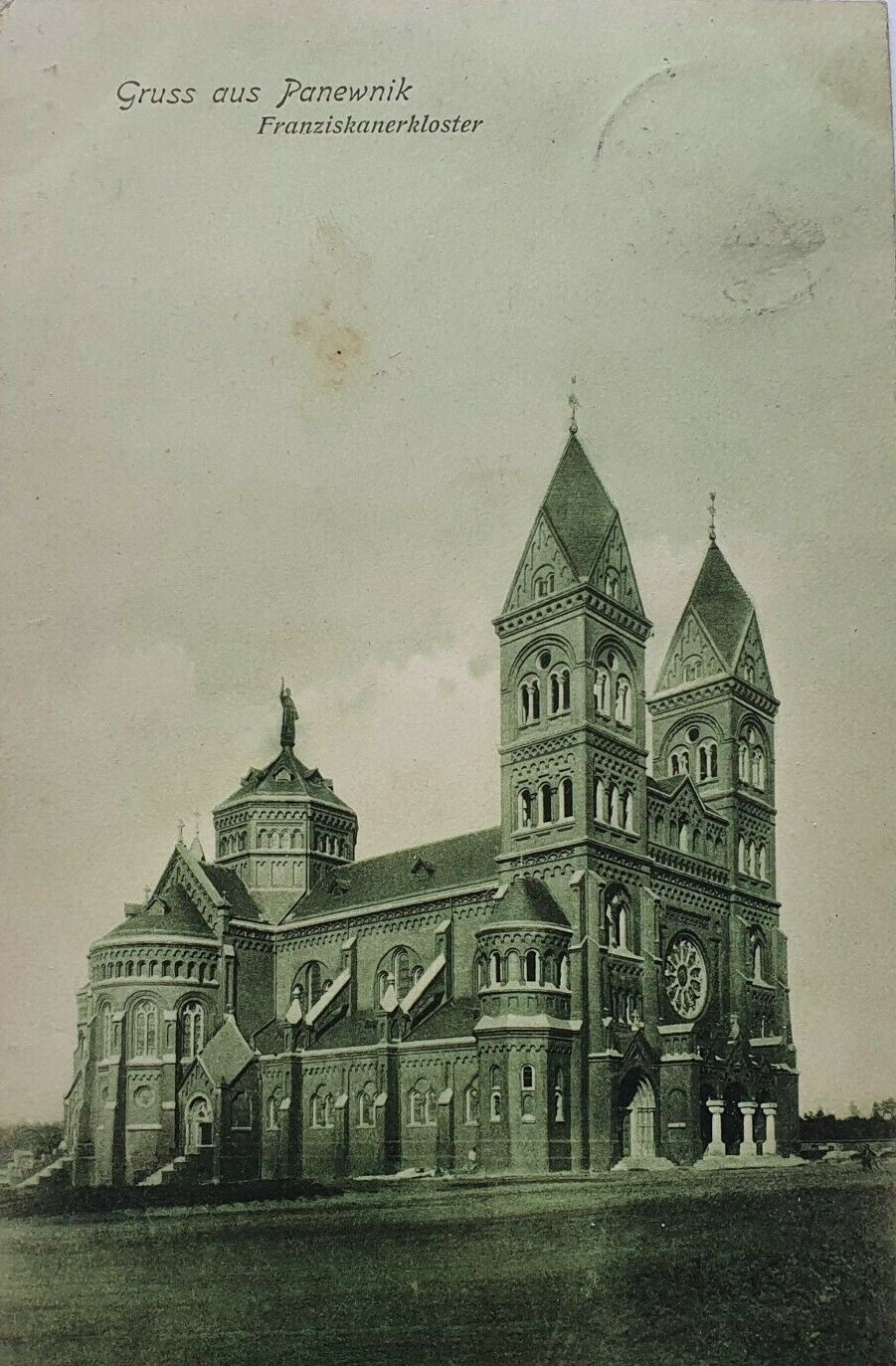
Pocztówka z 1908 przedstawiająca panewnicka bazylikę

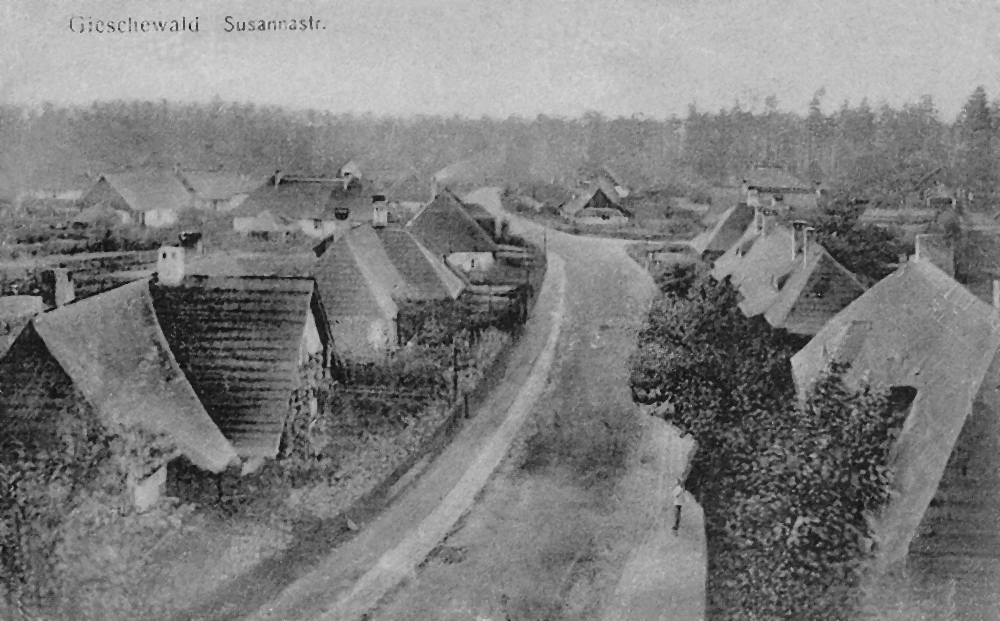
Fragment osiedla patronackiego Giszowiec na pocztówce z około 1915

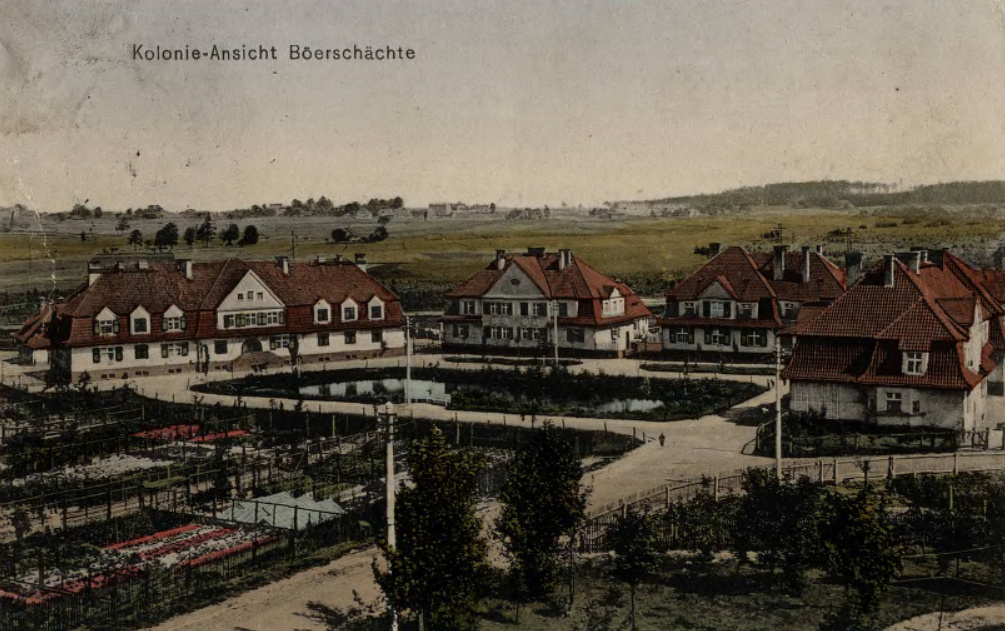
Kolonia Boże Dary w rejonie placu J. Filaka na pocztówce z około 1915

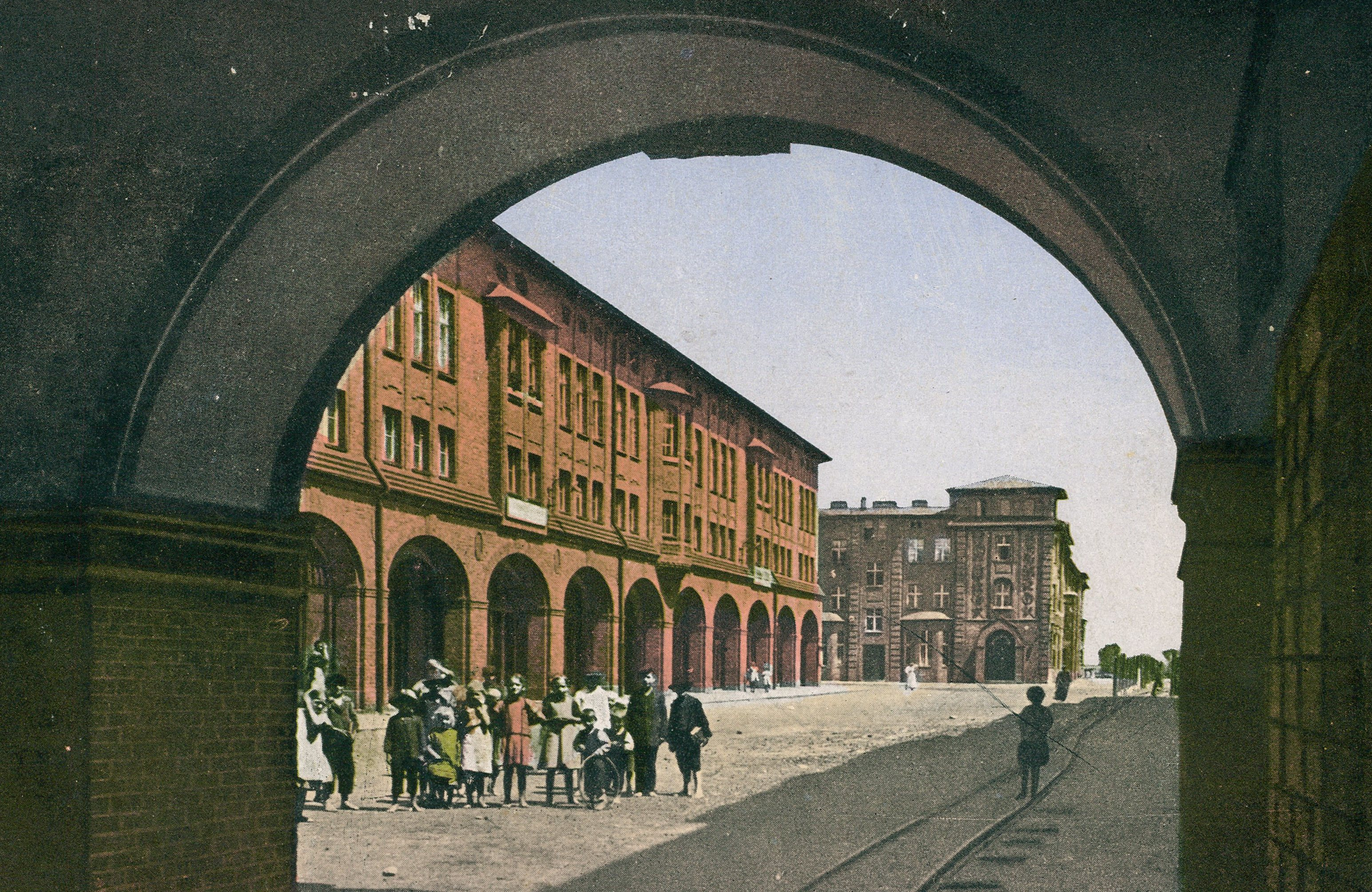
Osiedle patronackie Nikiszowiec (rejon placu Wyzwolenia) na pocztówce z 1912

  - 6 marca – uroczyste poświęcenie kościoła ewangelickiego im. Zbawiciela przy ulicy ks. bp. H. Bednorza; świątynie wzniesiono w stylu neogotyckim[132].
  - 20 kwietnia – oddano do dyspozycji Królewskiej Szkoły Budowlanej gmach szkolny przy ulicy Wojewódzkiej (późniejsza siedziba Akademii Muzycznej im. K. Szymanowskiego)[133].
  - Wojciech Korfanty wraz z Janem Jakubem Kowalczykiem założył w Poznaniu dziennik Górnoślązak; wkrótce jego redakcja została przeniesiona do Katowic[134].

- 1902:
  - 19 marca – poświęcenie kościoła pw. śś. Jana i Pawła Męczenników w Dębie[135].
  - 27 kwietnia – poświęcenie kościoła pw. śś. Apostołów Piotra i Pawła przy ulicy Mikołowskiej; świątynię wzniesiono w stylu neogotyckim, a jej projektantem był Joseph Ebers[73][136].
  - 1 maja – konsekracja kościoła pw. św. Jadwigi Śląskiej w Szopienicach; został on wzniesiony w stylu neogotyckim[137].
  - 22 grudnia – na terenie Panewnik osiedlili się franciszkanie z Wrocławia; wówczas to został erygowany tymczasowy klasztor[138].

- 1903:
  - Powołano w Katowicach Zawodową Straż Pożarną – pierwszą taką formację na Górnym Śląsku; na strażnicę zakupiono budynek przy ulicy Wojewódzkiej 11[139].
  - Rozpoczęto budowę sieci kanalizacyjnej w Katowicach[140].
  - Ukończenie budowy kopalni „Böer” (późn. „Boże Dary”) w Kostuchnie, założonej przez księcia pszczyńskiego[32]; przy zakładzie powstała kolonia robotnicza[141].
  - Wojciech Korfanty uzyskał mandat do parlamentu Rzeszy z okręgu Katowice-Zabrze[142].
  - 20 sierpnia – na Wzgórzu Beaty uroczyście otwarto wieżę Bismarcka[47].

- 1904:
  - W marcu został oddany do użytku szpital miejski przy ulicy Raciborskiej, z 80-100 miejscami dla pacjentów[143].

- 1905:
  - Liborius Otto otworzył w Katowicach kawiarnię i cukiernię „Otto”; po II wojnie światowej pn. „Kryształowa”[140].
  - Otwarcie hotelu „Monopol” przy ulicy Dworcowej; został on zaprojektowany przez Josepha Kutza[71] (bądź w 1907[144]).
  - Ukończono budowę narożnej kamienicy mieszkalnej przy ulicy 3 Maja 40, wzniesionej w stylu historyzującym według projektu Paula Frantziocha[145].
  - Utworzenie w Wełnowcu spółki akcyjnej Hohenlohe-Werke (niem. Zakłady Hohenlohego)[106]; zarząd mieścił się w gmachu późniejszego Sądu Apelacyjnego przy alei W. Korfantego[111].

- 1906:
  - 22 czerwca – Wydział Powiatowy w Katowicach wydał zezwolenie na budowę osiedla patronackiego Giszowiec dla pracowników kopalni „Giesche” („Wieczorek”)[140][146].
  - 23 sierpnia – w Załężu przy kopalni „Cleophas” („Kleofas”) rozpoczął działalność pierwszy górniczy klub sportowy – Sport Club „06” Zalenze, protoplasta Klubu Sportowego 06 Kleofas[147][140].
  - 22 grudnia – nadanie uzyskała kopalnia „Eminenz” („Eminencja”) w Dębie[140].

- 1907:
  - Założono w Piotrowicach fabrykę urządzeń i maszyn górniczych – późniejszy Famur[148].
  - 10 marca – otwarto pierwsze stałe kino w Katowicach „Welt-Theater”, które mieściło się przy ulicy Warszawskiej[140].
  - 1 lipca – powołano obszar dworski Giszowiec[149].
  - 2 października – premierą sztuki Wilhelm Tell Friedricha Schillera rozpoczął działalność Teatr Miejski – późniejszy Teatr Śląski im. S. Wyspiańskiego[80]; gmach teatru zaprojektował architekt Carl Moritz[150][140].

- 1908:
  - Ukończono budowę szpitala hutniczego na 110 łózek przy ulicy J. Korczaka w Roździeniu; gmach projektowali Georg i Emil Zillmannowie[151].
  - 19 lipca – konsekracja kościoła św. Ludwika Króla przez biskupa wrocławskiego kard. Georga von Koppa; jest ona częścią kompleksu klasztornego zaprojektowanego przez Mansuetusa Fromma OFM w stylu neoromańskim; od 1974 kościół nosi tytuł bazyliki mniejszej[152][153].
  - 16 grudnia – została wydana zgoda na budowę osiedla patronackiego Nikiszowiec, które powstawało dwuetapowo do 1927, kiedy to oddano do użytku kościół św. Anny; osiedle składa się z dziewięciu kwartałów zabudowy wzniesionej z czerwonej cegły, uzupełnionych o obiekty użyteczności publicznej; projektantami Nikiszowca byli Georg i Emil Zillmannowie[154][155].

- 1909:
  - 19 września – w Zadolu zorganizowano pierwszy zjazd Związku Śląskich Kół Śpiewaczych z terenów z Górnego Śląska[155] (bądź 19 kwietnia[156]).
  - 25 grudnia – otwarto kino „Colosseum” przy ulicy 3 Maja (późniejsze kino „Światowid”)[155].

- 1910:
  - Ukończenie budowy osiedla patronackiego Giszowiec, zaprojektowanego przez Georga i Emila Zillmannnów; osiedle powstało w myśl idei miasta-ogrodu z inicjatywy dyrektora kopalni „Giesche” Antona Uthemanna[126].

- 1911:

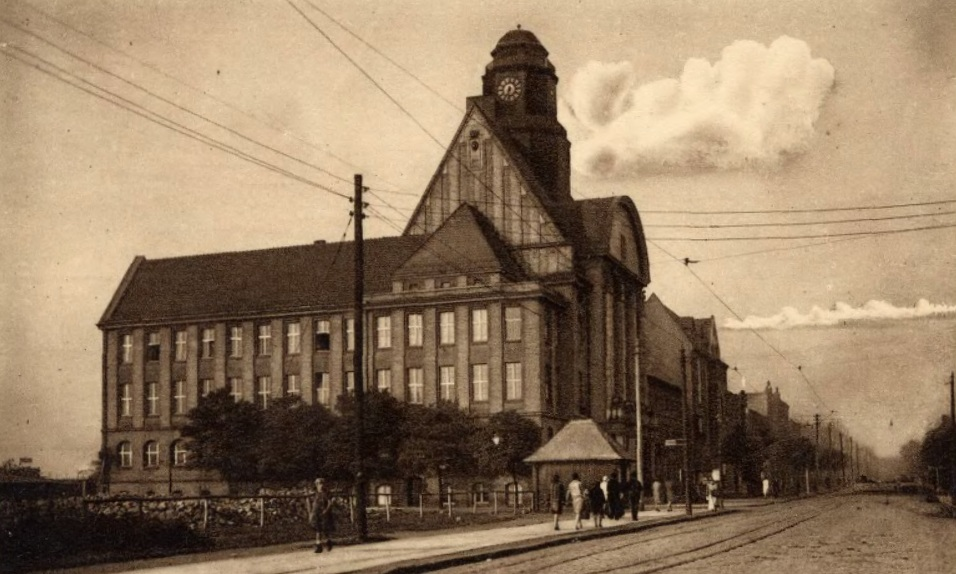
Ratusz gminy Bogucice w Zawodziu na pocztówce z około 1930

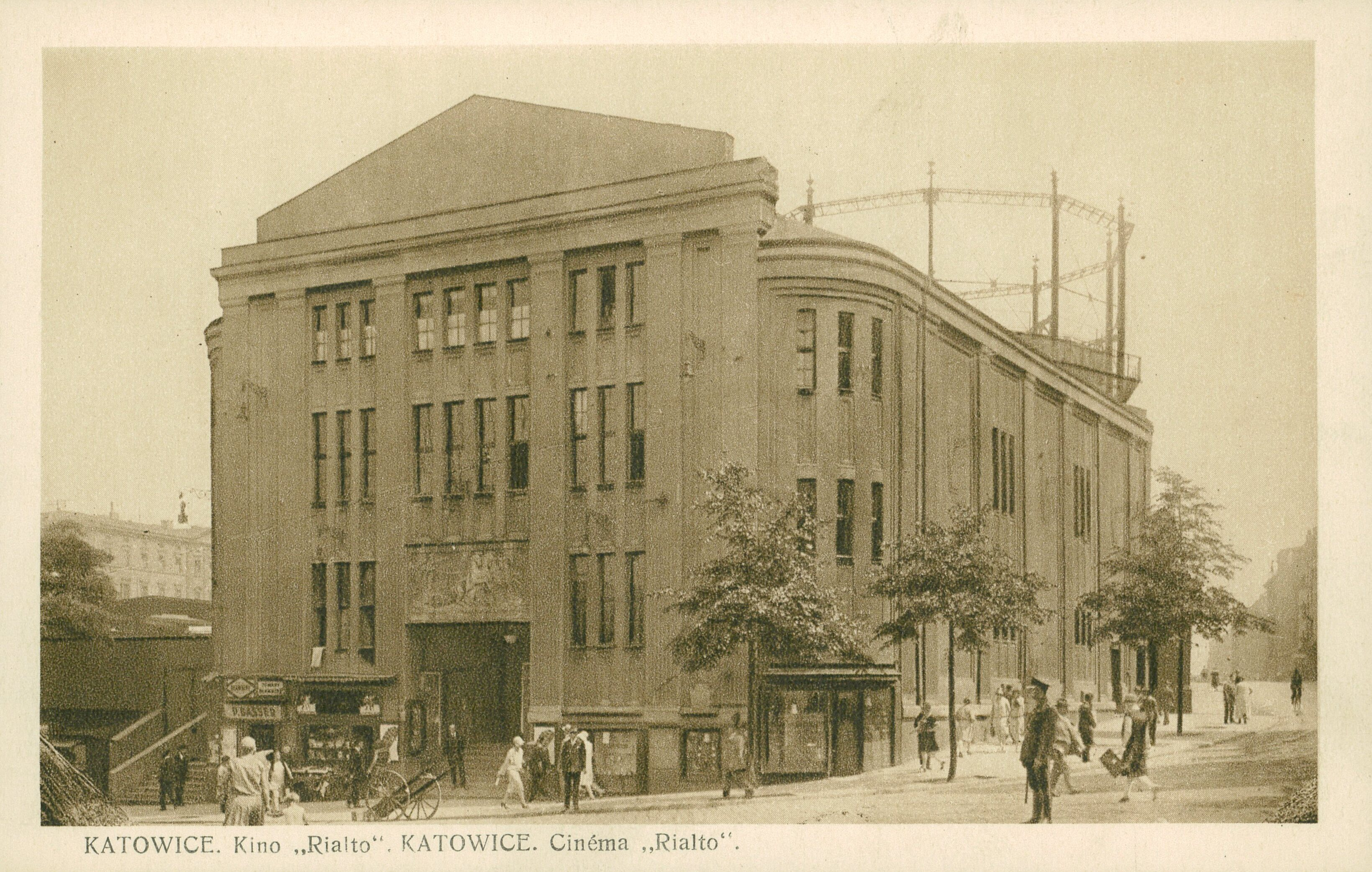
Kino „Rialto” na pocztówce z okresu międzywojennego

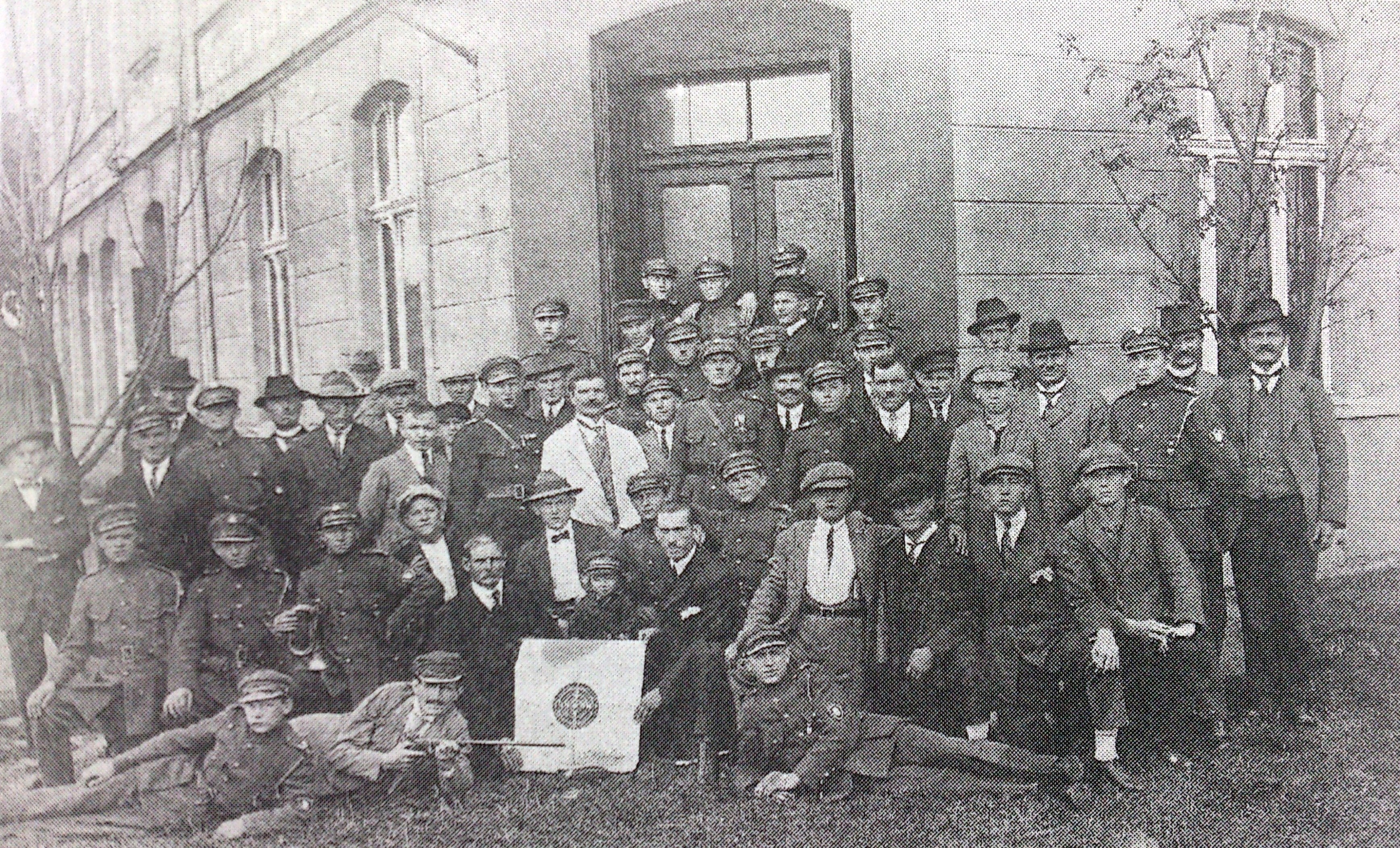
Powstańcy śląscy przed restauracją Pilcha przy ulicy Załęskiej

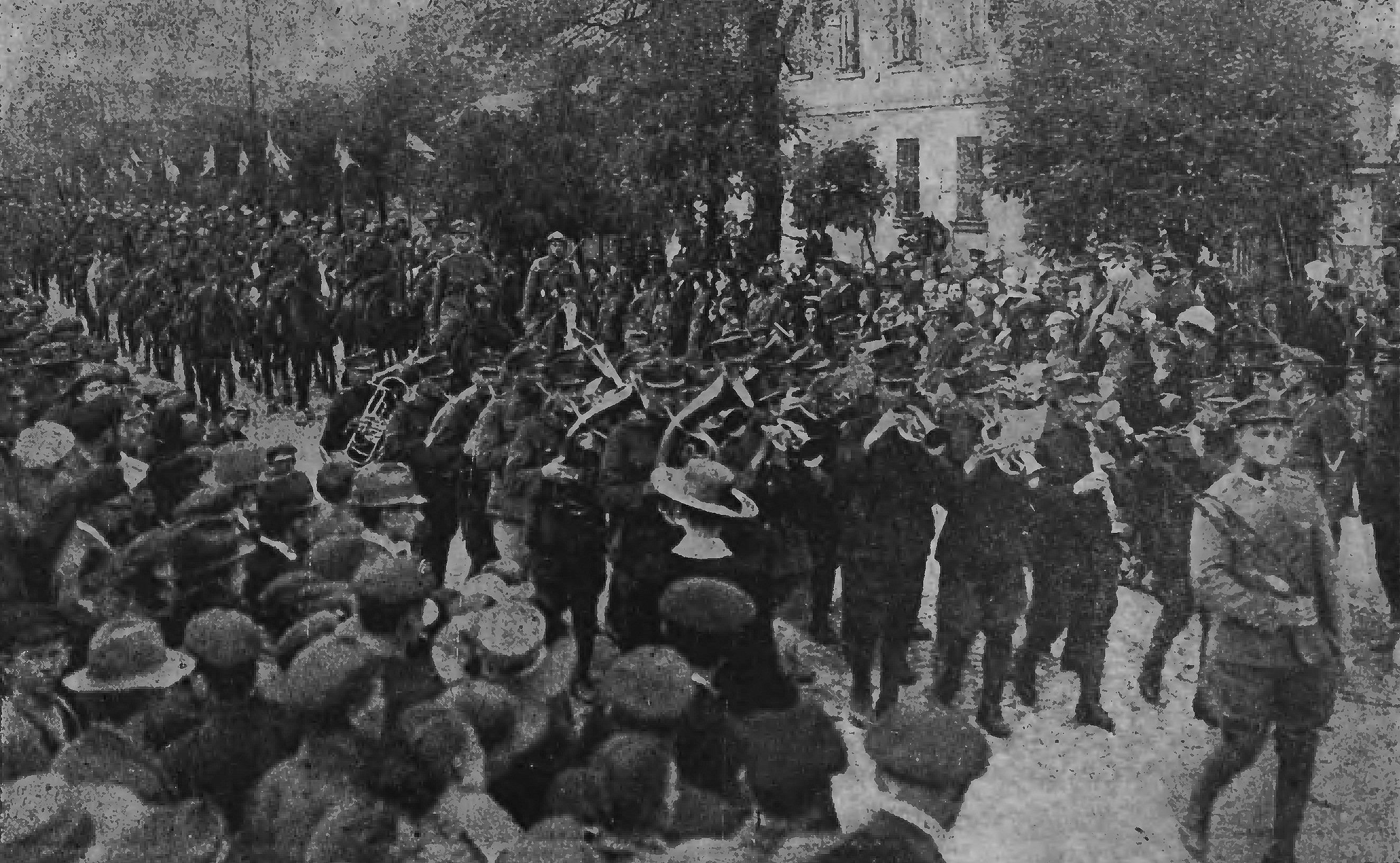
Pogrzeb Andrzeja Mielęckiego, zamordowanego w Katowicach 17 sierpnia 1920

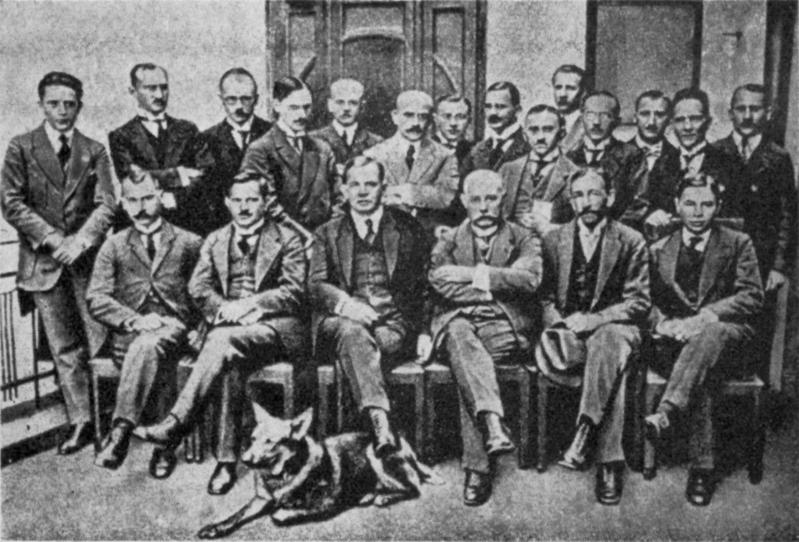
Działacze Polskiego Komisariatu Plebiscytowego na Górnym Śląsku na zdjęciu z około 1921

  - 1 kwietnia – erygowano parafię św. Antoniego z Padwy w Dąbrówce Małej[157].
  - Założono gniazda „Sokoła” w Bogucicach i Załężu[122].

- 1912:
  - Oddano od użytku gmachu ratusza gminy Bogucice w Zawodziu, zaprojektowanego w stylu neoklasycystycznym[23].
  - Powstało kino „Kammerlichtspiele”; w 1928 przemianowane na „Rialto”[158].
  - 14 czerwca – oddano do użytku trasę tramwajową do parku T. Kościuszki[124] wraz z zajezdnią[155].
  - 2 listopada – oddanie do użytku linii kolejowej Ligota – Podlesie – Tychy, która skróciła dotychczasową trasę z Katowic do Pszczyny[90].
  - 17 listopada – poświęcenie kościoła pw. św. Antoniego z Padwy w Dąbrówce Małej[159].

- 1913:
  - 17 listopada – w Katowicach rozpoczął działalność Chór Mieszany „Ogniwo”[155].

- 1914:
  - 6 stycznia – Dyrekcja Okręgowa Kolei w Katowicach zezwoliła na prowadzenia ruchu osobowego pomiędzy szybem „Carmer” a Giszowcem; pociągi osobowe, które kursowały prawdopodobnie od 1916, były potocznie określane Balkanem[160].
  - Wybuch I wojny światowej; Katowice w okresie od sierpnia do listopada leżały na obszarze przyfrontowym, a później po przesunięciu frontu nastąpił dla przemysłu regionu okres koniunktury ze względu na wzmożone zapotrzebowania wojenne[161].

- 1916:
  - W Katowicach powstała rejonowa komenda policji bezpieczeństwa (niem. Sicherheitspolizei)[162].

- 1918:
  - 11 listopada – podpisanie rozejmu w Compiègne, kończącego działania zbrojne I wojny światowej; klęska wojenna Niemiec wzmogła na Górnym Śląsku oraz na obszarze zaboru pruskiego działania propolskie mające na celu zespolenie tych terenów z nowo odrodzonym państwem polskim[163].
  - 13 listopada – ukonstytuowały się pierwsze polskie rady ludowe na terenie współczesnych Katowic – w Giszowcu i Załężu[164].

- 1919:
  - 11 stycznia – zawiązanie w Katowicach Głównego Komitetu Wykonawczego Polskiej Organizacji Wojskowej Górnego Śląska[164].
  - 28 czerwca – podpisanie traktatu wersalskiego; zapowiadał on m.in. przeprowadzenie na Górnym Śląsku plebiscytu[165].
  - 6 lipca – w Katowicach odbyła się propolska manifestacja, w której wzięło udział około 15 tys. osób[165].
  - 11 sierpnia – rozpoczęcie strajków przez górników, w którym uczestniczyło 80% pracowników wszystkich katowickich zakładów wydobywczych; domagano się zaprzestania redukcji zatrudnienia, przyjęcia do pracy wcześniej zwolnionych oraz usunięcia z zakładów pracy oddziałów Freikorpsu[166].
  - 16/17 sierpnia – wybuch I powstania śląskiego, do którego doszło na wieść o krwawych starciach w kopalni „Mysłowice” 15 sierpnia; działania zbrojne podczas powstania odbywały się w miejscowościach powiatu katowickiego, a wokół samych Katowic Niemcy skoncentrowali silne oddziały wojskowe[166].
  - 24 sierpnia – komendant POW Alfons Zgrzebniok podjął decyzję o przerwaniu działań zbrojnych[167].
  - 9 listopada – wybory komunalne w Katowicach; do Rady Miejskiej weszło m.in. ośmiu przedstawicieli Polskiej Partii Narodowej, w tym pierwsza w historii Polka – Aleksandra Szyperska[168].

- 1920:
  - 11 lutego – objęcie w Opolu władz na obszarze plebiscytowym przez Międzysojuszniczą Komisję Rządzącą i Plebiscytową pod kierownictwem gen. Henriego Le Ronda[169].
  - 16 lutego – powstał pierwszy polski klub sportowy w Katowicach – „Pogoń”[170].
  - 25 kwietnia – z inicjatywy Polskiego Komisariatu Plebiscytowego odbyły się wiece protestacyjne przeciwko dyskryminacji ludności polskiej, w tym na terenie współczesnych Katowic[171].
  - 3 maja – odbyły się uroczyste obchody święta 3 Maja na placu sportowym w Zawodziu i na katowickim Rynku z udziałem ok. 72 tys. osób[170].
  - 15 lipca – Sejm Ustawodawczy uchwalił ustawę zawierającą Statut Organiczny Województwa Śląskiego[169][172].
  - 17 sierpnia – odbyła się zorganizowana przez Niemców duża antypolska i antyfrancuska manifestacja, podczas której zaatakowali oni siedzibę francuskiego kontrolera powiatowego i zabili działacza narodowego Andrzeja Mielęckiego[173].
  - 18 sierpnia – Niemcy zaatakowali gmach Polskiego Komisariatu Plebiscytowego, podczas którego budynek zdemolowano i pobito Henryka Jarczyka[174].
  - 18/19 sierpnia – doszło do wybuchu II powstania śląskiego; walki toczyły się na terenach gmin podmiejskich[175].
  - 22 sierpnia – cały teren powiatu katowickiego został opanowany przez powstańców, a samo miasto Katowice otoczono kordonem posterunków powstańczych[176].
  - 25 sierpnia – komendant POW Alfons Zgrzebniok w porozumieniu z Wojciechem Korfantym wydał rozkaz o zakończeniu powstania[176].
  - 13 grudnia – został zniszczony stojący na placu Wolności pomnik Dwóch Cesarzy[170].

- 1921:

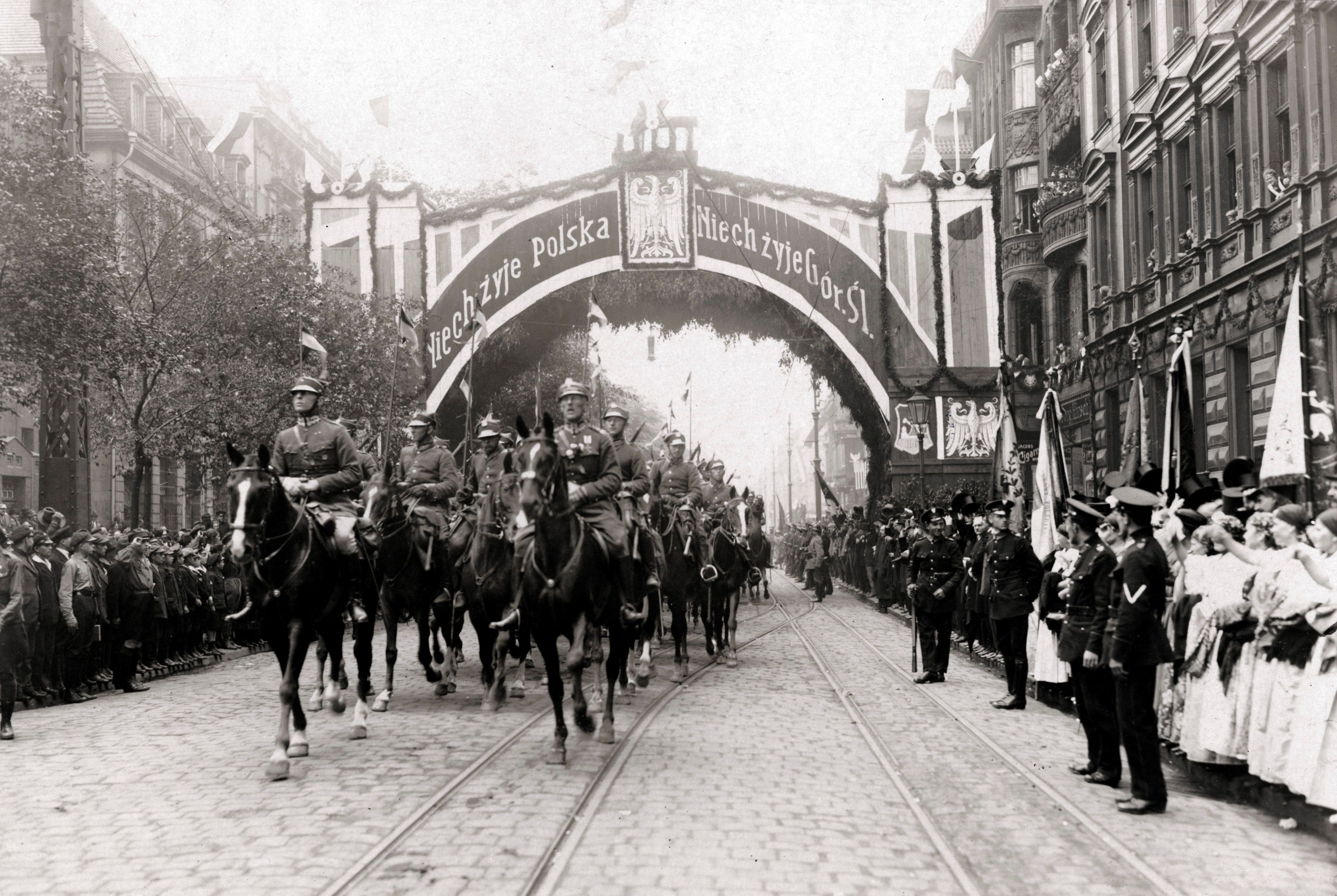
Uroczystość wkroczenia do Katowic polskich wojsk 20 czerwca 1922

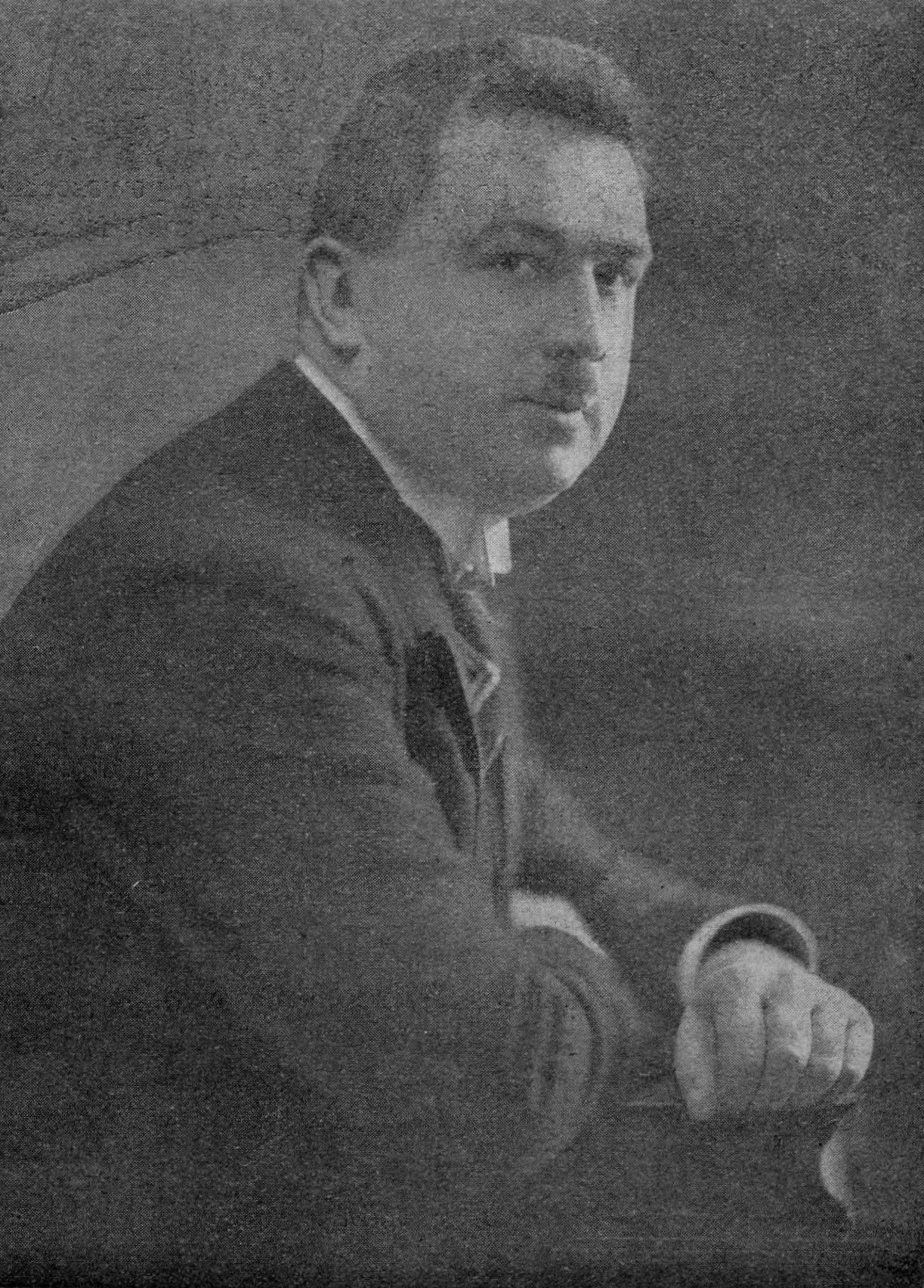
Alfons Górnik – pierwszy prezydent miasta Katowice (1922–1928)

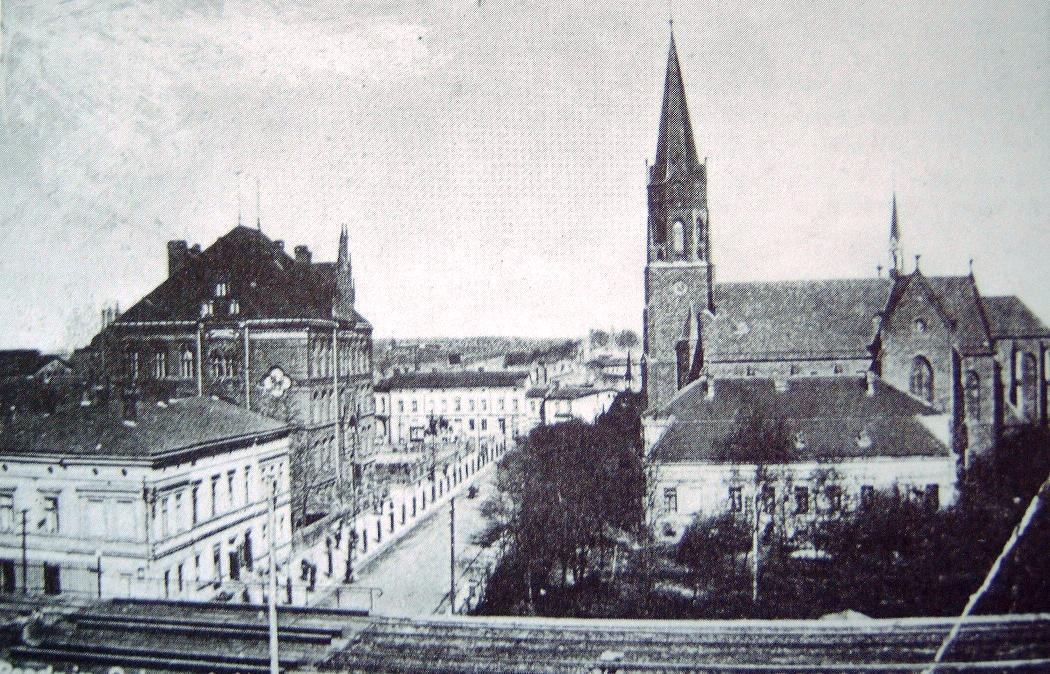
Centrum Szopienic w 1922

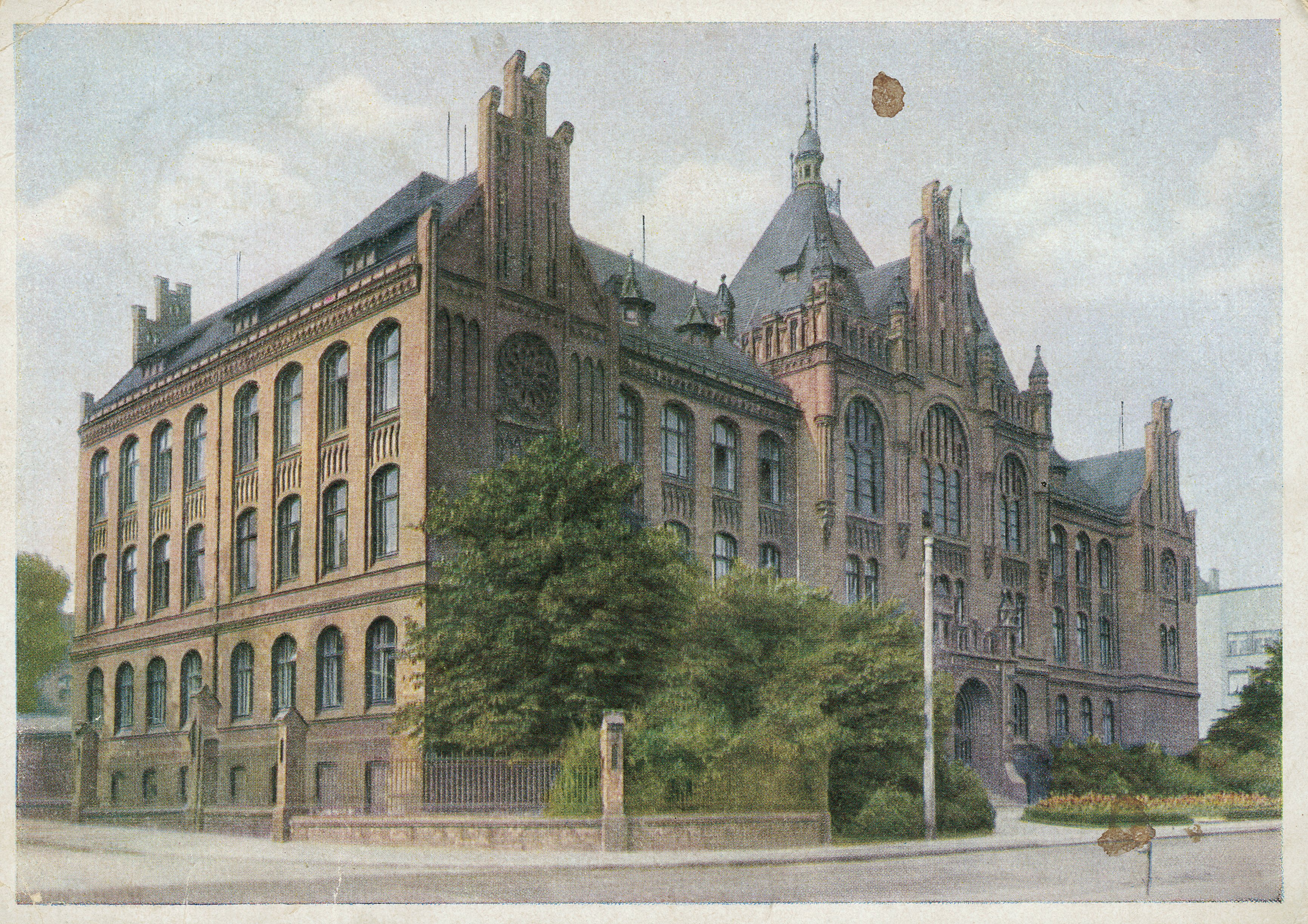
Siedziba Szkoły Budowlanej, od 1922 Sejmu Śląskiego, a potem Konserwatorium Muzycznego; pocztówka prawdopodobnie z okresu II wojny światowej

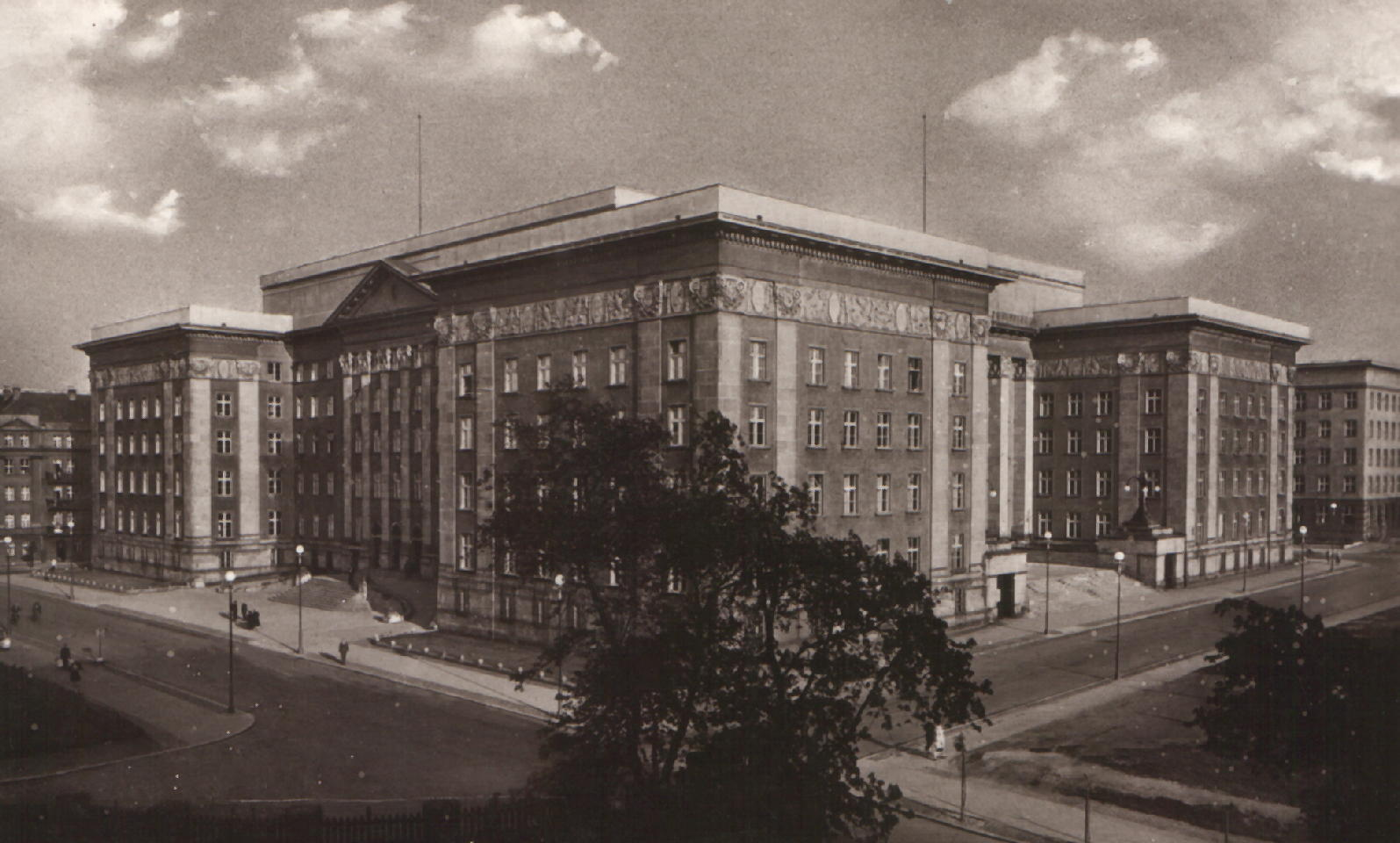
Gmach Sejmu Śląskiego na zdjęciu z lat międzywojennych

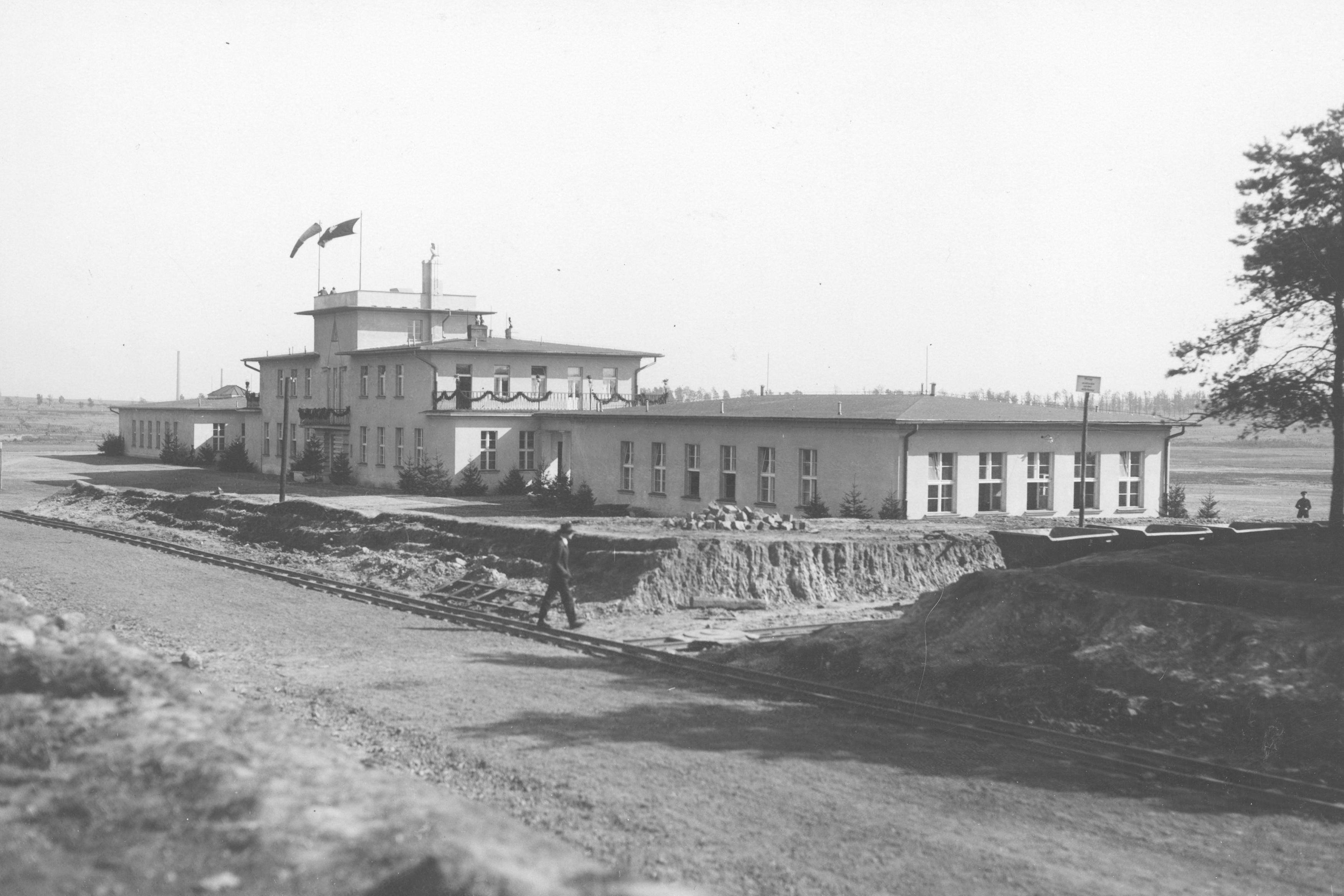
Dworzec lotniska Katowice-Muchowiec w 1929

  - 20 marca – odbył się plebiscyt na Górnym Śląsku; 85,4% mieszkańców miasta Katowice opowiedziało się za przyłączeniem regionu do Niemiec, a w powiecie katowickim było ich 44,4% osób; za Polską opowiedziało się ponad 14% mieszkańców Katowic i 55,6% mieszkańców powiatu katowickiego[177].
  - 2/3 maja – wybuch III powstania śląskiego; jego dyktatorem został Wojciech Korfanty, a kwaterę Naczelnej Komendy Wojsk Powstańczych zlokalizowano w Szopienicach; w czasie powstania tereny wokół Katowic zostały zajęte przez powstańców, a w samym mieście stacjonowały wojska sojusznicze[178].
  - 5 lipca – zakończenie III powstania śląskiego[179].
  - 30 lipca – przeniesienie do Katowic siedziby Naczelnej Rady Ludowej na Górnym Śląsku, kierowniczego organu życia politycznego i narodowego[179]; na jej czele stanął Józef Rymer[180].
  - 21 sierpnia – poświęcenia kościoła pw. Matki Bożej Częstochowskiej w Podlesiu[181].

- 1922:
  - 6 lutego – wybór przez miejskich radnych Alfonsa Górnika na pierwszego burmistrza Katowic[182][183] (lub 30 stycznia[184]).
  - 19 czerwca – oficjalne przekazanie miasta przez przedstawiciela Międzysojuszniczej Komisji Rządzącej i Plebiscytowej na Górnym Śląsku mjr. Salerona burmistrzowi Katowic Alfonsowi Górnikowi; tegoż dnia mieszkańcy Katowic na Rynku pożegnali żołnierzy francuskich[182].
  - 20 czerwca – wkroczenie do Katowic wojsk polskich na czele z gen. Stanisławem Szeptyckim; rozpoczęcie procesu przejmowania miasta przez władze polskie[185].
  - 15 lipca – z inicjatywy Feliksa Bocheńskiego zawiązało się Towarzystwo Przyjaciół Teatru Polskiego; na pierwszym posiedzeniu zarząd towarzystwa postanowił utworzyć w Katowicach scenę teatralną pn. Teatr Polski – późniejszy Teatr Śląski im. S. Wyspiańskiego[186].
  - 16 lipca – podpisanie w Katowicach aktu przejęcia części Górnego Śląska przez Polskę[179].
  - 8 sierpnia – został otwarty Bank Śląski, oparty na francuskim kapitale[187].
  - 27 sierpnia – do Katowic przybył Naczelnik Państwa Józef Piłsudski; była to jego jedyna wizyta w mieście[188].
  - 10 października – w gmachu szkoły budowalnej w Katowicach odbyła się uroczysta inauguracja Sejmu Śląskiego; marszałkiem Sejmu I kadencji został Konstanty Wolny[189].
  - Powołano spółkę akcyjną Giesche, która przejęła zakłady koncernu Georg von Giesches Erben na terenie Polski; w tym samym roku spółka w Zawodziu uruchomiła fabrykę porcelany[190].

- 1923:
  - Rozpoczęcie produkcji w Wytwórni Maszyn i Urządzeń Górniczych „Elewator” w Zawodziu[191].
  - 1 marca – bp August Hlond ustanowił dekanat katowicki, który został wydzielony z dekanatu mysłowickiego[192]; pierwszym dziekanem mianowano ks. Józefa Kubisa, proboszcza załęskiej parafii[188].
  - 9 września – zaczął się ukazywać tygodnik dla rodzin katolickich Gość Niedzielny, wydawany przez Kurię Diecezjalną w Katowicach[193][188].

- 1924:
  - 30 czerwca – likwidacja obszarów dworskich na terenie powiatu katowickiego; dzień później tereny te weszły w skład poszczególnych gmin, a także powołano gminę Wełnowiec[194].
  - 15 lipca – Sejm Śląski przyjął ustawę, na mocy której do Katowic włączono Bogucice, Brynów, Dąb (bez Józefowca), Załęże i Zawodzie z powiatu katowickiego i Ligotę Pszczyńską z powiatu pszczyńskiego; sam zaś Józefowiec wraz z kolonią Agnieszki został włączony nowo gminy Wełnowiec[195]; ustawa weszła w życie 15 października[196].
  - 30 września – likwidacja obszarów dworskich na terenie powiatu pszczyńskiego; dzień później weszły one pod zarząd sąsiednich gmin, a także utworzono nową gminę Murcki[194].

- 1925:
  - 1 stycznia – podział Katowic na 4 dzielnice: Śródmieście, Bogucice-Zawodzie, Załęże-Dąb i Ligota-Brynów[197].
  - 28 października – powstanie diecezji katowickiej, której stolicą zostały Katowice[198]; jej pierwszym ordynariuszem został bp August Hlond[199].
  - W listopadzie poświęcono grób Nieznanego Powstańca, który znajdował się na placu Wolności[200].

- 1926:
  - We wrześniu urząd wojewody śląskiego objął Michał Grażyński[201].
  - 14 listopada – w polskiej części Górnego Śląska odbyły się pierwsze wybory komunalne; w Katowicach zwyciężyli kandydaci z listy niemieckiej[202].

- 1927:
  - 27 marca – wojewoda śląski Michał Grażyński podpisał umowę z naczelnym dyrektorem Polskiego Radia o założeniu rozgłośni radiowej w Katowicach[203].
  - 5 czerwca – biskup katowicki Arkadiusz Lisiecki, symbolicznym wykopaniem ziemi pod fundamenty, rozpoczął uroczyście budowę katowickiej katedry[198]; jej budowę ukończono po II wojnie światowej[204]
  - 23 października – poświęcono kościół św. Anny na osiedlu patronackim Nikiszowiec[205]

- 1928:
  - Rozpoczęcie budowy Domu Oświatowego przy ulicy Francuskiej 12[203].
  - Zawieszenie produkcji w hucie żelaza „Marta”[46].
  - 30 maja – wybór przez Radę Miejską Adama Kocura na prezydenta Katowic[184].
  - 28 października – został otwarty Instytut Pedagogiczny w Katowicach; jego pierwszym dyrektorem został Zygmunt Mysłakowski[206][207].

- 1929:
  - 3 stycznia – PLL LOT rozpoczął obsługę stałej linii lotniczej Katowice – Warszawa; samoloty odlatywały z powstałego w tym okresie lotniska na Muchowcu[208].
  - 23 stycznia – Sejm Śląski przyjął ustawę o utworzeniu Muzeum Śląskiego[209]; jego zorganizowanie powierzono Tadeuszowi Dobrowolskiemu[210].
  - 5 maja – odbyła się uroczystość poświęcenia gmachu Śląskiego Urzędu Wojewódzkiego i Sejmu Śląskiego z udziałem m.in. prezydenta Polski Ignacego Mościckiego[211].
  - 18 sierpnia – w Podlesiu odbyły się centralne dożynki Polski; w uroczystości tej wziął udział m.in. prezydent Polski Ignacy Mościcki, biskup katowicki Arkadiusz Lisiecki, wojewoda śląski Michał Grażyński i gen. Stanisław Wróblewski[212][213][214].
  - 28 września – odbył się inauguracyjny koncert, który zapoczątkował działalność Konwersatorium Muzycznego[215] (od 1934 Śląskie Konserwatorium Muzyczne[216]) z siedzibą przy ulicy Wojewódzkiej – późniejsza Akademia Muzyczna im. K. Szymanowskiego[217].
  - 2 października – prezydent Polski Ignacy Mościcki dokonał uroczystego oddania kolonii 44 dwurodzinnych domów bliźniaczych w Załężu, która została nazwana jego imieniem[218].
  - 1 listopada – spółka Śląskie Linie Autobusowe zainaugurowały przewozy na linii Katowice – Siemianowice[219].

- 1930:
  - Oddano do użytku gmach Banku Gospodarstwa Krajowego przy ulicy A. Mickiewicza; obiekt zaprojektował Stanisław Tabeński[220].
  - 8 czerwca – odsłonięcie na placu K. Miarki pomnika Stanisława Moniuszki[221].
  - 1 grudnia – Roździeń połączono z Szopienicami w jedną gminę Roździeń-Szopienice; od 1934 nosiła ona nazwę Szopienice[196].
  - 7 grudnia – przy ulicy Bankowej oddano pierwszy w Polsce sztuczny tor łyżwiarski – Torkat[222].

- 1931:

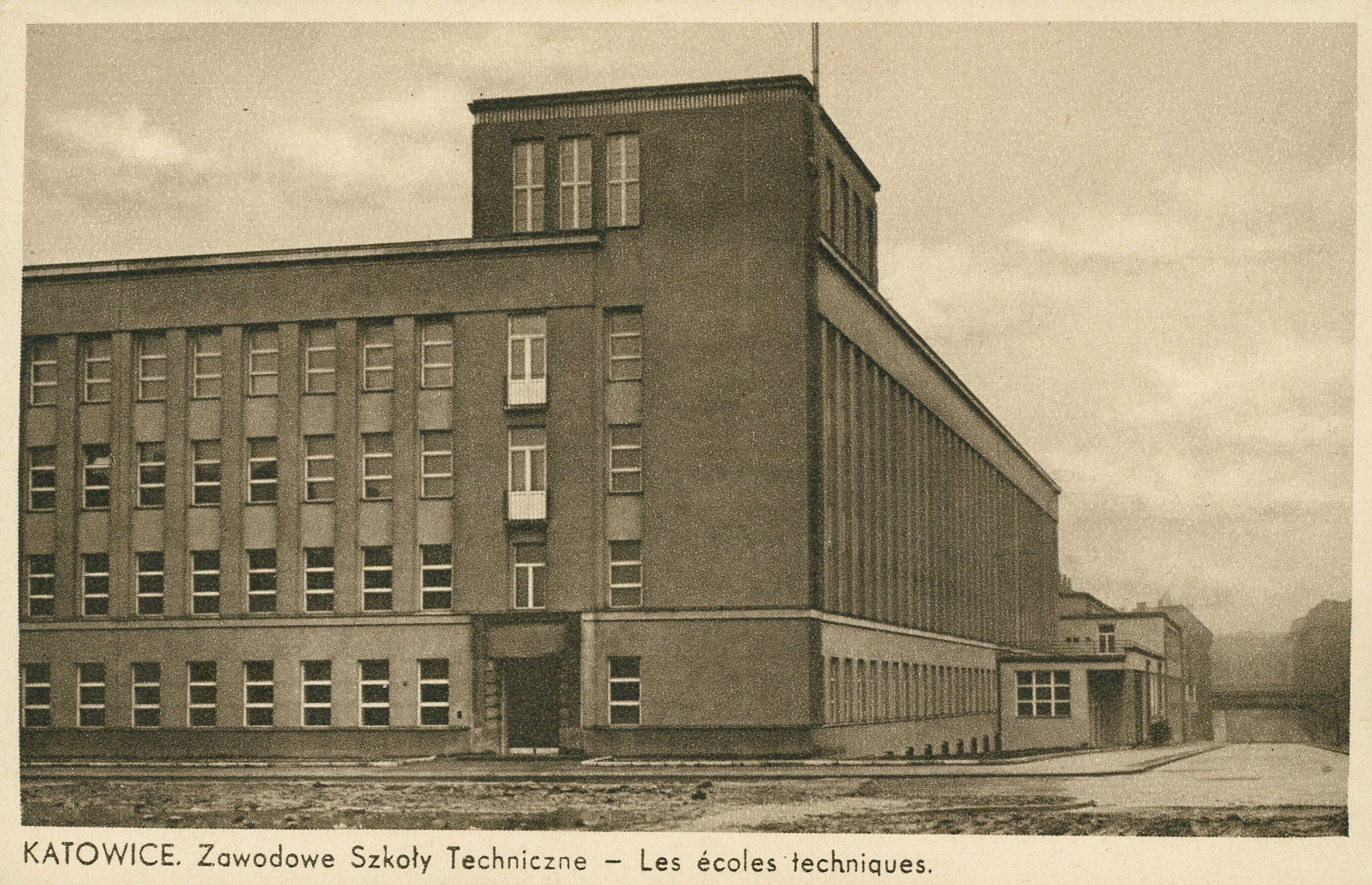
Gmach Śląskich Technicznych Zakładów Naukowych na pocztówce z lat 1937–1939

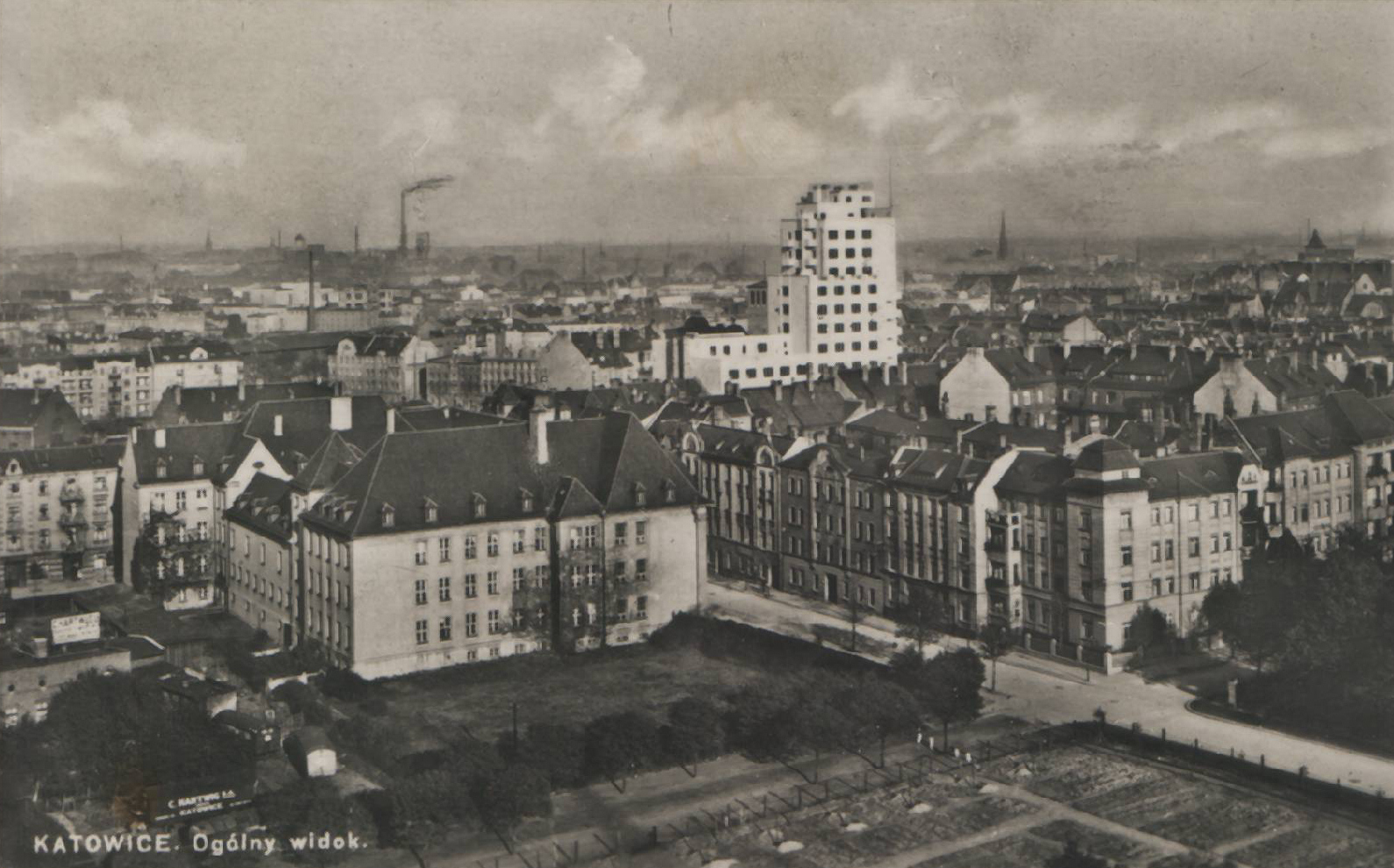
Panorama południowego Śródmieścia Katowic; pośrodku widoczny gmach Urzędu Skarbowego

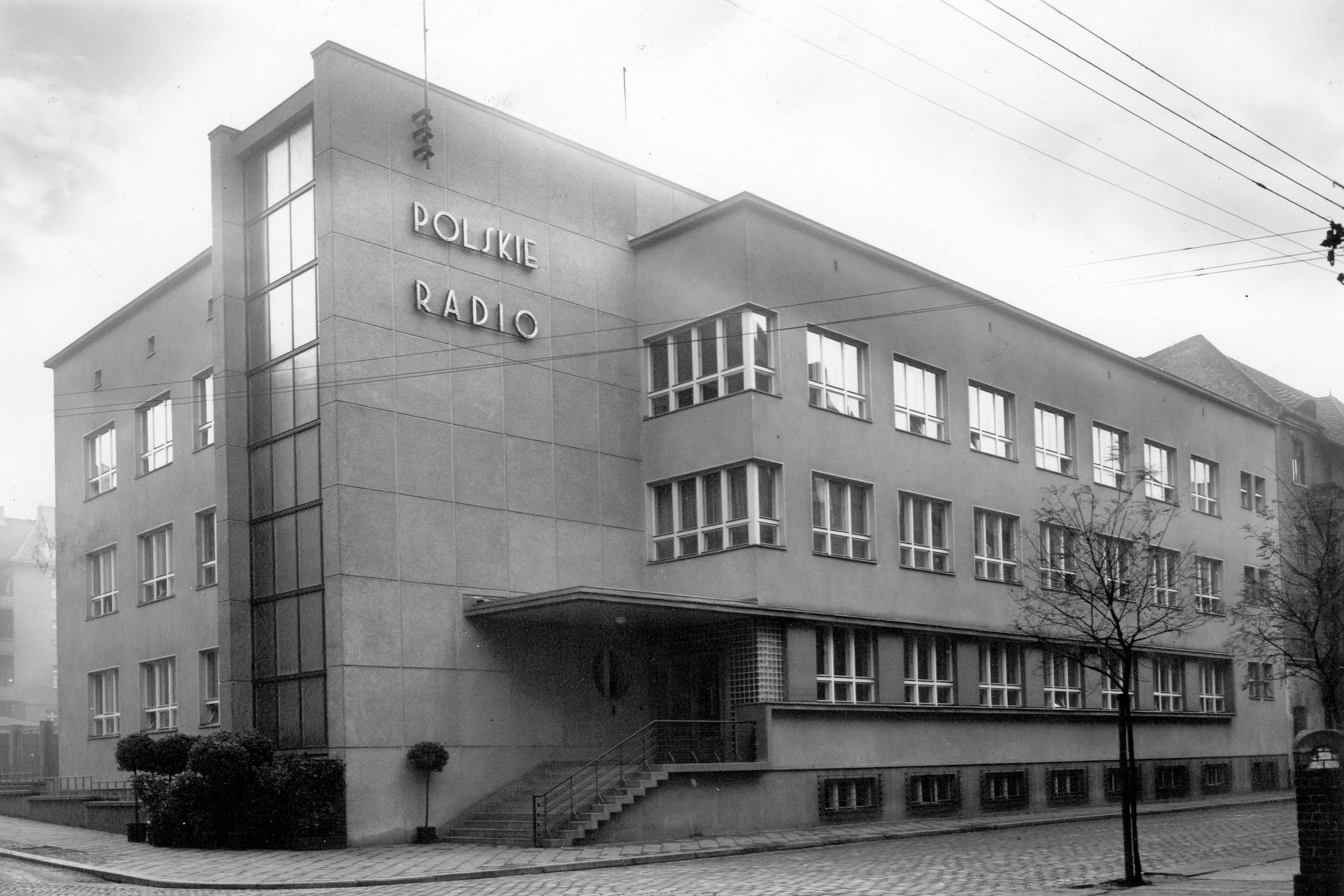
Siedziba Polskiego Radia Katowice w dniu jego poświęcenia w 1937

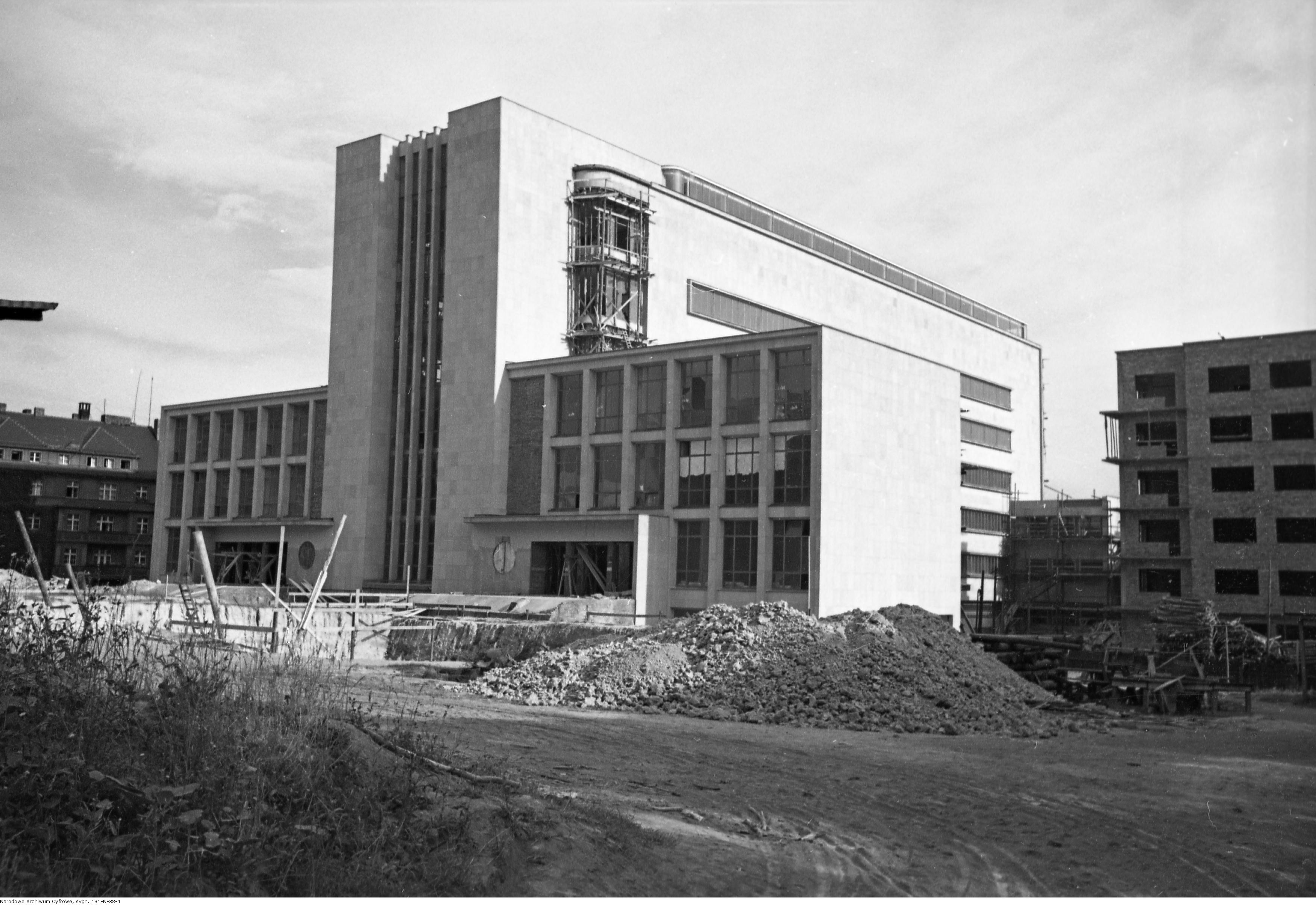
Gmach Muzeum Śląskiego w Katowicach w trakcie budowy w 1939

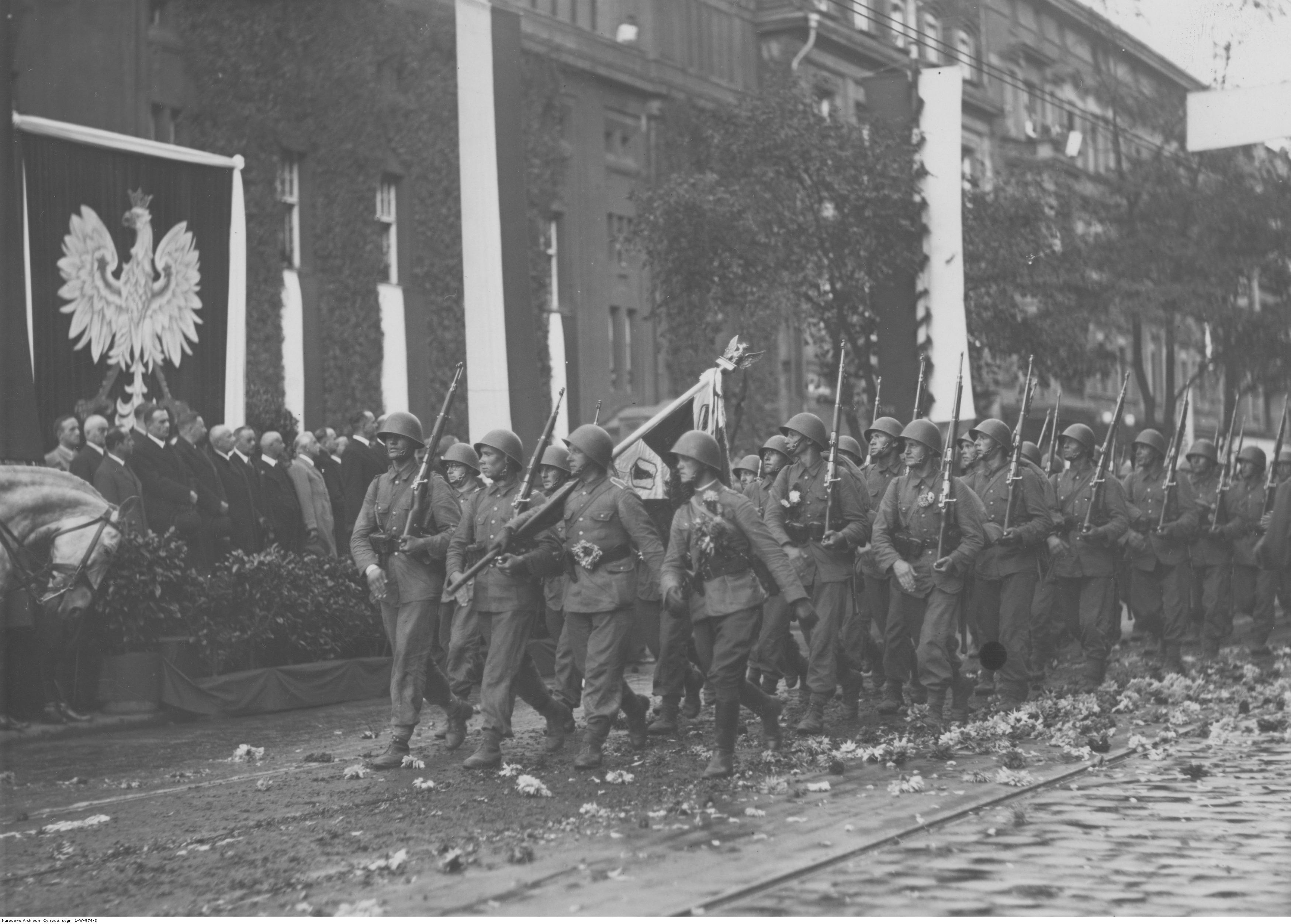
Żołnierze 73 Pułku Piechoty na defiladzie w 1936 (ul. Warszawska)

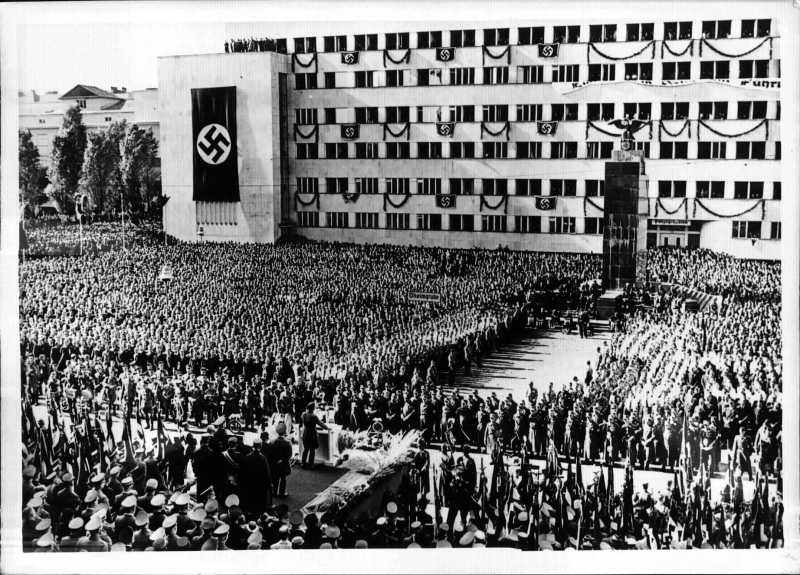
Niemiecka uroczystość zorganizowana w ramach tzw. Dnia Wolności 15 października 1939 na współczesnym placu Sejmu Śląskiego

  - Oddano do użytku gmach magistratu przy ulicy Młyńskiej[223].
  - Oddano do użytku ratusz w Janowie przy ulicy Szopienickiej; powstał on w stylu funkcjonalistycznym według projektu Tadeusza Michejdy[220].
  - Powołano fabrykę żarówek „Helios” w Zawodziu[224] (bądź w 1933[225]).
  - W Kostuchnie została otwarta cynkowania blach i wyrobów blaszanych (d. „Heyden”), w której pracował m.in. inżynier Tadeusz Sędzimir[226].
  - 30 marca – Sejm Śląski przyjął ustawę o powołaniu Śląskich Technicznych Zakładów Naukowych[227][228].
  - 22 listopada – poświęcenie kościoła garnizonowego pw. św. Kazimierza Królewicza przez bpa Stanisława Galla[229].

- 1932:
  - 4 września – odbyła się uroczystość położenia kamienia węgielnego pod budowę katedry pw. Chrystusa Króla[229].
  - 10 listopada – wojewoda śląski wydał dekret o utworzeniu Archiwum Akt Dawnych – późniejsze Archiwum Państwowe w Katowicach[230].

- 1934:
  - 1 maja – działalność rozpoczął Instytut Śląski[231][232].
  - 28 października – bp Teofil Bromboszcz poświęcił kościół Najświętszego Serca Pana Jezusa w Murckach[233].
  - Ukończono budowę gmachu Urzędu Skarbowego przy ulicy Żwirki i Wigury projektu Tadeusza Kozłowskiego i konstrukcji stalowej projektu Stefana Bryły[230].

- 1935:
  - Rozpisano konkurs na plan przebudowy i regulacji Katowic, w wyniku którego do realizacji przyjęto koncepcję inżynierów Władysława Czarneckiego i Mariana Spychalskiego[234].
  - W Załężu oddano do użytku największą otwartą pływalnię w ówczesnej Polsce, którą nazywano Buglowizną (późniejszy Ośrodek Rekreacyjno-Wypoczynkowy „Bugla”)[222].

- 1936:
  - Początek budowy kolonii urzędniczej w Ligocie, z założenia miała to być modelowa dzielnica miasta zaprojektowana według zasad nowoczesnej urbanistyki z zastosowaniem nowych form architektury[235].
  - Rozpoczęła działalność Śląska Biblioteka Publiczna im. J. Piłsudskiego, która powstała z połączenia Biblioteki Sejmu Śląskiego i Publicznej Biblioteki Towarzystwa Czytelni Ludowych[210].
  - 1 listopada – erygowano parafię Najświętszego Serca Pana Jezusa i św. Jana Bosko w Piotrowicach[236].
  - W grudniu powstało w Katowicach Wyższe Studium Nauk Społeczno-Gospodarczych, które było zalążkiem współczesnego Uniwersytetu Ekonomicznego; jego organizatorem i rektorem był Józef Lisak[217].

- 1937:
  - Oddanie do użytku gmachu rozgłośni Polskiego Radia w Katowicach przy ulicy J. Ligonia[237].
  - Powstał gmach Urzędów Niezespolonych przy placu Sejmu Śląskiego; został on zaprojektowany przez Lucjana Sikorskiego i Witolda Kłębkowskiego[238].
  - Rozpoczęcie budowy samodzielnego gmachu Muzeum Śląskiego; jego otwarcie zaplanowano na 1940, lecz realizację tych zamierzeń uniemożliwił wybuch II wojny światowej[239].
  - Ukończono budowę Domu Powstańca Śląskiego przy ulicy J. Matejki według projektu Zbigniewa Rzepeckiego[220].
  - 12 maja – odsłonięcie na terenie huty „Baildon” pomnika Józefa Piłsudskiego; był to pierwszy monument upamiętniający marszałka na terenie Górnego Śląska[240].
  - 5 lipca – przy alei W. Korfantego został oddany do użytku dworzec dla autobusów dalekobieżnych[241].

- 1938:
  - 17 czerwca – została oddana do użytku wieża spadochronowa wybudowana w parku T. Kościuszki staraniem Ligi Obrony Powietrznej i Przeciwgazowej[222][242].
  - W sierpniu z Syryni do parku T. Kościuszki został przeniesiony drewniany kościół pw. św. Michała Archanioła pochodzący z XVI wieku[200][243].

- 1939:
  - 1 kwietnia – z powiatu pszczyńskiego wydzielono gminy Panewniki i Piotrowice, które włączono do powiatu katowickiego[196].
  - 20 sierpnia – odbył się w Katowicach manifestacyjny pogrzeb Wojciecha Korfantego; kondukt przeszedł przez całe centrum miasta, zatrzymując się w miejscach związanych ze zmarłym[244].
  - 1 września – wybuch II wojny światowej; zbombardowanie przez Niemców lotniska na Muchowcu[245];
  - 1/2 września – 73 Pułk Piechoty wymaszerował z Katowic na front pod Mikołów[246].
  - 3 września – ewakuacja z Katowic wojewody śląskiego Michała Grażyńskiego i prezydenta miasta Adama Kocura, którzy przez Rumunię oraz Węgry dostali się na zachód Europy[246].
  - 4 września – walki obronne w Katowicach, m.in. pod wieżą spadochronową; wkroczenie oddziałów niemieckiej 239 Dywizji Piechoty do miasta; początek budowy niemieckiej administracji miasta[245]; egzekucje obrońców miasta przy Rynku i w Lasach Panewnickich[246].
  - 8 września – podpalenie i zniszczenie Synagogi Wielkiej[247].
  - 6 października – w Katowicach związała się konspiracyjna organizacja niepodległościowa „Ku Wolności”, której dowódcą został Franciszek Galbierz, a jego zastępcą Paweł Chrószcz[248].
  - 2 października – powołano katowicki oddział Gestapo; jego siedziba mieściła się w gmachu przy ulicy Powstańców 31[249], natomiast w gmachu Urzędów Niezespolonych siedzibę miało Prezydium Policji (niem. Polizeipräsidium)[250].
  - 15 października – przed gmachem Urzędu Wojewódzkiego odbyła się wielka manifestacja zorganizowana przez okupacyjne władze niemieckie[251].
  - 1 listopada – z terenów Górnego Śląska oraz części dawnych województw kieleckiego i krakowskiego została utworzona rejencja katowicka[252].
  - W listopadzie rozpoczął działalność Podokręg Śląski Krakowskiego Okręgu Służby Zwycięstwu Polski; pierwszym jego komendantem został Józef Korol[253].

- 1940:
  - 1 stycznia – nadburmstrzem Katowic został Hans Tießler; zarządzał on miastem do momentu wyzwolenia Katowic z niemieckiej okupacji[254][255].
  - 3-4 kwietnia – Niemcy w Dąbrówce Małej rozstrzelali około 40 osób z terenów Sosnowca i Dąbrowy Górniczej w odwecie za zabójstwo niemieckiego komendanta policji Giebelmanna[256].
  - Na przełomie maja i czerwca przesiedlono pozostałych katowickich Żydów do gett w Chrzanowie i Olkuszu; po likwidacji zagłębiowskich gett w okresie 1942–1943 zostali oni deportowani do obozu zagłady KL Auschwitz, gdzie zostali wymordowani[257].
  - 18-19 grudnia – katowickie Gestapo aresztowało na terenie Górnego Śląska około 450 osób działających w strukturach Związku Walki Zbrojnej, rozbijając górnośląski okręg tejże organizacji[258].
  - 20 grudnia – z połączenia rejencji katowickiej i opolskiej utworzono prowincję górnośląską ze stolicą w Katowicach; nadprezydentem został Fritz Bracht[252].

- 1941:

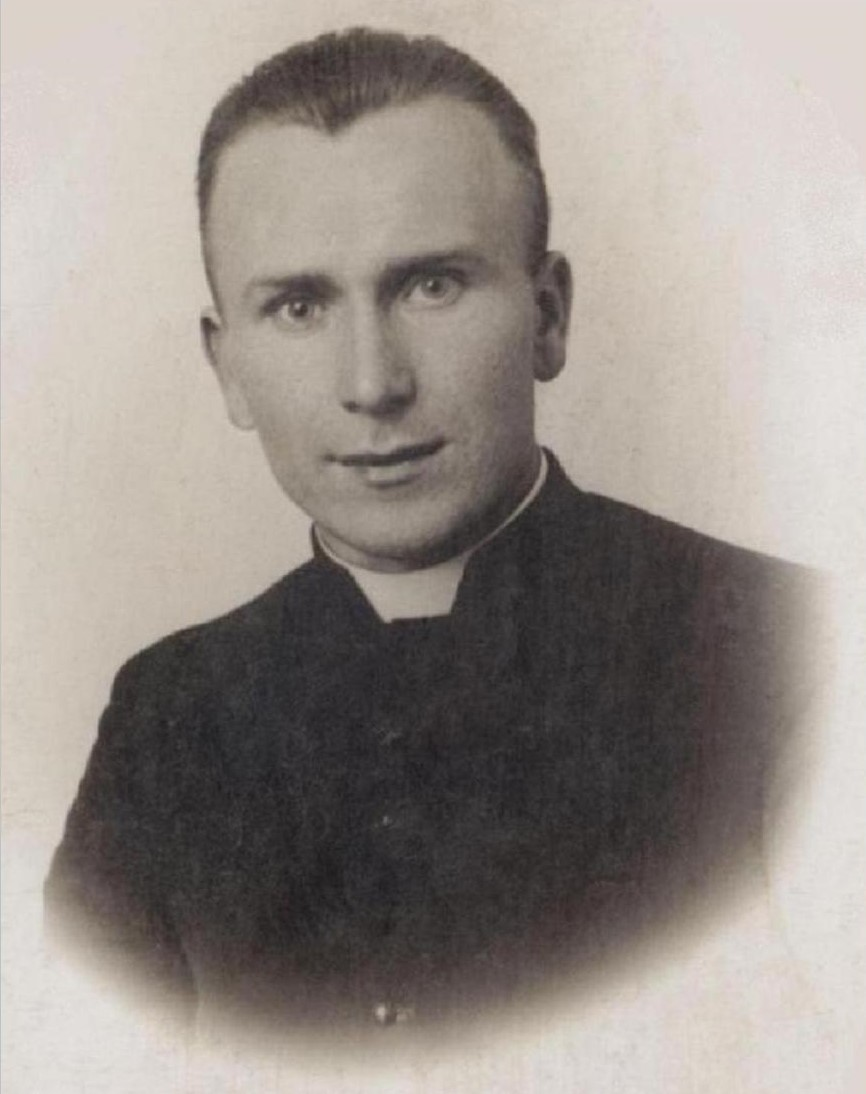
Ks. Jan Macha, zgilotynowany w katowickim więzieniu w 1942

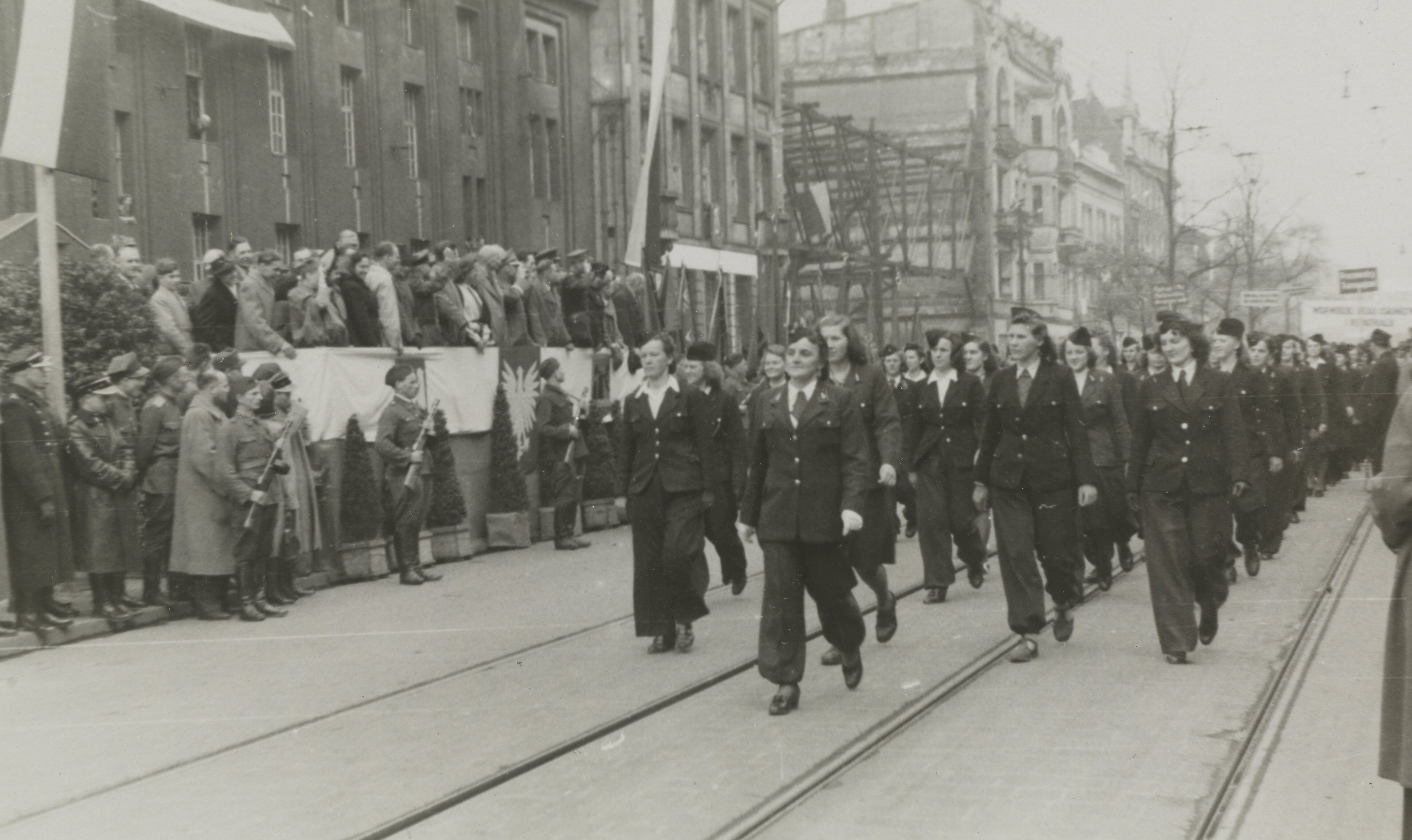
Pochód pierwszomajowy na ulicy Warszawskiej w 1945

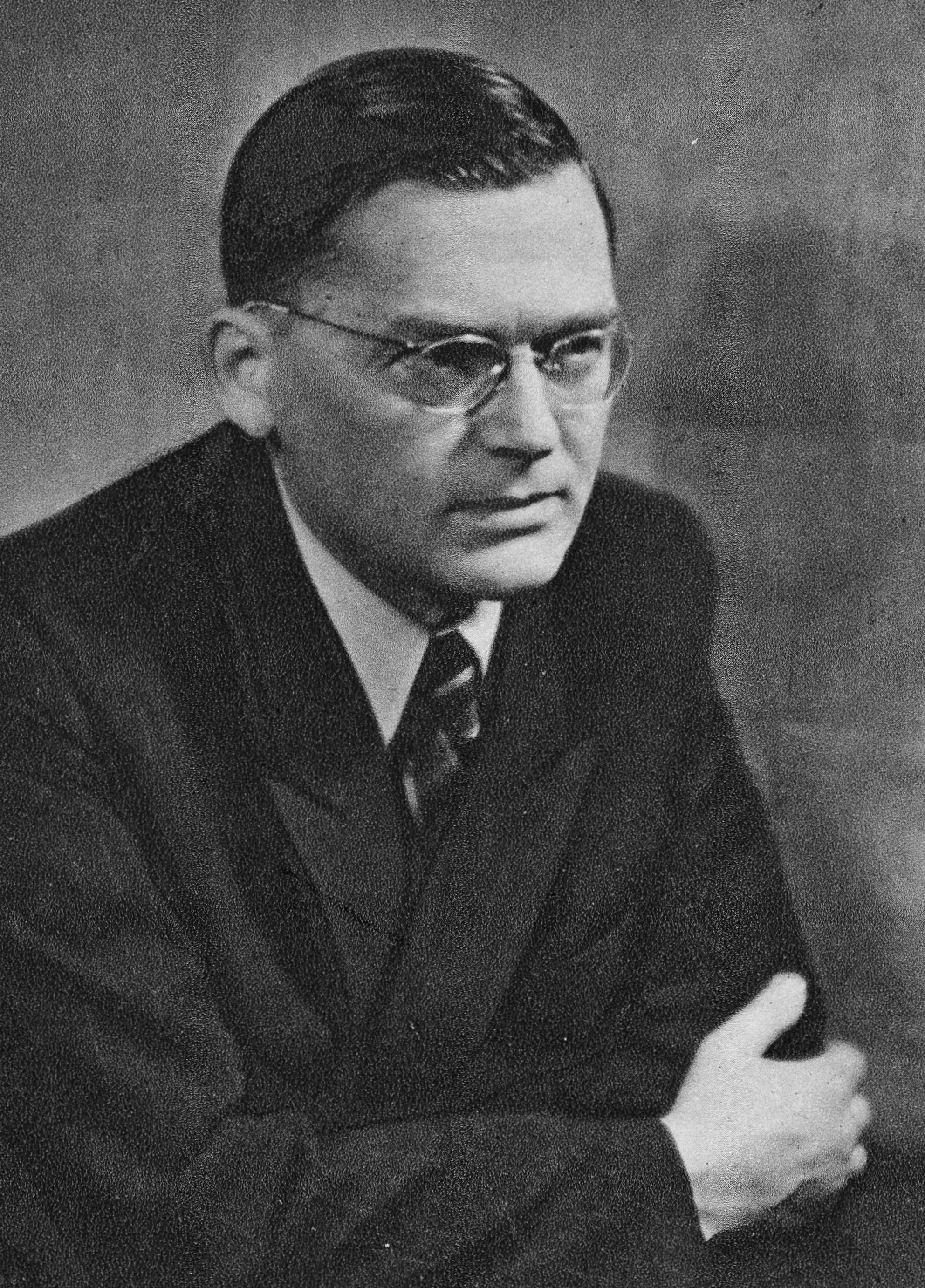
Aleksander Zawadzki ok. 1949

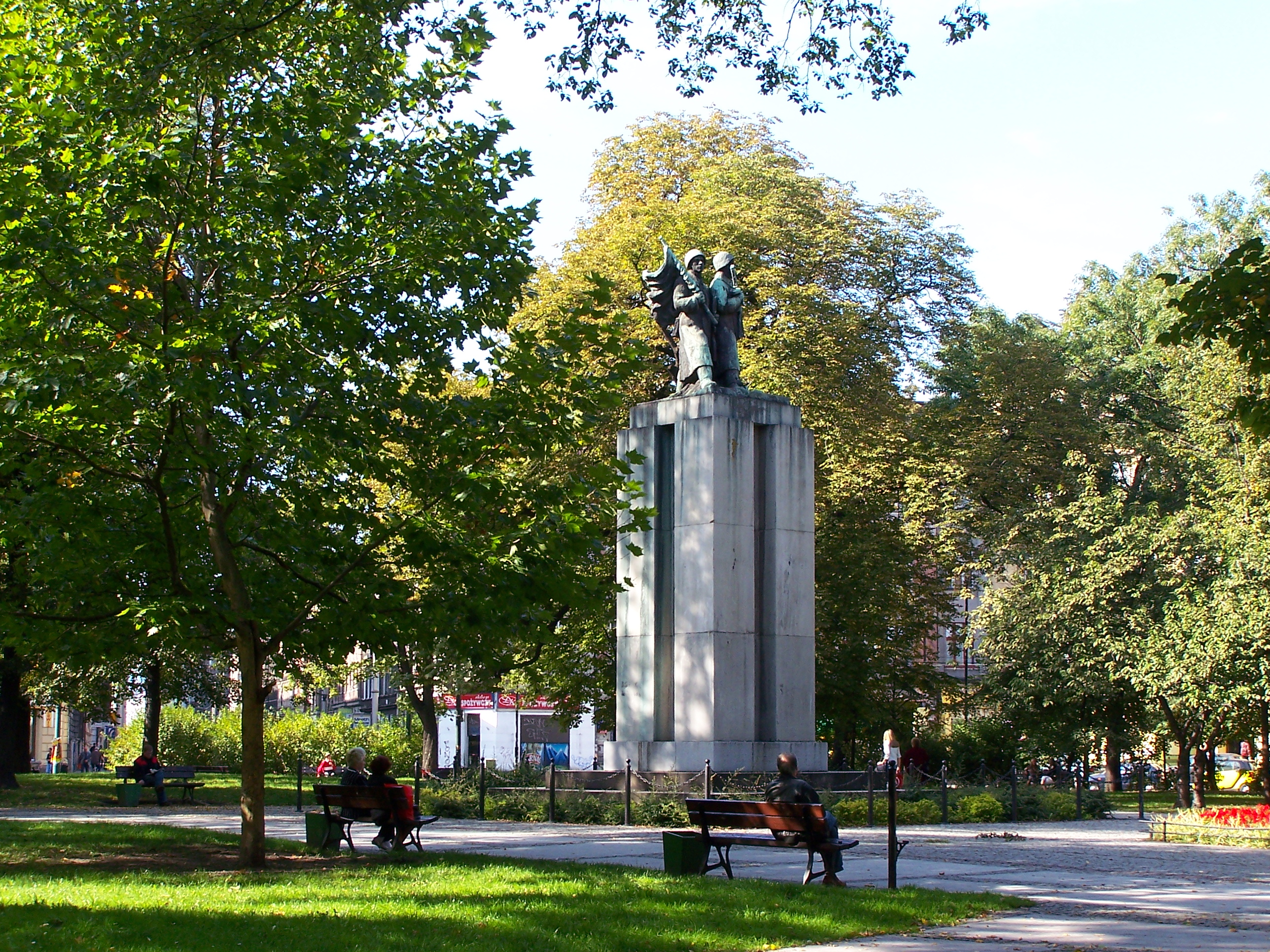
Pomnik Żołnierzy Radzieckich na placu Wolności (2007)

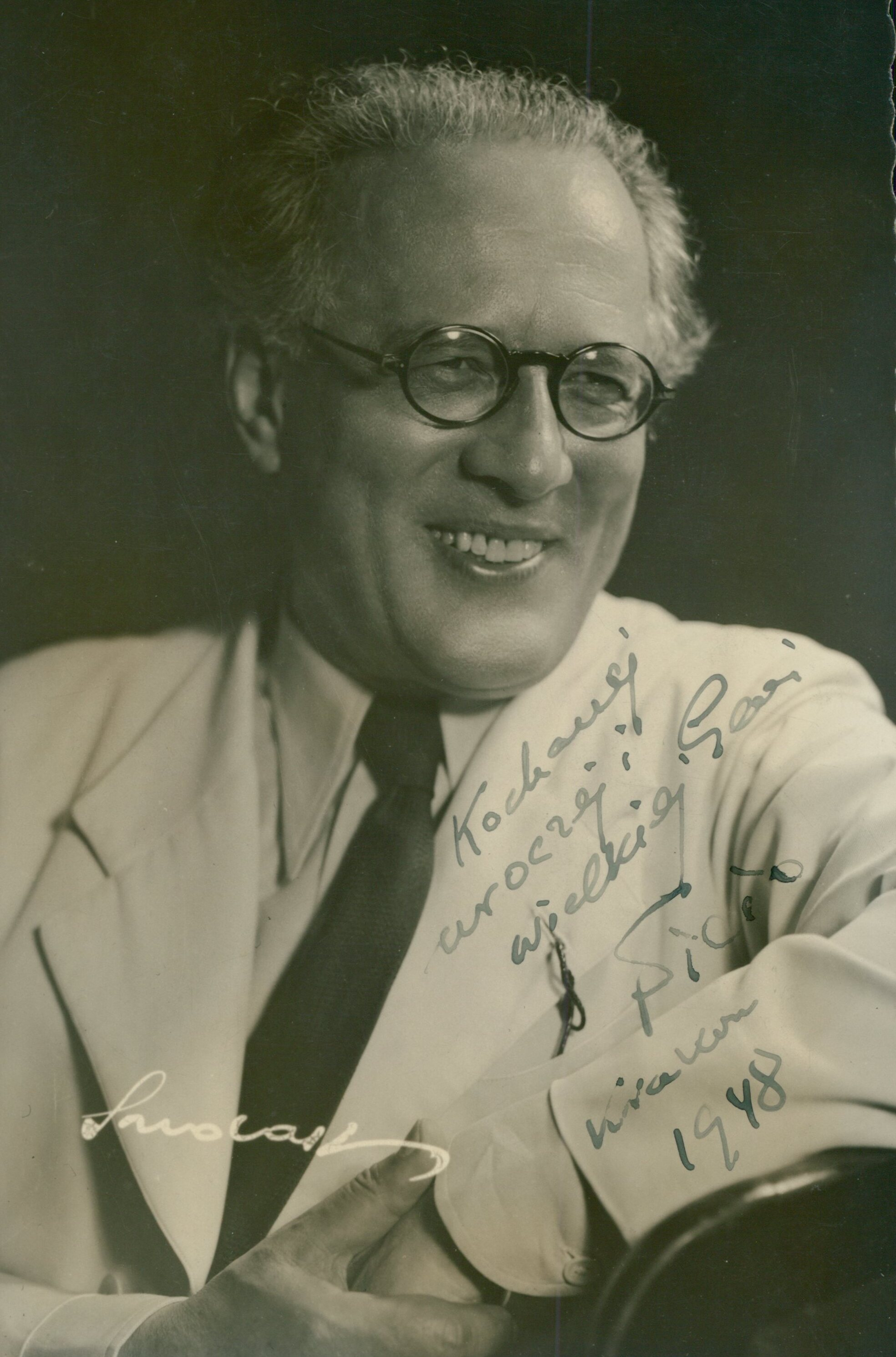
Grzegorz Fitelberg (1948)

  - Rozpoczęcie rozbiórki gmachu Muzeum Śląskiego; do końca II wojny światowej rozebrano go do fundamentów[259].
  - 28 lutego – z Katowic do Generalnego Gubernatorstwa wywieziono biskupów diecezji katowickiej – Stanisława Adamskiego i Juliusza Bieńka[260].
  - 4 marca – minister spraw wewnętrznych Rzeszy Wilhelm Frick i szef niemieckiej policji Heinrich Himmler wydali rozporządzenie o niemieckiej liście narodowościowej – Volksliste[258].
  - 11 marca – w Berlinie odbyła się konferencja poświęcona deglomeracji górnośląskiego okręgu przemysłowego i przebudowy Katowic[258].

- 1942:
  - 14 lutego – Polskie Siły Zbrojne przekształcono w Armię Krajową; powstał katowicki inspektorat AK, który zajmował się głównie sabotażem i wywiadem[261].
  - 1 czerwca – władze okupacyjne ustanowiły sąd doraźny, z którego wyroku zgilotynowano w czasie wojny blisko 700 osób, w tym m.in. ks. Jana Machę i Karola Kornasa[262].

- 1944:
  - 21/22 marca – na skutek prowokacji kolaborantów Gestapo został rozbity inspektorat katowicki Armii Krajowej; aresztowano por. Wacława Stacherskiego i jego zastępcę Pawła Wybierskiego, kilkudziesięciu funkcjonariuszy sztabowych i kilkuset żołnierzy AK; po tych wydarzeniach inspektoratu katowickiego już nie odbudowano[263][264].

- 1945:
  - 25 stycznia – początek ewakuacji niemieckich władz z Katowic[265].
  - 27 stycznia – zdobycie miasta przez Armię Czerwoną[265]; w walkach o Katowice brali udział żołnierze z 59 Armii dowodzonej przez gen. płk. Iwana Korownikowa i 4 Gwardyjskiego Korpusu Pancernego dowodzonego przez gen. por. Pawła Połubojarowa[266]. W czasie walk zginęło 1 270 żołnierzy niemieckich i 300 żołnierzy z 59 A i 4 GwKPanc Armii Czerwonej[267][268].
  - 29 stycznia – organizacja wiecu propagandowego w kinie „Zorza” przez przybyłe do Katowic grupy komunistów[269]; tego samego dnia z terenów dawnego Generalnego Gubernatorstwa do Katowic wrócił bp Juliusz Bieniek, a 6 lutego bp Stanisław Adamski[270].
  - 30 stycznia – wznowiono wydobycie węgla kamiennego w kopalni „Katowice”[271].
  - 2 lutego – zaczęto wydawanie dziennika Trybuna Śląska, przemianowana w marcu tego samego roku na Trybunę Robotniczą[272].
  - 5 lutego – powołano Tymczasowy Zarząd Miejski w Katowicach; prezydentem został Józef Wesołowski[273].
  - 6 lutego – odbyły się oficjalne uroczystości powitania w Katowicach nowych władz polskich i Wojska Polskiego; uczestniczyli w nich m.in. gen. Aleksander Zawadzki i ppłk Jerzy Ziętek[274]; tego samego dnia odbyło się zebranie reaktywowanej Polskiej Partii Socjalistycznej[275], a także zaczęto wydawać Dziennik Zachodni[272].
  - 9 lutego – odbyło się konstytucyjne posiedzenie Tymczasowej Miejskiej Rady Narodowej, w skład którego wchodziło 26 osób, a na przewodniczącego wybrano Herberta Kuchtę[276].
  - 11 lutego – wznowiono wydawanie Gościa Niedzielnego, którego redaktorem naczelnym został ks. Klemens Kosyrczyk[270]; w tym samym dniu wznowiło działalność Śląskie Konserwatorium Muzyczne[277].
  - 23 lutego – na placu Wolności został odsłonięty tymczasowy pomnik Armii Czerwonej – docelowy stanął w listopadzie 1949[270].
  - 27 lutego – powołanie miejskiej oraz powiatowej komendy Milicji Obywatelskiej w Katowicach[278].
  - Od marca zaczęła koncertować Wielka Orkiestra Symfoniczna Polskiego Radia i Telewizji – późniejsza Narodowa Orkiestra Symfoniczna Polskiego Radia[279]; również w marcu wznowiła działalność katowicka rozgłośnia Polskiego Radia[280].
  - 11 marca – gen. Aleksander Zawadzki stanął na czele województwa śląsko-dąbrowskiego; do tego czasu obowiązki wojewody pełnił ppłk Jerzy Ziętek, który po mianowaniu Zawadzkiego został I wicewojewodą[274].
  - 2 kwietnia – pierwsza powojenna premiera z katowickim Teatrze im. S. Wyspiańskiego; pierwszy sezon teatralny oficjalnie zainaugurowano w Zemstą Aleksandra Fredry[281][282].
  - Pod koniec maja została otwarta Filharmonia Śląska[279].
  - 14 czerwca – odbyło się pierwsze posiedzenie Miejskiej Rady Narodowej w Katowicach; przewodniczącym został Zygmunt Alfus z PPS[264].
  - 16 czerwca – wznowienie działalności Instytutu Śląskiego w Katowicach[281].
  - 20 lipca – ukazał się pierwszy numer Sportu[264].
  - 1 września – Śląskie Konserwatorium Muzyczne podniesiono do rangi Państwowej Wyższej Szkoły Muzycznej[283].
  - 11 września – prezydentem Katowic został Zenon Tomaszewski[284].

- 1946:
  - 31 marca – prezydent Zenon Tomaszewski złożył rezygnację ze swojego stanowiska; jego obowiązki przejął Stanisław Garwiński (p.o.), a po nim Aleksander Willner[284].
  - 30 czerwca – w Polsce odbyło się referendum, w którym w Katowicach oficjalnie „3×Tak” głosowało 24% osób, a „3×Nie” 32,5% głosujących[285].
  - 3 maja – w mieście doszło do zamieszek w związku z obchodami święta 3 Maja[284].
  - W grudniu powołano Państwowy Teatr Śląski im. Stanisława Wyspiańskiego[286].
  - Przy Zakładowym Domu Kultury Kopalni „Wieczorek” w Janowie zaczęła się skupiać grupa malarzy amatorów, nazwana Grupą Janowską; należeli do niej m.in. Teofil Ociepka, Paweł Wróbel, Ewald Gawlik czy Erwin Sówka[279].

- 1947:
  - 1 stycznia – Szopienice otrzymały prawa miejskie[287].
  - 8 sierpnia – odbył się pierwszy koncert Orkiestry Symfonicznej Polskiego Radia pod dyrekcją Grzegorza Fitelberga[284].
  - 18 września – oddanie do użytku przedłużonej linii tramwajowej z parku T. Kościuszki do Brynowa[288].

- 1948:
  - 6 maja – po raz pierwszy w Katowicach odbył się jeden z etapów kolarskiego Wyścigu Pokoju[284].
  - 30 października – nastąpiło uroczyste otwarcie Państwowego Domu Towarowego (późniejszy „Pedant”) przy ulicy 3 Maja[289].

- 1949:
  - Oddano do użytku gmach szkoły podstawowej i średniej Towarzystwa Przyjaciół Dzieci w Zawodzi – późniejsze X Liceum Ogólnokształcące[290].
  - Powołano agencję Estrada Śląska[284].
  - 15 grudnia – ukończono odbudowę Torkatu[284]; obiekt spłonął w 1973[222].

- 1950:
  - 28 czerwca – przemianowanie województwa śląsko-dąbrowskiego na województwo katowickie[291].
  - 1 lipca – powołano Wyższą Szkołę Pedagogiczną w Katowicach; siedziba placówki mieściła się przy ulicy Szkolnej 9[292][293].

- 1951:

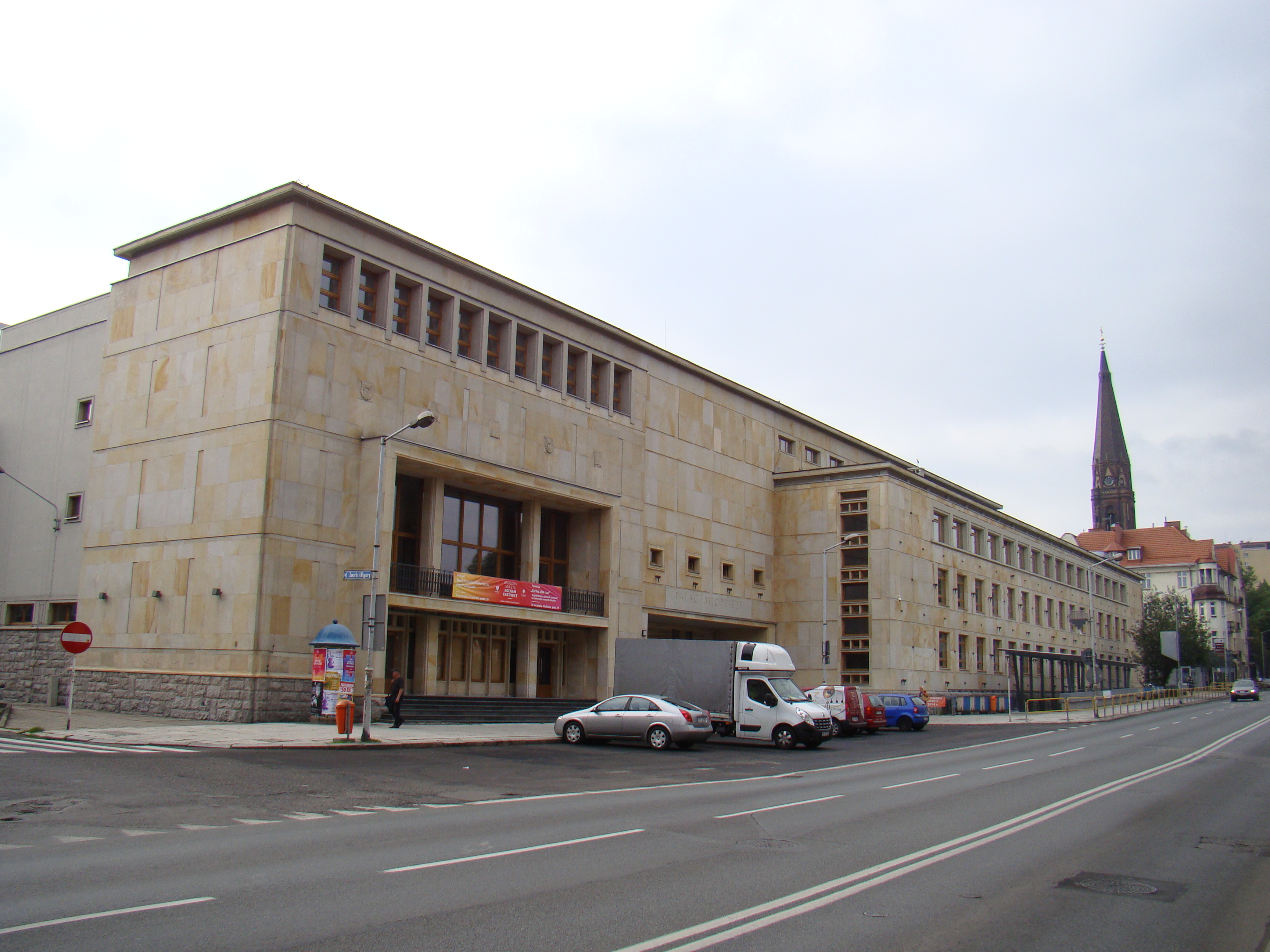
Pałac Młodzieży w Katowicach w sierpniu 2014

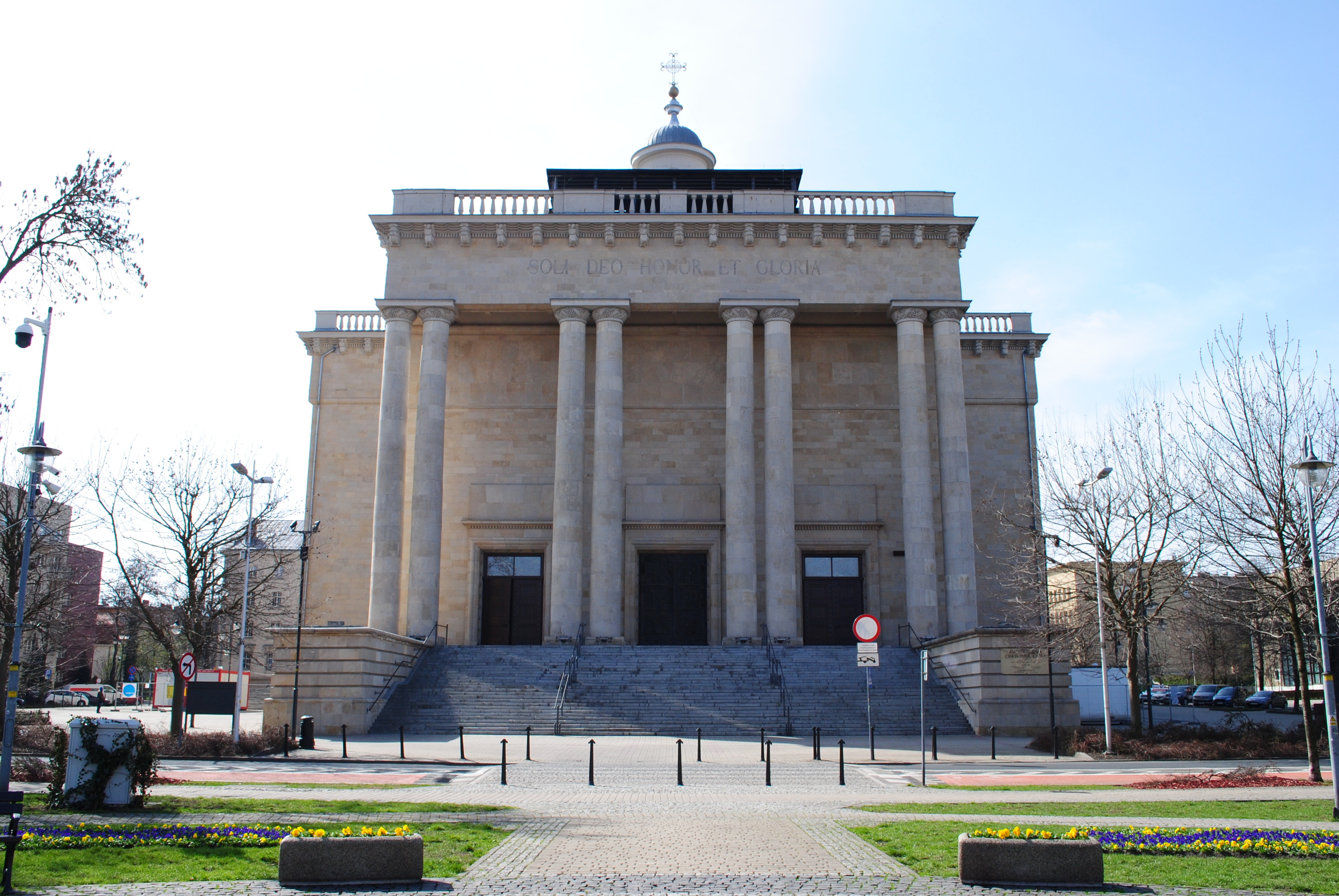
Archikatedra Chrystusa Króla od frontu w kwietniu 2021

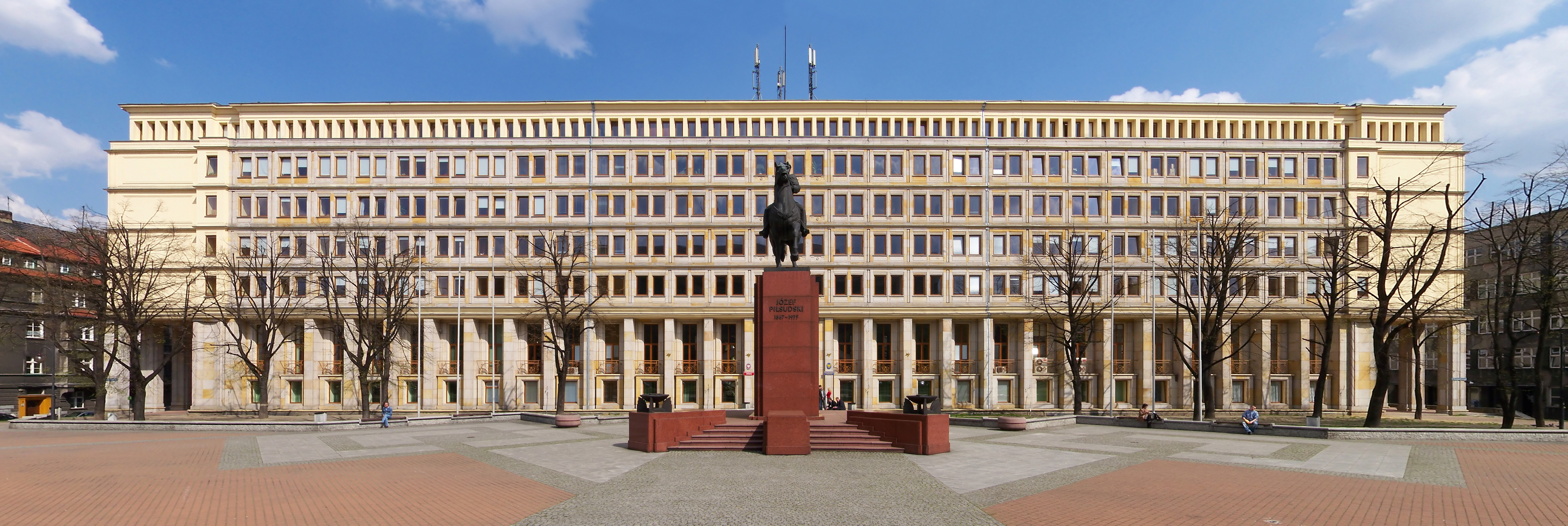
D. gmach Wojewódzkiej Rady Związków Zawodowych (2008)

  - 1 kwietnia – został zniesiony powiat katowicki; włączono wówczas do Katowic Wełnowiec z Józefowcem, część Panewnik i Piotrowic oraz Ochojec[294].
  - 4 grudnia – została oficjalnie oddana do użytku największa w Polsce placówka pozaszkolna – Pałac Młodzieży, położony przy ulicy Mikołowskiej; gmach placówki wzniesiono w stylu socrealistycznym[295].
  - Odbudowano wieżą spadochronową w parku T. Kościuszki[296].

- 1952:
  - 1 września – działalność dydaktyczno-wychowawczą rozpoczęło Technikum Wychowania Fizycznego – zalążek późniejszej Akademii Wychowania Fizycznego im. J. Kukuczki[296].
  - 7 listopada – władze komunistyczne wysiedliły z Katowic biskupów Stanisława Adamskiego i Juliusza Bieńka[297].

- 1953:
  - 7 marca – podjęto uchwałę na mocy której Katowice przemianowano na Stalinogród; weszła ona w życie dwa dni później[298][299].

- 1954:
  - 5 października – na mocy uchwały Wojewódzkiej Rady Narodowej miasto podzielono na 3 dzielnice: Bogucice-Zawodzie, Śródmieście-Załęże i Ligota[300].

- 1955:
  - 30 października – podczas tzw. wysiedlenia biskupów katowickich ordynariusz częstochowski Zdzisław Goliński konsekrował katedrę Chrystusa Króla[297][301].
  - Został wzniesiony gmach Wojewódzkiej Rady Związków Zawodowych, zaprojektowany w stylu socrealizmu przez Henryka Buszkę i Aleksandra Frantę[300].

- 1956:
  - 23 października – okres polskiego października 1956; przed budynkiem KW PZPR w Katowicach (późniejsza siedziba Wydziału Filologicznego Uniwersytetu Śląskiego) odbyła się demonstracja z udziałem około 2 tys. osób, w których padały okrzyki popierające Władysława Gomułkę, a także domagano się usunięcia oficerów radzieckich z Wojska Polskiego[302].
  - 30 października – Miejska Rada Narodowa przyjęła uchwałę, w której nadano powstałej pomiędzy 1950 a 1956 drodze nazwę Aleja Walentego Roździeńskiego[303].
  - 5 listopada – w wyniku odwilży październikowej do Katowic wrócili biskupi Stanisław Adamski i Juliusz Bieniek[297].
  - 3 grudnia – szabliści Zygmunt Pawlas i Ryszard Zub na Igrzyskach Olimpijskich w Melbourne wywalczyli pierwszy w dziejach katowickiego sportu medal olimpijski[304].
  - 10 grudnia – podjęto uchwałę, na mocy której przywrócono nazwę Katowice; weszła ona w życie 20 grudnia[305].

- 1957:
  - 13 lutego – powołano Śląski Instytut Naukowy, który został reaktywowany po likwidacji w 1949 Instytutu Śląskiego[304].
  - 1 czerwca – oddano do użytku po elektryfikacji linię kolejową Gliwice – Katowice – Sosnowiec[306].
  - 3 grudnia – pierwszy swój program wyemitował katowicki ośrodek Telewizji Polskiej[307].
  - 20 grudnia – ustanowiono dwie katowickie parafie: katedralną Chrystusa Króla i Opatrzności Bożej[304].

- 1958:
  - Z powodu szkód górniczych zostało zamknięte dla regularnego ruchu lotniczego lotnisko na Muchowcu[304].

- 1959:
  - 31 grudnia – włączenie do Katowic miasta Szopienice wraz z Janowem, Giszowcem, Nikiszowcem i Dąbrówką Małą[294].

- 1961:

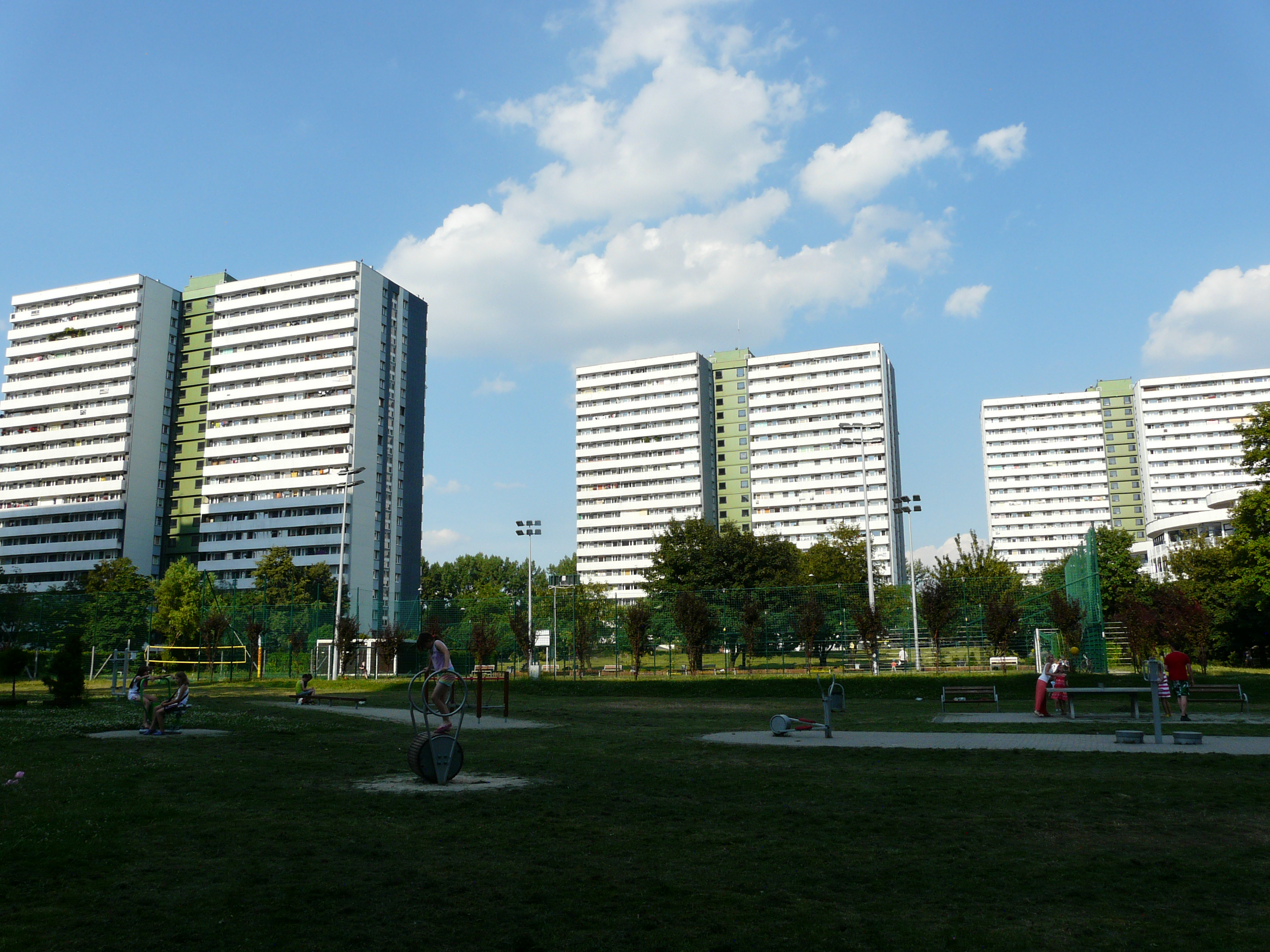
Fragment osiedla Tysiąclecia w lipcu 2013

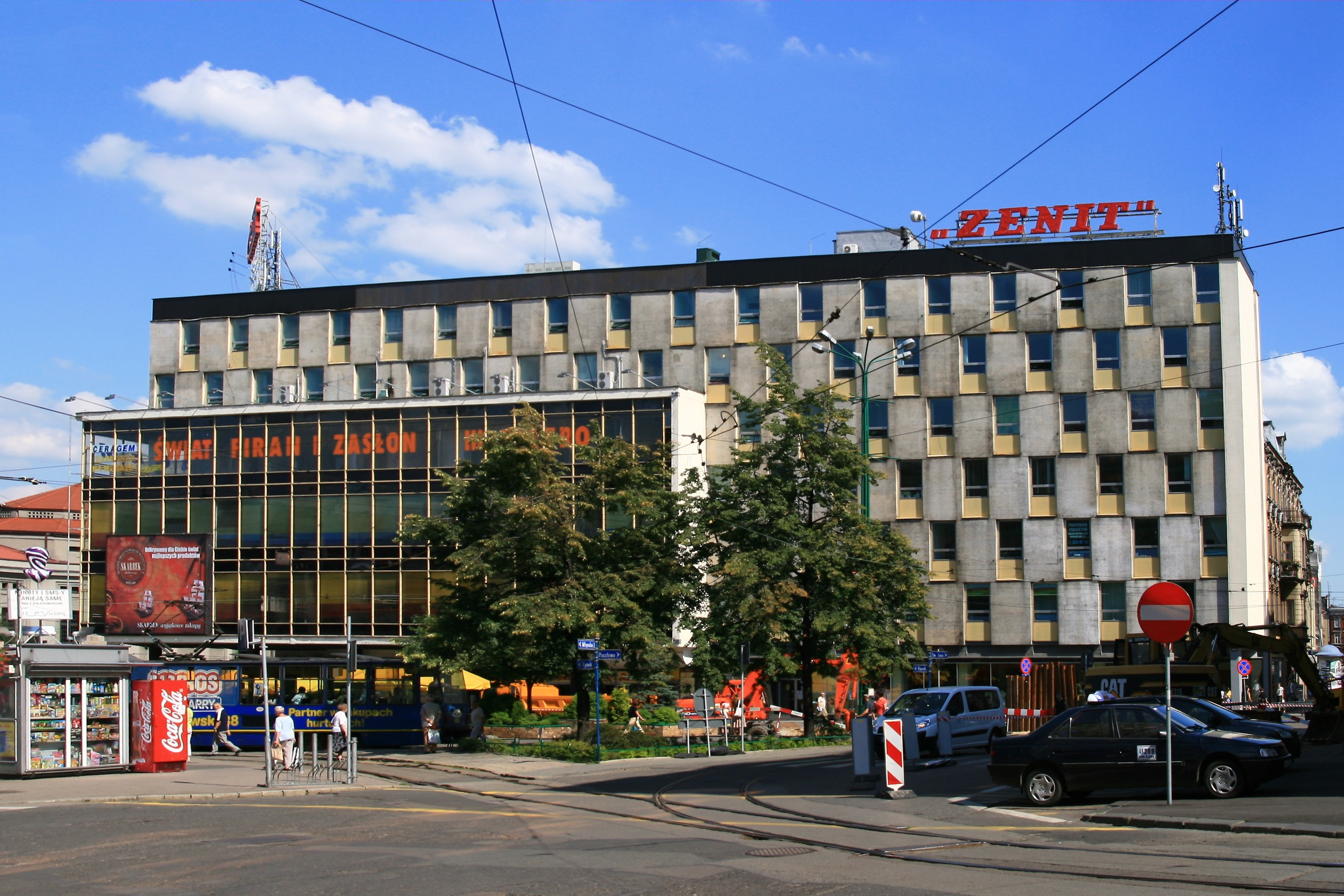
Spółdzielczy Dom Handlowy „Zenit” w sierpniu 2008

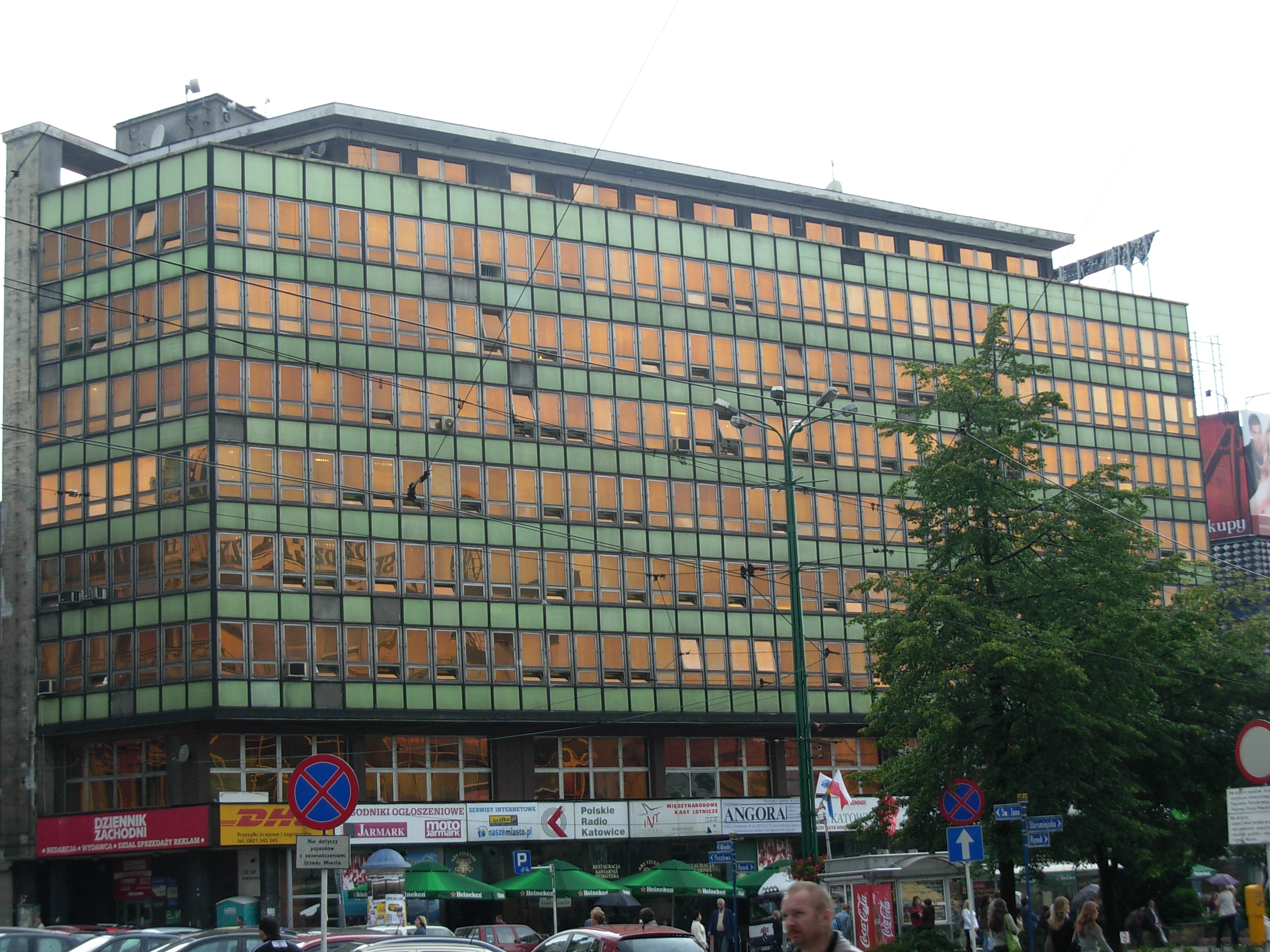
Dom Prasy z pierwotną elewacją w 2007 (widok z ulicy św. Jana)

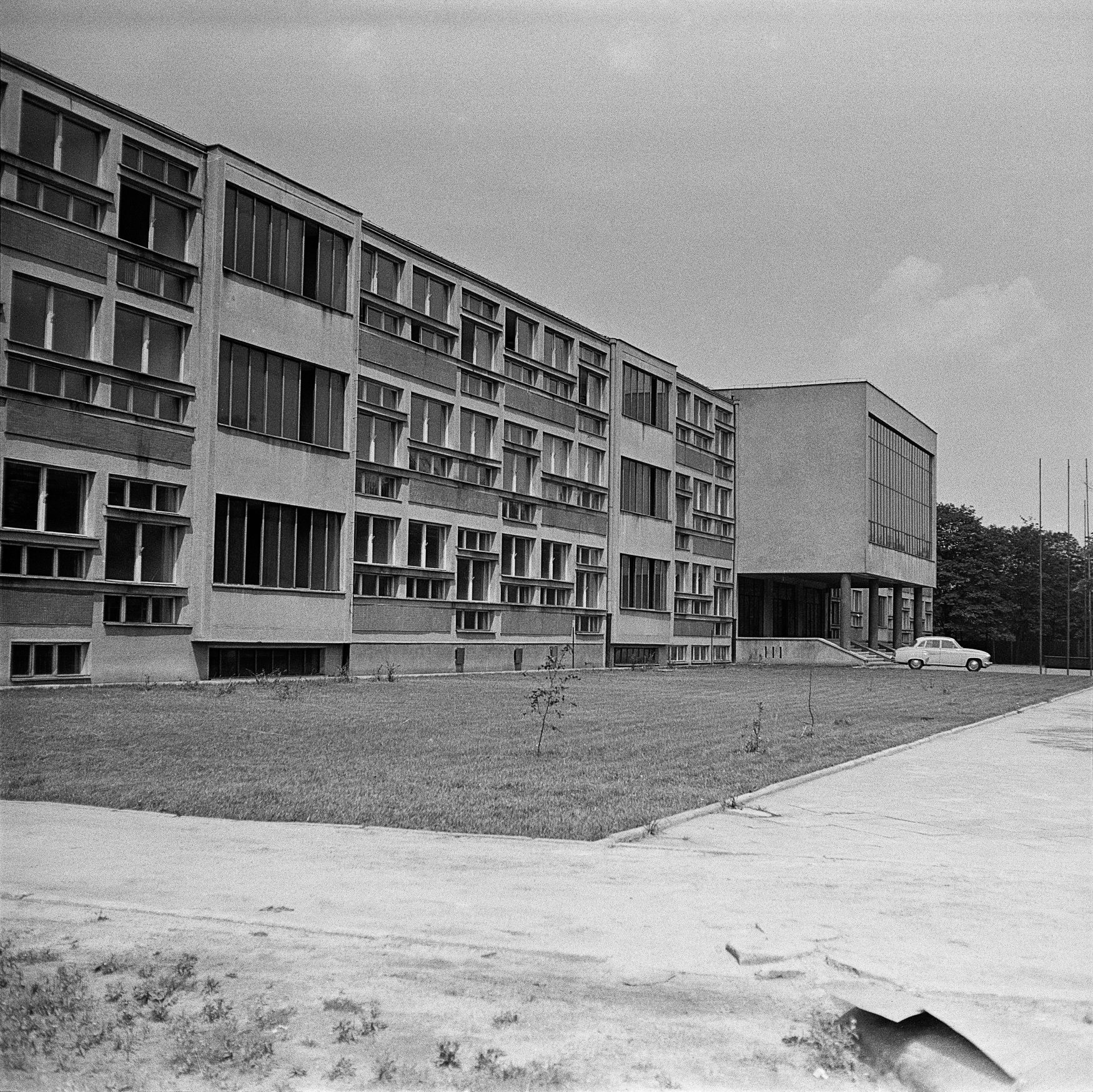
Filia Uniwersytetu Jagiellońskiego w 1964 – późniejszy rektorat Uniwersytetu Śląskiego

  - Rozpoczęcie budowy osiedla Tysiąclecia według projektu Henryka Buszki, Aleksandra Franty, Tadeusza Szewczyka i Marian Dziewońskiego; pierwsze domy gotowe były w 1964, a całe osiedle było przewidziane na 45 tys. osób[308].

- 1962:
  - Oddano do użytku zajezdnię tramwajową w Zawodziu przy ulicy 1 Maja[309].
  - Rozpoczęcie budowy osiedla Przedwiośnie w Burowcu[310].
  - Został opracowany plan przebudowy śródmieścia Katowic autorstwa Zygmunta Majerskiego, Juliana Duchowicza i Wiktora Lipowczana, który wszedł w fazę realizacji[311].
  - 4 września – został oddany do użytku dom handlowy „Zenit”[312].

- 1963:
  - Oddano do użytku późniejszy Dom Prasy projektu Mariana Śramkiewicza[311].
  - Przeniesienie cmentarza żołnierzy Armii Czerwonej z parku Powstańców Śląskich na teren parku T. Kościuszki[267].
  - Urodzona w Katowicach Maria Goeppert-Mayer otrzymała Nagrodę Nobla w dziedzinie fizyki[281]; mieszkała ona w kamienicy przy ulicy Młyńskiej 5[313].
  - 1 października – otwarcie w Katowicach zamiejscowego Studium Uniwersytetu Jagiellońskiego – od 1966 Filia Uniwersytetu Jagiellońskiego[304].
  - 5 listopada – utworzono GKS Katowice, powstały z połączenia kilku katowickich górniczych klubów sportowych[304]; uchwała została uprawomocniona 27 lutego 1964[314].

- 1964:
  - 20 lipca – w Giszowcu na polach rezerwowych kopalni „Wieczorek” rozpoczęła wydobycie kopalnia „Staszic”[315][316].
  - 4 grudnia – w Janowie otwarto lodowisko Jantor[316].

- 1965:
  - Oddano do użytku rondo, nazwane później im. gen. Jerzego Ziętka[317].
  - Otwarcie kino „Kosmos” na Koszutce[316].
  - Wybudowano hotel Katowice, zaprojektowany przez Tadeusza Łobosa[318].
  - 8 sierpnia – piłkarze GKS-u Katowice zadebiutowali w I lidze[316].

- 1966:
  - Na granicy Ligoty i Panewnik przy ulicy Medyków rozpoczęto budowę zespołu kliniczno-dydaktycznego Śląskiej Akademii Medycznej[319].

- 1967:
  - 1 stycznia – Kostuchna i Murcki uzyskały prawa miejskie[320].
  - 1 września – odbyło się uroczyste osłonięcie pomnika Powstańców Śląskich, wykonanego według projektu architekta Wojciecha Zabłockiego i rzeźbiarza Gustawa Zemły[311].
  - 8 września – w ramach kilkudniowej wizyty w Polsce Katowice odwiedził prezydent Francji Charles de Gaulle; jego wizyta w mieście spotkała się z dużym entuzjazmem wśród tłumu[321][322].

- 1968:
  - Ukończono budowę biurowca Głównego Biura Studiów i Projektów Zakładów Przeróbki Mechanicznej Węgla „Separator”, zaprojektowanego przez Stanisława Kwaśniewicza[318].
  - 1 stycznia – korekta granicy miast Katowice i Chorzów w rejonie osiedla Tysiąclecia i ówczesnego Wojewódzkiego Parku Kultury i Wypoczynku[320].
  - 14 marca – w marcu w Polsce doszło kryzysu politycznego, w wyniku którego w Katowicach doszło do zajść ulicznych z udziałem studentów Wyższej Szkoły Pedagogicznej i Wyższej Szkoły Muzycznej, a na wiecu zorganizowanym w tym dniu I Sekretarz KW PZPR Edward Gierek mówił o istniejącym w Polsce „spisku syjonistycznym” i poparł działania władz centralnych przeciwko „wichrzycielom”[323].
  - 8 czerwca – z połączenia Wyższej Szkoły Pedagogicznej i filii Uniwersytetu Jagiellońskiego powstał Uniwersytet Śląski w Katowicach; jego pierwszym rektorem został prof. Kazimierz Popiołek[283][324].

- 1969:
  - Oddano do użytku Pałac Ślubów przy alei W. Korfantego, zaprojektowany przez Mieczysława Króla[316].
  - 1 stycznia – została oddana do eksploatacji Zautomatyzowana Doświadczalna Kopalnia „Jan”; włączono ją w 1976 do kopalni „Wieczorek”[325][316].

- 1971:

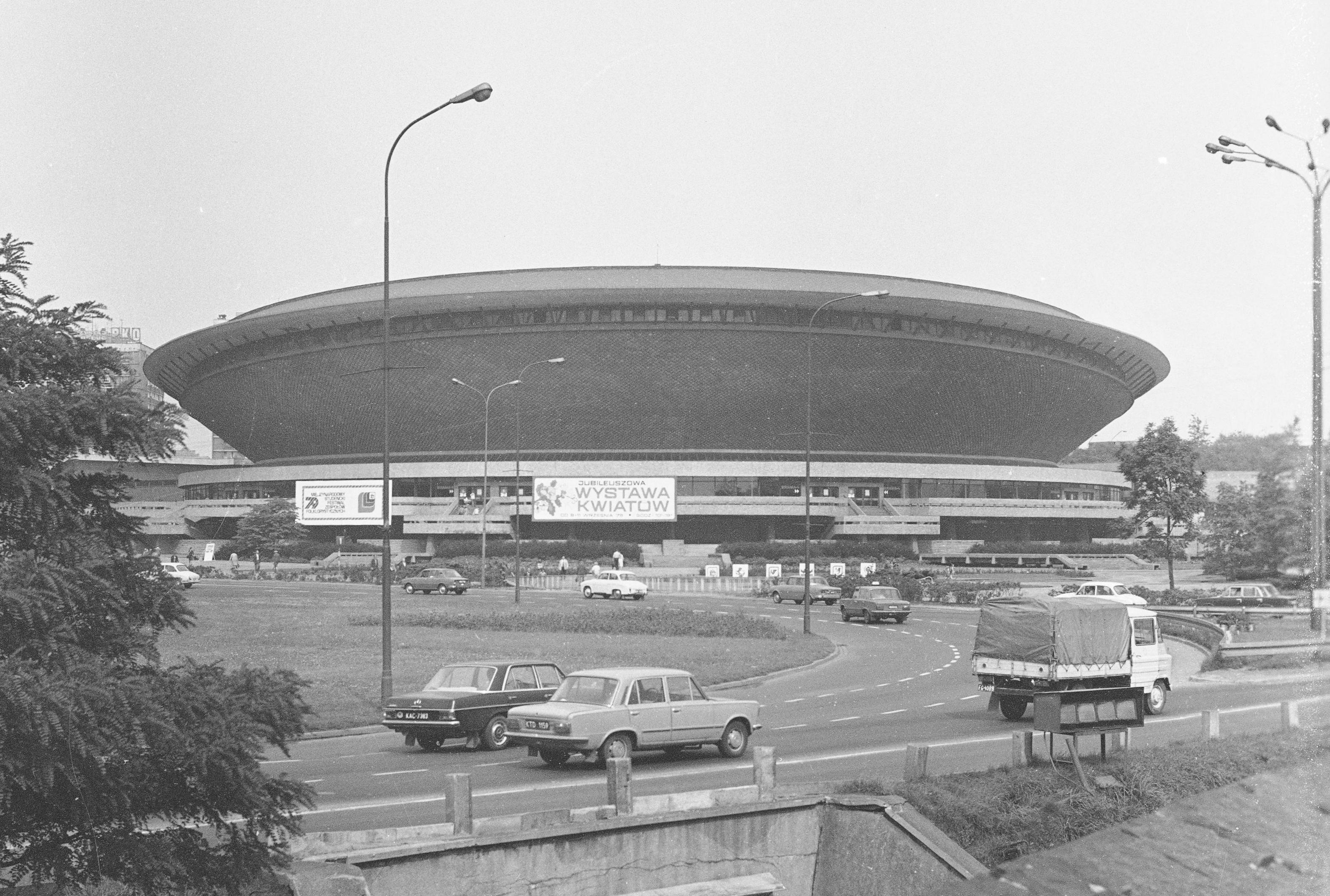
Hala Widowiskowo-Sportowa Spodek w 1979

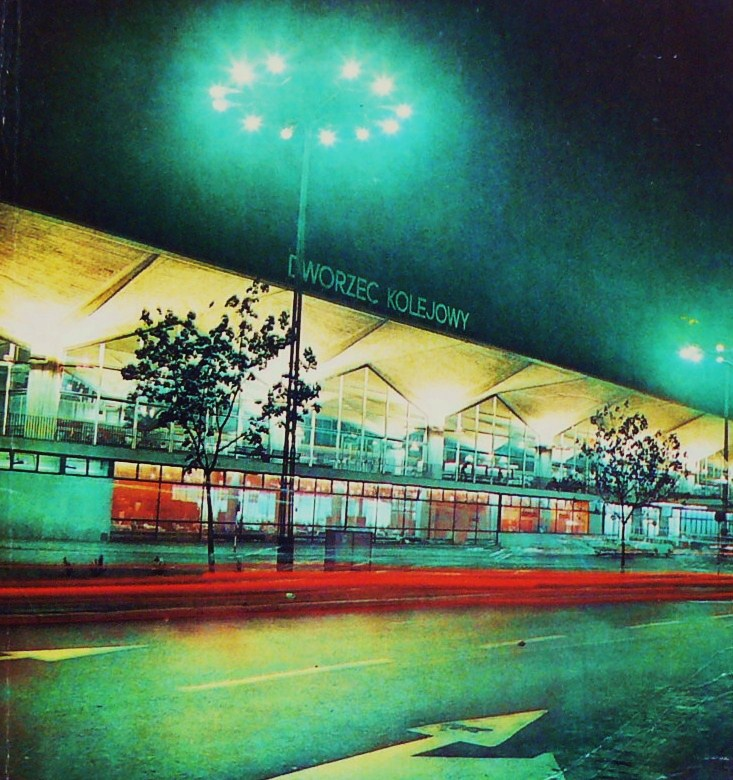
Brutalistyczny dworzec kolejowy na stacji Katowice w 1973

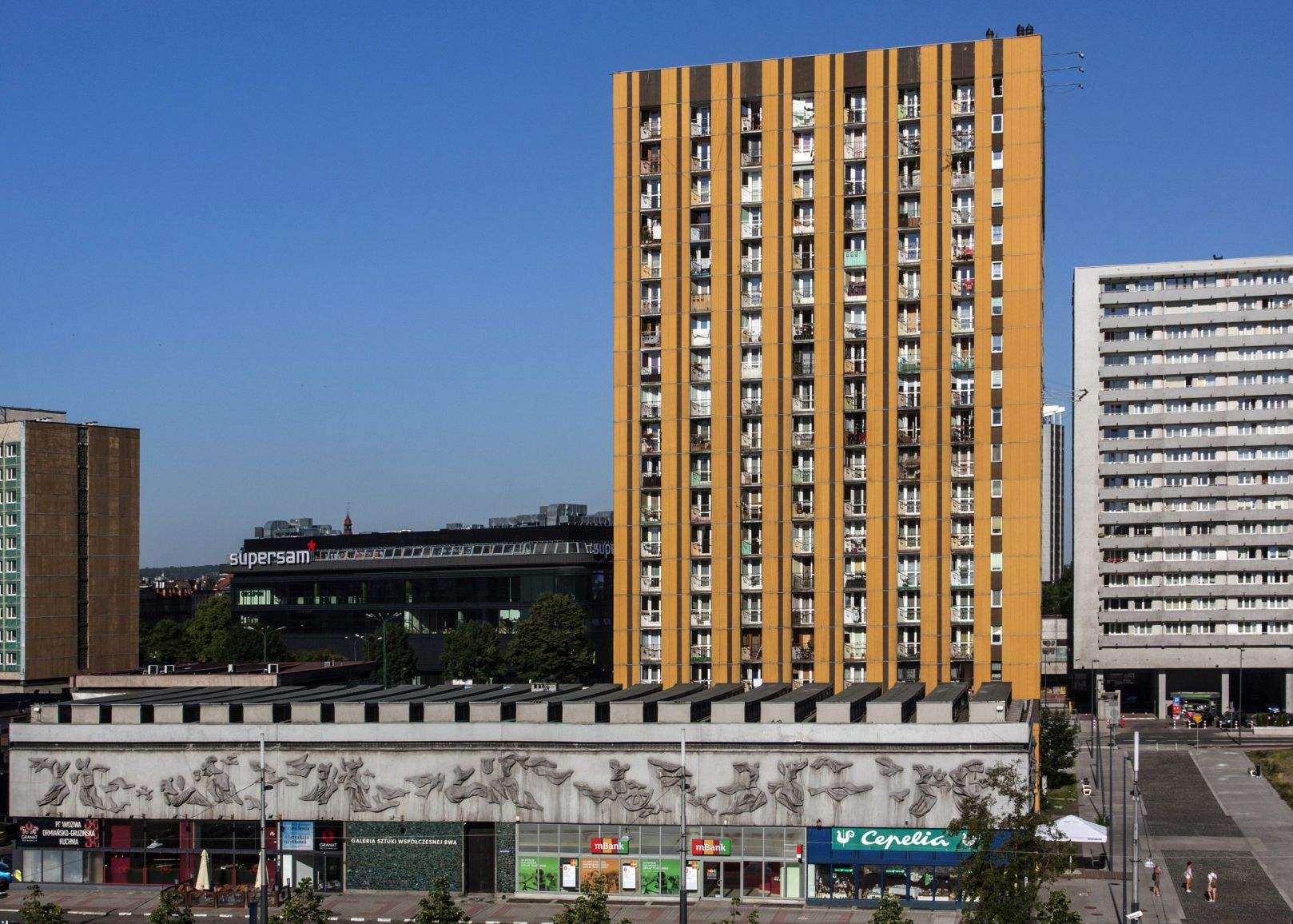
Budynek Biura Wystaw Artystycznych oraz Ślizgowiec w 2019

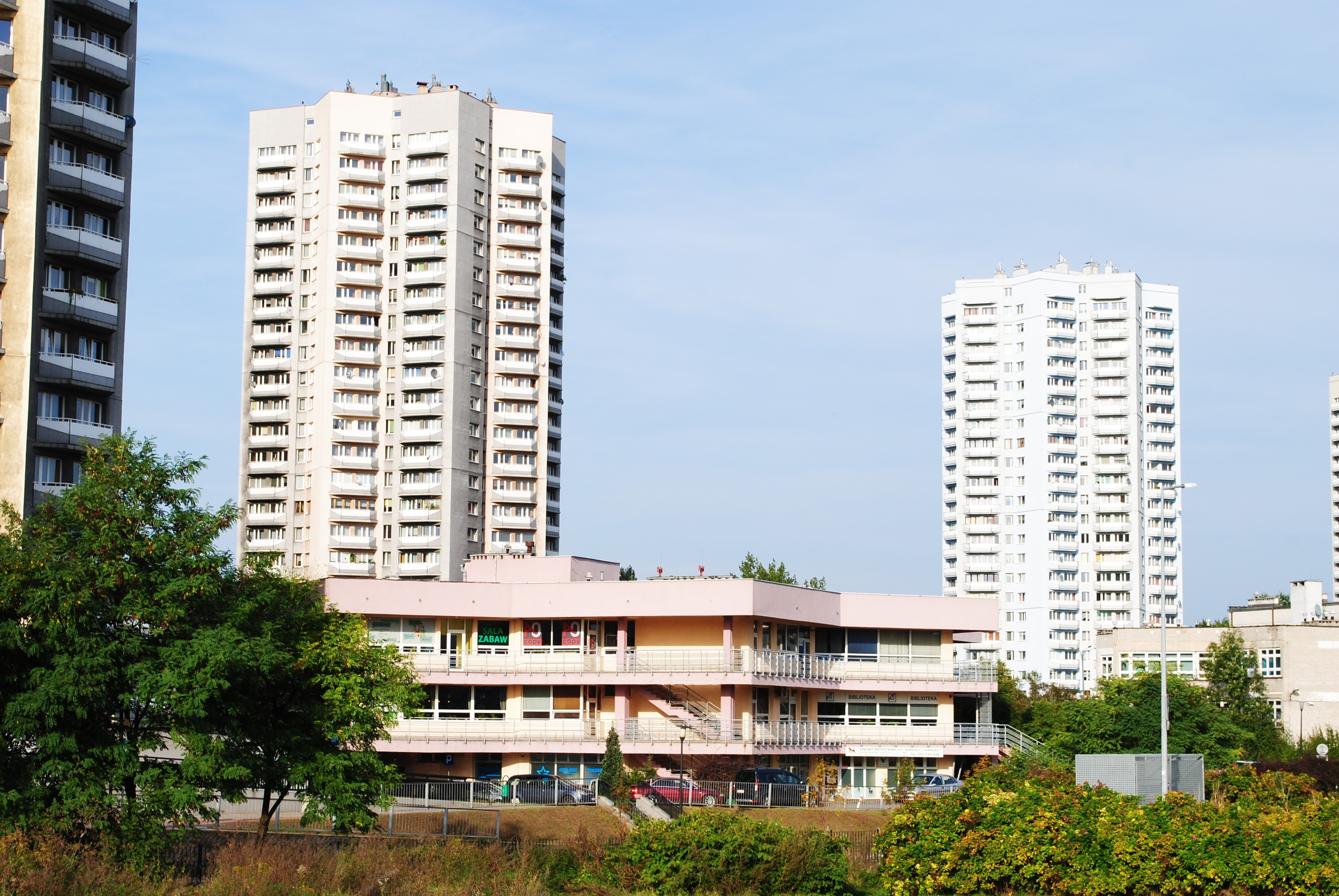
Fragment osiedla Walentego Roździeńskiego w 2020

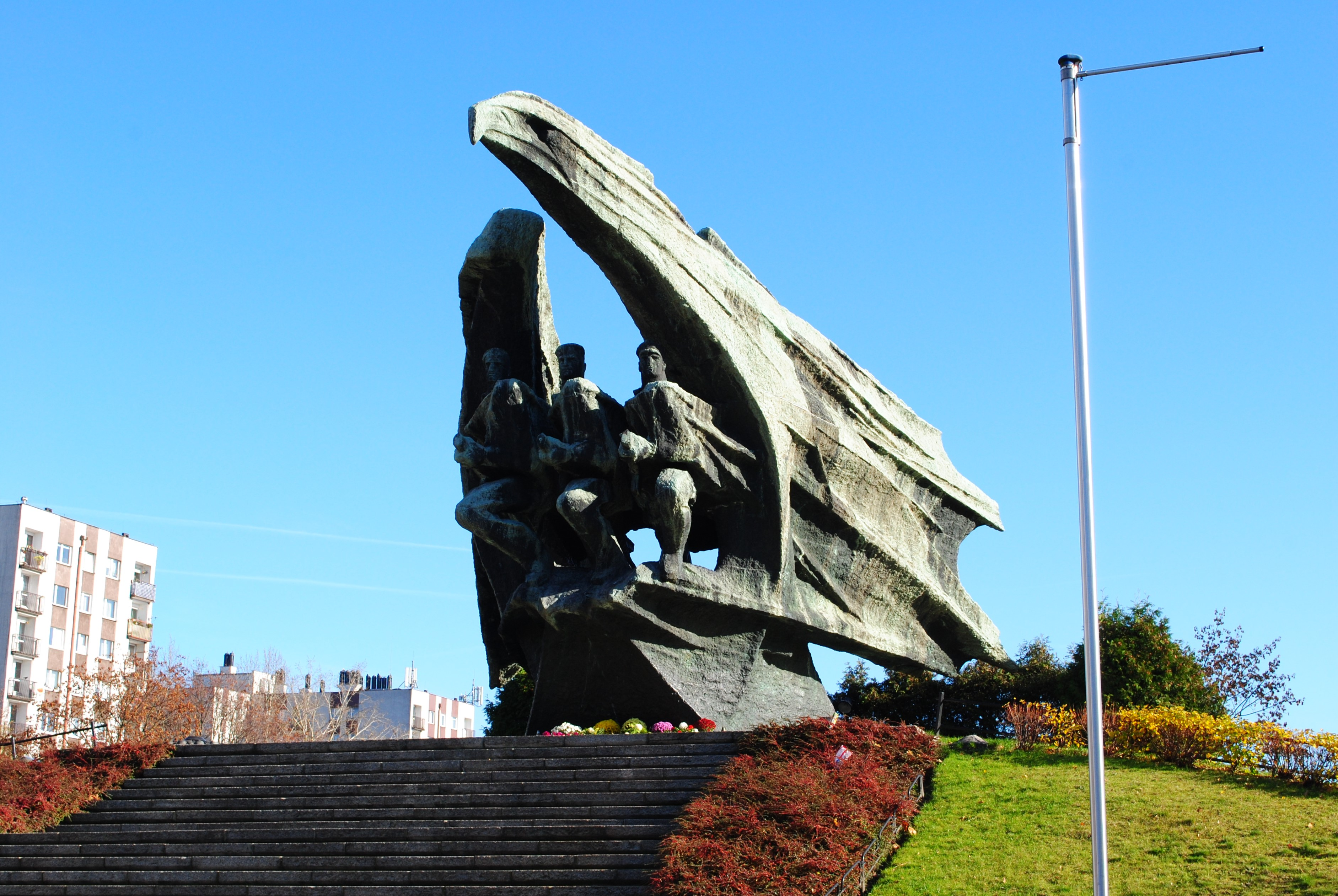
Pomnik Żołnierza Polskiego w 2020

  - Oddano do użytku hotel Silesia projektu Tadeusza Łobosa[318].
  - 9 maja – nastąpiło oficjalne przekazanie hali widowiskowo-sportowej „Spodek”, zaprojektowanej przez Macieja Gintowta i Macieja Krasińskiego; hala w czasach Polski Ludowej stała się miejscem organizacji imprez sportowych oraz wieców polityczno-propagandowych[311][326]; jej uroczyste otwarcie z udziałem ponad 12 tys. gości odbyło się dzień wcześniej[327].
  - 24 maja – oddano do użytku aleję Górnośląską na odcinku pomiędzy rondem mikołowskim (skrzyżowanie z ulicą Mikołowską) a skrzyżowaniem z ulicą Murckowską[328].

- 1972:
  - Oddano do użytku biurowiec Dyrekcji Okręgowej Kolei Państwowych[318] (bądź też rozpoczęła się wówczas jego budowa[329]).
  - Ukończono budowę nowego dworca kolejowego dla stacji Katowice; został on zaprojektowany w stylu brutalizmu przez zespół warszawskich „Tygrysów” – Wacława Kłyszewskiego, Jerzego Mokrzyńskiego i Eugeniusza Wierzbickiego[318].
  - 5 stycznia – przy alei W. Korfantego otwarto nowy budynek Biura Wystaw Artystycznych, wzniesiony według projektu Stanisława Kwaśniewicza[330] (bądź też został on przekazany do użytku w 1969[331]).

- 1973:
  - 17 grudnia – po reformie administracyjnej, w której władzę miejską oddano urzędom miejskim, stanowisko prezydenta Katowic objął Paweł Podbiał, dotychczasowy przewodniczący Prezydium Miejskiej Rady Narodowej[332].
  - 20 grudnia – powołano Centralny Szpital Kliniczny w Katowicach-Ligocie; 19 sierpnia 1974 przyjął on pierwszych pacjentów[329].

- 1974:
  - Wyższą Szkołę Ekonomiczną przekształcono w Akademię Ekonomiczną im. Karola Adamieckiego[292].
  - 1 stycznia – połączono kopalnie „Gottwald” i „Kleofas” w jeden zakład wydobywczy[333].

- 1975:
  - Oddano do użytku dom handlowy „Skarbek” zaprojektowany przez Juranda Jareckiego[311].
  - Rozpoczęto przebudowę Zawodzia w związku z przebudową układu komunikacyjnego trasy i węzła FSM[290].
  - 27 maja – do Katowic włączono miasta Murcki i Kostuchnę oraz Podlesie i Zarzecze[300][334]
  - 1 czerwca – powstało 49 województw, w tym katowickie, a także zlikwidowano powiaty[276].

- 1976:
  - Pod patronatem Katowickiego Towarzystwa Społeczno-Kulturalnego powołano Społeczne Muzeum Historii Katowic[329].
  - Rozpoczęto wyburzanie osiedla domków fińskich w Załęskiej Hałdzie; w ich miejsce rozpoczęto budowę osiedla W. Witosa[335].

- 1977:
  - Połączono kopalnie „Boże Dary” i „Murcki” w jeden zakład – KWK „Murcki”[336].
  - Pod koniec roku otwarto w Ochojcu przy ulicy Ziołowej Centralny Szpital Górniczy na 750 łóżek[337].

- 1978:
  - Rozpoczęto budowę osiedla A. Zgrzebnioka, znajdującego się w rejonie ulic A. Zgrzebnioka, T. Kościuszki i Gawronów[338].
  - Ukończenie budowy osiedla W. Roździeńskiego w Zawodziu, budowanego od 1970; powstały na nim budynki wzniesione na planie ośmioramiennej gwiazdy[339] (bądź do 1982[340]).
  - 23 lutego – Kazimierz Świtoń założył w Katowicach Komitet Wolnych Zawiązków Zawodowych[341]; 24 października został on napadnięty przez nieumundurowanych funkcjonariuszy i aresztowany, a sprawa ta przyczyniła się do rozpropagowania informacji na temat WZZ[342].
  - 18 sierpnia – ochroną konserwatorską objęto środkową część osiedla patronackiego Giszowiec celem jego ochrony przed wyburzeniem pod nowe budownictwo wielorodzinne[343].
  - 3 września – poświęcenie po przebudowie świątyni Przemienienia Pańskiego przez bpa Herberta Bednorza[243].
  - 6 października – na osiedlu I.J. Paderewskiego został odsłonięty pomnik Żołnierza Polskiego autorstwa Bronisława Chromego[308].

- 1979:
  - Państwowej Wyższej Szkoły Muzycznej nadano status Akademii Muzycznej[283].
  - Przy placu Sejmu Śląskiego zbudowano Centrum Kształcenia Ideowo-Wychowawczego Kadr Robotniczych, w którym zaczęto organizować pokazowe zebrania PZPR i zjazdy wojewódzkie[300].
  - Rozpoczęcie budowy osiedla Odrodzenia; pierwsze budynki zaczęto wznosić w rejonie ulic Spokojnej i Tyskiej[344].
  - Uruchomiono pierwszy kocioł elektrociepłowni „Katowice” w Dąbrówce Małej[345].
  - Wyższą Szkołę Wychowania Fizycznego w Katowicach przekształcono w Akademię Wychowania Fizycznego[346].
  - 9-16 grudnia – w Katowicach odbyła się I edycja Międzynarodowego Konkursu Dyrygentów im. Grzegorza Fitelberga[347].

- 1980:
  - Ukończono budowę osiedla I.J. Paderewskiego w rejonie ulic K. Damrota, gen. W. Sikorskiego, gen. K. Pułaskiego i alei Górnośląskiej[348].
  - 20 października – przyjazd do Katowic Lecha Wałęsy, który odwiedził najpierw MKZ Katowice, a następnie spotkał się z mieszkańcami regionu górnośląskiego w katowickim Spodku[349].
  - 3 listopada – z Krakowa do Katowic przeniesiono Wyższe Śląskie Seminarium Duchowe[350][351].
  - 10 grudnia – powołano Zarząd Regionu Śląsko-Dąbrowskiego NSZZ „Solidarność”; jego przewodniczącym został Andrzej Rozpłochowski[341].
  - Pod koniec roku rozpoczęto wyburzanie familoków kolonii Norma; w ich miejscu do 1982 powstało nowoczesne osiedle mieszkaniowe[51].

- 1981:

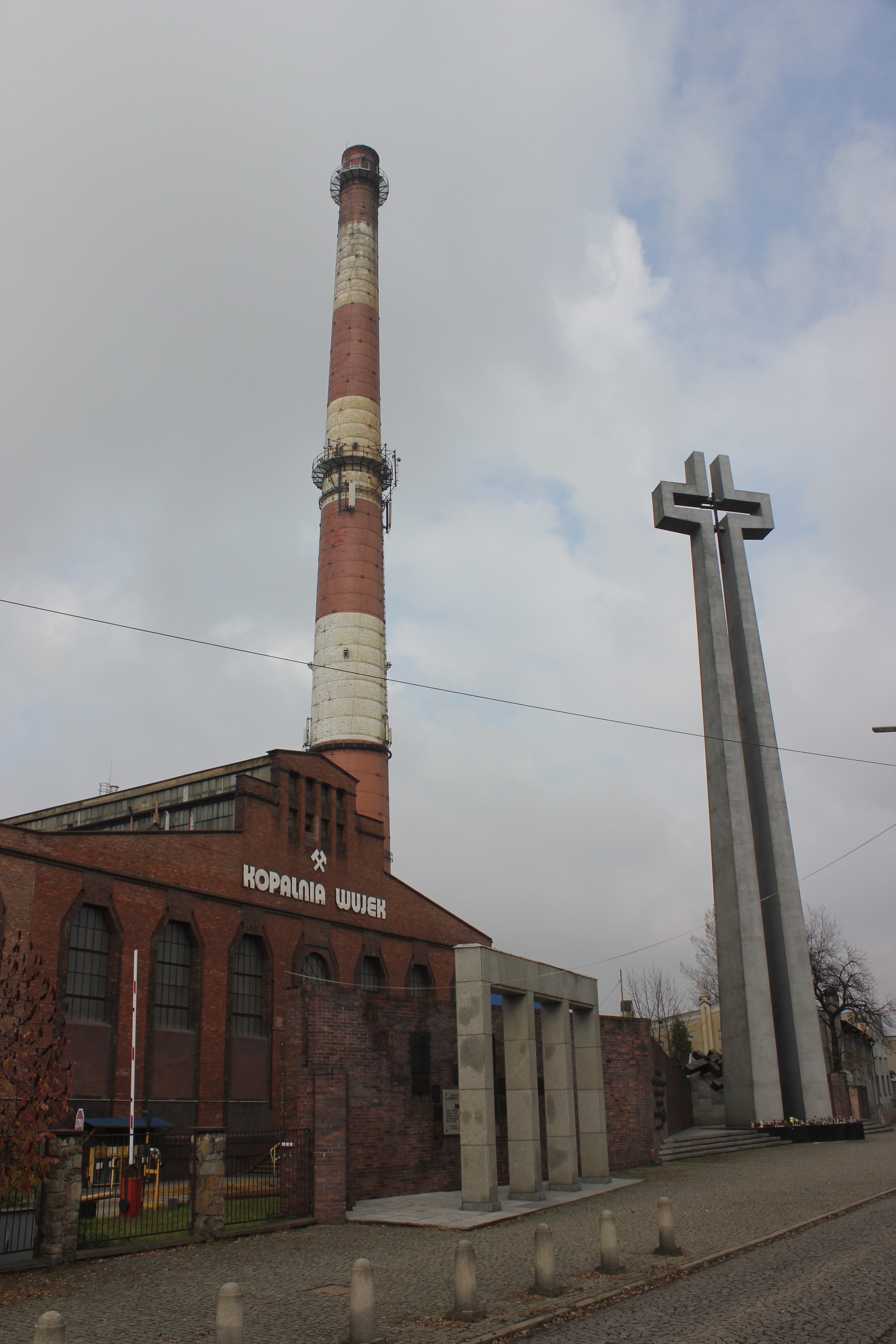
Pomnik poległych górników KWK „Wujek”, upamiętniający ofiary pacyfikacji strajku z grudnia 1981

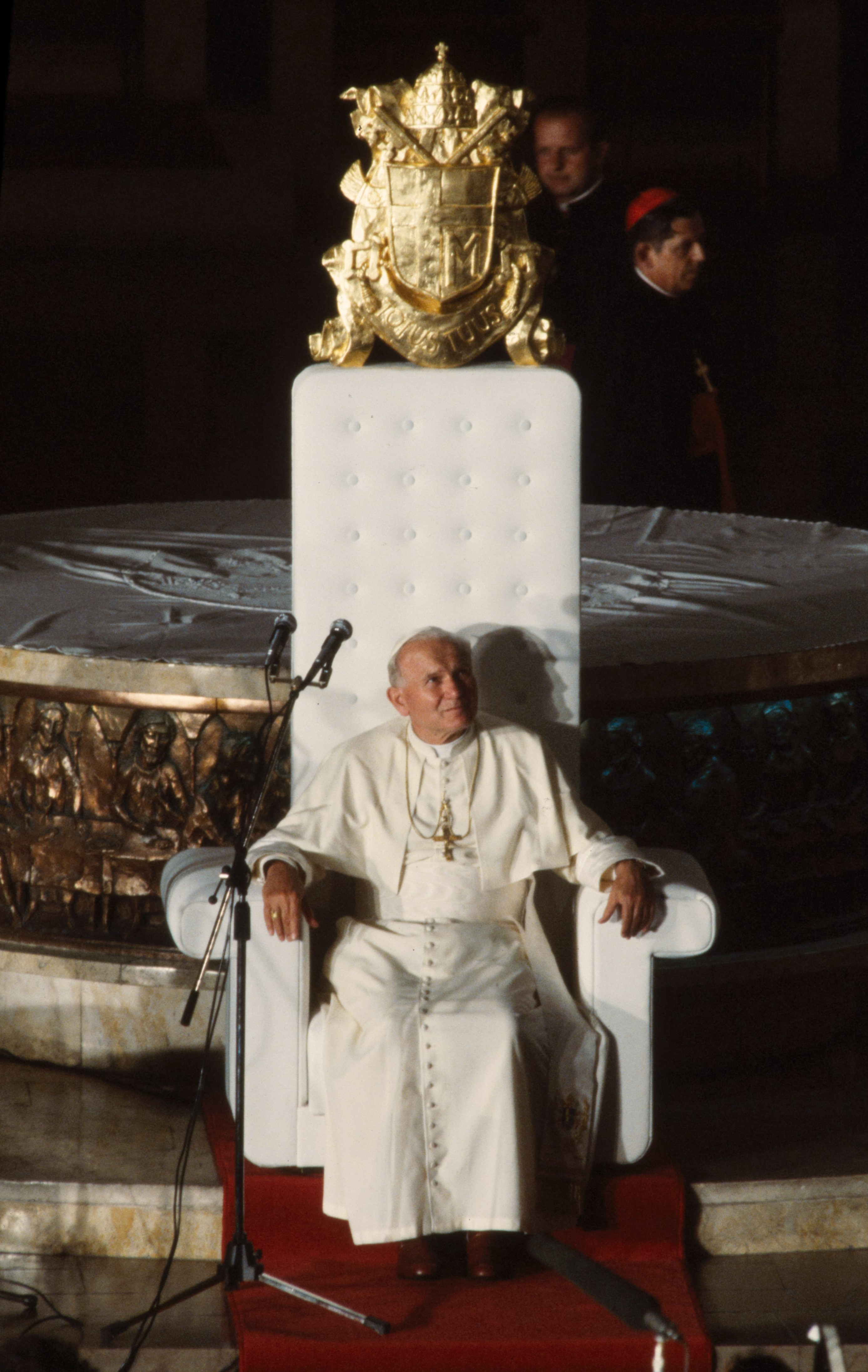
Papież Jan Paweł II wewnątrz katowickiej katedry 20 czerwca 1983

  - W styczniu powołano Muzeum Historii Katowic jako oddział Muzeum Górnośląskiego w Bytomiu[352][353].
  - 30 kwietnia – rozpoczęła się I edycja Rawa Blues Festival, zorganizowany przez Ireneusza Dudka[352].
  - 25 maja – w centrum Katowic odbył się Marsz Wolności zorganizowany przez Regionalny Komitet Obrony Więzionych za Przekonania[352].
  - 20 października – doszło do rozruchów, zapoczątkowanych na Rynku, kiedy to członkowie NSZZ „Solidarność” sprzedawali z samochodu niezależną prasę; gdy Milicja Obywatelska chciała samochód usunąć, w obronie sprzedających stanął tłum ludzi[354].
  - 13 grudnia – wprowadzono na trenie Polski stan wojenny; rozpoczęły się internowania działaczy „Solidarności”, w tym rektora Uniwersytetu Śląskiego Augusta Chełkowskiego; nazajutrz doszło do wybuchu strajków w kilku katowickich zakładach pracy, w tym w kopalniach „Staszic”, „Wieczorek” oraz hucie „Baildon”[354].
  - 16 grudnia – akcja pacyfikacyjna w kopalni „Wujek”, podczas której w wyniku użycia brani przez oddziały ZOMO zginęło siedmiu górników, a kolejni dwaj zmarło kilka dni później w szpitalu[354].
  - Oddano do użytku kompleks biurowców przy ulic A. Mickiewicza, w którym siedzibę miały centrale handlu zagranicznego Centrozap, Stalexport i Węglokoks[318].

- 1982:
  - 15 kwietnia – na terenie Leśnictwa Ochojec został ustanowiony rezerwat przyrody „Ochojec”, w którym występują stanowiska liczydła górskiego[337][355].
  - 31 sierpnia – odbyła się manifestacja kilku tysięcy osób, próbujących przemaszerować ulicą Warszawską pod kościół Mariaki; został on brutalnie rozbity przez ZOMO[356].

- 1983:
  - 20 czerwca – papież Jan Paweł II odprawił mszę św. na katowickim lotnisku Muchowiec oraz spotkał się z chorymi w katedrze Chrystusa Króla[357].
  - 4 września – odsłonięto pomnik Harcerzy Września projektu Zygmunta Brachmańskiego; stanął on na placu Obrońców Katowic[358].
  - 20 listopada – rozpoczęło działalność Muzeum Diecezji Katowickiej; od 1993 Muzeum Archidiecezjalne[358][359].

- 1984:
  - 20 czerwca – zostało wydane zarządzenie wojewody, na podstawie którego reaktywowano Muzeum Śląskie; placówka rozpoczęła działalność w gmachu dawnego Grand Hotelu przy obecnej alei W. Korfantego[280].
  - W Zawodziu na Mrówczej Górce został oddany do użytku Centralny Cmentarz Komunalny[360].

- 1985:
  - Ukończenie budowy kościoła I Zboru Kościoła Chrześcijan Baptystów w Katowicach przy ulicy Morawskiej[361].

- 1989:
  - Nadanie osiedlu mieszkaniowemu we wschodniej części Bogucic imienia Jerzego Kukuczki[362].
  - 2 stycznia – w Katowicach rozpoczął działalność Bank Śląski[363].
  - 4 czerwca – odbyła się pierwsza tura częściowo wolnych wyborów do Sejmu i Senatu RP, w wyniku których w województwie katowickim do obu izb parlamenty zostali wybrani w pierwszej turze wszyscy kandydaci z lity posolidarnościowego Komitetu Obywatelskiego[295].
  - 27 czerwca – na placu Synagogi, w miejscu zburzonej we wrześniu 1939 Synagogi Wielkiej został odsłonięty pomnik-obelisk ku czci pomordowanych przez Niemców katowickich Żydów[364].
  - 30 czerwca – został powołany Związek Górnośląski[363].

- 1990:
  - Powstał Zespół Śpiewaków Miasta Katowice „Camerata Silesia” pod dyrekcją Anny Szostak-Myrczek[365].
  - W Chorzowie powstał niezależny Teatr Korez; po kilku latach przeniósł się on tzw. Dezember Palastu przy placu Sejmu Śląskiego[365].
  - 1 marca – rozpoczęła się prywatyzacja największego przedsiębiorstwa handlowego w Katowicach – Wojewódzkiego Przedsiębiorstwa Handlu Wewnętrznego[365].
  - 14 marca – z inicjatywy Polish Heritage Society podpisano w Katowicach proklamację o miastach siostrzanych z Mobile w Stanach Zjednoczonych[365].
  - 27 maja – wybory samorządowe w Polsce; w wyborach do katowickiej Rady Miejskiej kandydaci z listy Komitetu Obywatelskiego „Solidarność” uzyskali 49 z 55 miejsc[366].
  - 18 czerwca – wybór przez Radę Miejską Katowic Jerzego Śmiałka na prezydenta miasta; był on związany z NSZZ „Solidarność” i ze Związkiem Górnośląskim[367].

- 1991:

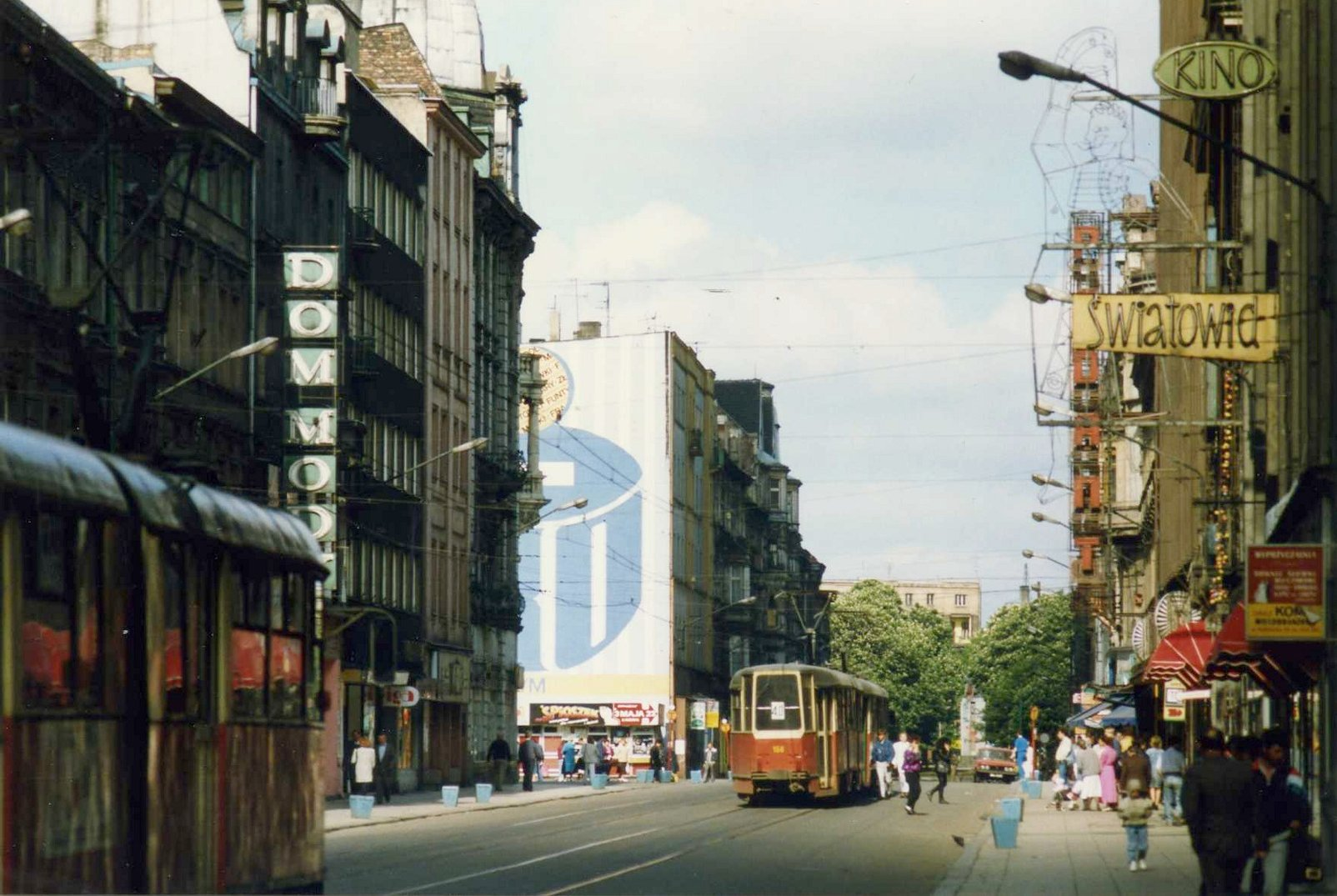
Ulica 3 Maja w maju 1991

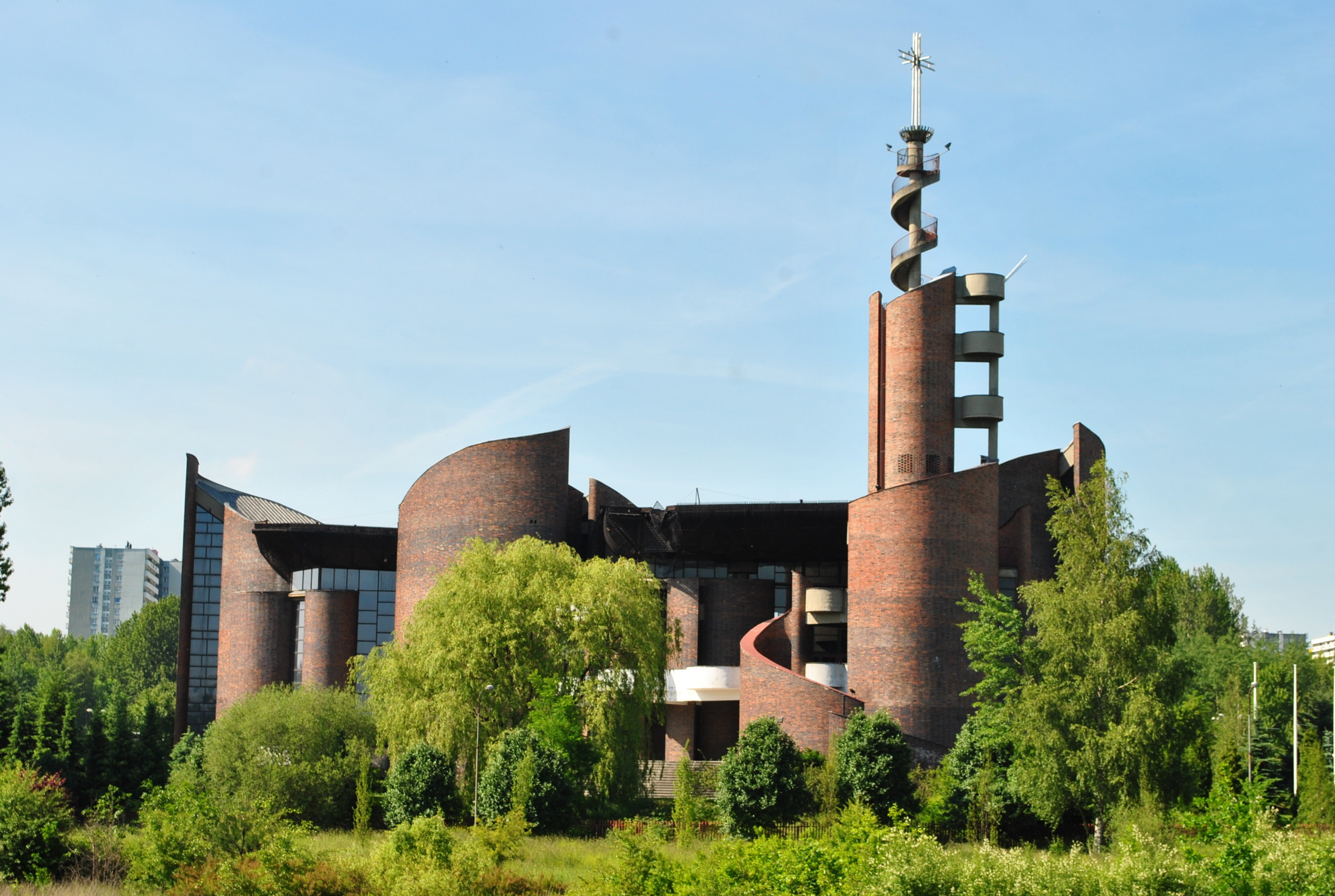
Kościół Podwyższenia Krzyża Świętego i Matki Bożej Uzdrowienia Chorych (ul. Mieszka I) w 2014

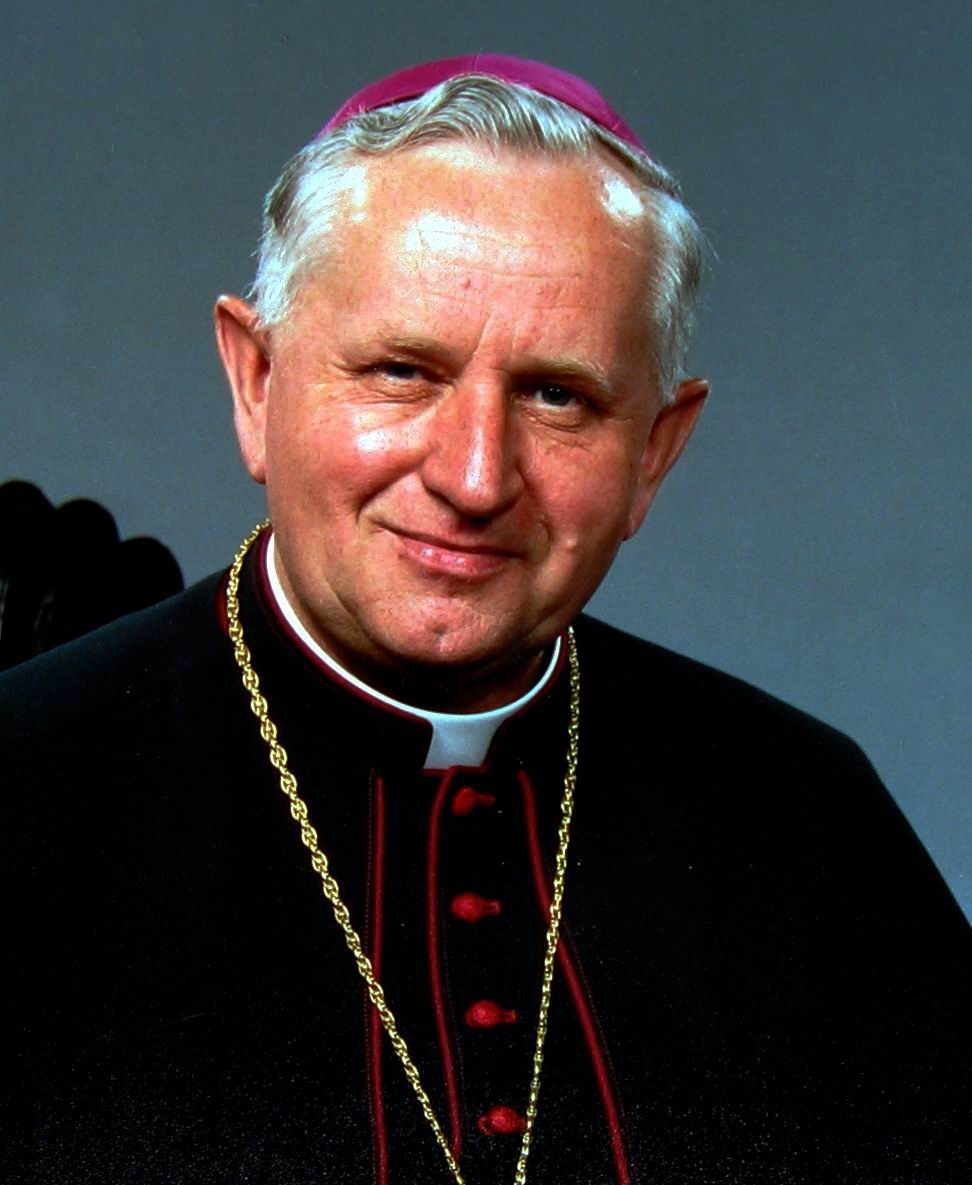
Damian Zimoń – pierwszy arcybiskup metropolita katowicki

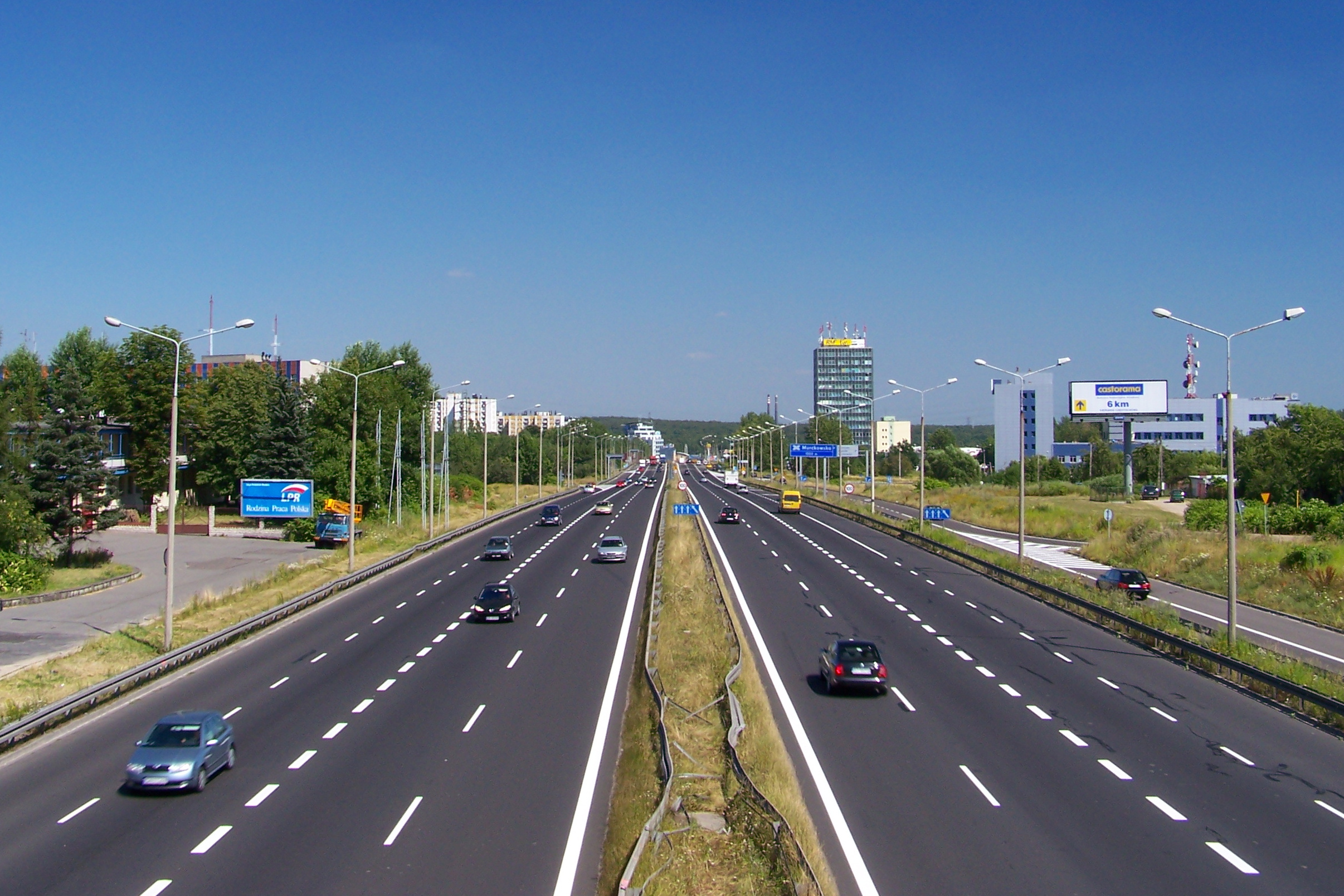
Aleja Górnośląska (część autostrady A4) w 2006

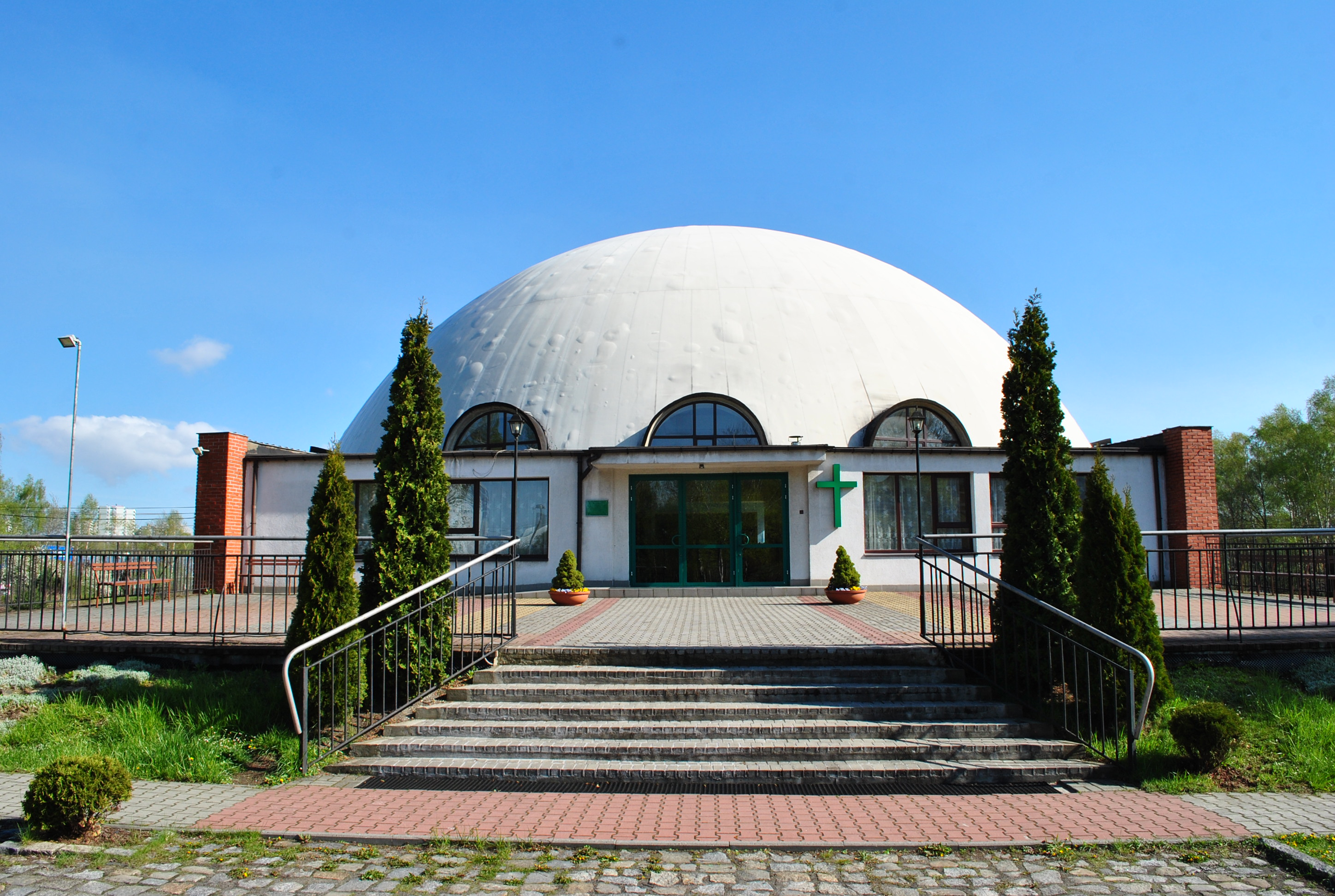
Kaplica zboru Kościoła Zielonoświątkowego „Betania” w Katowicach (2014)

  - Na początku roku działalność rozpoczął Górnośląski Bank Gospodarczy (późniejszy Getin Bank), powołano z inicjatywy Górnośląskiego Towarzystwa Gospodarczego[368].
  - 15 marca – podpisanie umowy o współpracy pomiędzy Katowicami a Kolonią w Niemczech[367].
  - 14 września – poświęcenie kościoła Podwyższenia Krzyża Świętego i Matki Bożej Uzdrowienia Chorych osiedlu Tysiąclecia; został on zaprojektowany przez Henryka Buszkę i Aleksandra Frantę[369].
  - 15 grudnia – odsłonięcie i poświęcenie pomnika Dziewięciu z „Wujka”[369]; dzień wcześniej poświęcono położony przy ulicy Pięknej kościół Podwyższenia Krzyża Świętego[370].

- 1992:
  - W oparciu o zaplecze techniczne Ośrodka Postępu Technicznego przy ulicy Bytkowskiej powołano instytucję pn. Międzynarodowe Targi Katowickie[371].
  - 1 stycznia – weszła w życie uchwała, na mocy której Katowice podzielono na 22 pomocnicze jednostki samorządowe i 22 obszary ich działania[372]; tego samego dnia rozpoczął działalność Miejski Dom Kultury „Szopienice” (poźn. „Szopienice-Giszowiec”)[373].
  - 1 marca – powołano Straż Miejską w Katowicach[374].
  - 25 marca – na mocy bulli papieża Jana Pawła II Totus Tuus Poloniae Populus powołano metropolię katowicką; metropolitą został abp Damian Zimoń[370].
  - 31 grudnia – decyzją wojewody katowickiego rozwiązano Śląski Instytut Naukowy[375]; tego samego dnia powołano do życia Wojewódzką Stację Pogotowia Ratunkowego[376].

- 1993:
  - Powstała Gmina Wyznaniowa Żydowska[376]
  - W kwietniu powołano pierwszą niepubliczną uczelnię w Katowicach – Śląską Wyższą Szkołę Zarządzania, a jej założycielem był Zakład Doskonalenia Zawodowego w Katowicach[377].
  - 16 maja – poświęcenia kościoła Podwyższenia Krzyża Świętego i św. Herberta na osiedlu W. Witosa[378].
  - 6 listopada – na placu Bolesława Chrobrego odsłonięto pomnik Józefa Piłsudskiego autorstwa chorwackiego rzeźbiarza Antuna Augustinčića[376].

- 1994:
  - Po raz pierwszy odbyła się uroczystość wręczenia nagrody metropolity górnośląskiego Lux ex Silesia – dostała ją Irena Bajerowa[376].
  - 15 czerwca – została powołania Górnośląska Wyższa Szkoła Handlowa (późniejsza Akademia Górnośląska im. W. Korfantego)[376][379].
  - 19 czerwca – wybory samorządowe w Polsce; najwięcej mandatów (19) do Rady Miejskiej zdobyli kandydaci Katowickiego Porozumienia Samorządowego[366].
  - 1 lipca – Rada Miejska na prezydenta Katowic wybrała Henryka Dziewiora[376].
  - We wrześniu otwarto linię tramwajową wzdłuż ulicy Gliwickiej; trasa została częściowo przeniesiona poza zwartą zabudowę Załęża[380].

- 1995:
  - Powstała grupa kabaretowa, działająca od 1999 pod nazwą Teatr Epty-a; później przemianowana na Mumio[376].

- 1996:
  - 1 stycznia – powołanie Szpitalu Klinicznego nr 6 – Górnośląskiego Centrum Zdrowia Dziecka i Matki[381].
  - 4 stycznia – podpisano umowę o współpracy z Ostrawą w Czechach[381][382].
  - 30 października – oddano do użytku odcinek autostrady A4 Katowice Murckowska – Mysłowice, a także zmodernizowany odcinek alei Górnośląskiej pomiędzy ulicami Francuską a Murckowską[328].

- 1997:
  - Oddano do użytku budynek zboru Kościoła Zielonoświątkowego „Betania” przy ulicy Gliwickiej w Załężu; posiada on charakterystyczną kopułę o średnicy 40 m[383].
  - Został powołany Teatr Gry i Ludzie[381].

- 1998:
  - 11 października – wybory samorządowe w Polsce; najwięcej mandatów w Radzie Miejskiej uzyskała Akcja Wyborcza „Solidarność” (26 na 55 miejsc)[366].
  - 24 października – uroczyste otwarcie nowego budynku Biblioteki Śląskiej przy placu Rady Europy 1; gmach wzniesiono w okresie 1990–1997[384].
  - 3 listopada – Rada Miejska wybrała na prezydenta miasta Piotra Uszoka[381].

- 1999:
  - Na ulicy św. Jana umieszczono replikę figury św. Jana[35].
  - 6 stycznia – w Piotrowicach-Ochojcu otwarto Szkołę Policji[385].
  - 24 marca – podjęto decyzję o likwidacji Ruchu II „Katowice” KWK „Katowice-Kleofas”[386].
  - 19 czerwca – osłonięcie pomnika Wojciecha Korfantego na placu Sejmu Śląskiego; zaprojektowanego przez Zygmunta Brachmańskiego[381].
  - 10 listopada – oddano do użytku przebudowaną do parametrów autostrady trasę alei Górnośląskiej Katowice Mikołowska – Katowice Francuska[387].

- 2000:
  - 4 czerwca – odbyła się uroczysta koronacja obrazu Matki Bożej Boguckiej koronami papieskimi, poświęconymi w 1999 w Gliwicach przez papieża Jana Pawła II[388].
  - 1 września – powołano Miejski Dom Kultury „Południe” w Katowicach, składający się z trzech filii[389][390].
  - 21 września – w Katowicach został zorganizowany I Festiwal Nauki „Śląsk 2000”[391].
  - 27 października – w budynku kina „Kosmos” otwarto Filmotekę Śląską[390].

## XXI wiek
- 2001:

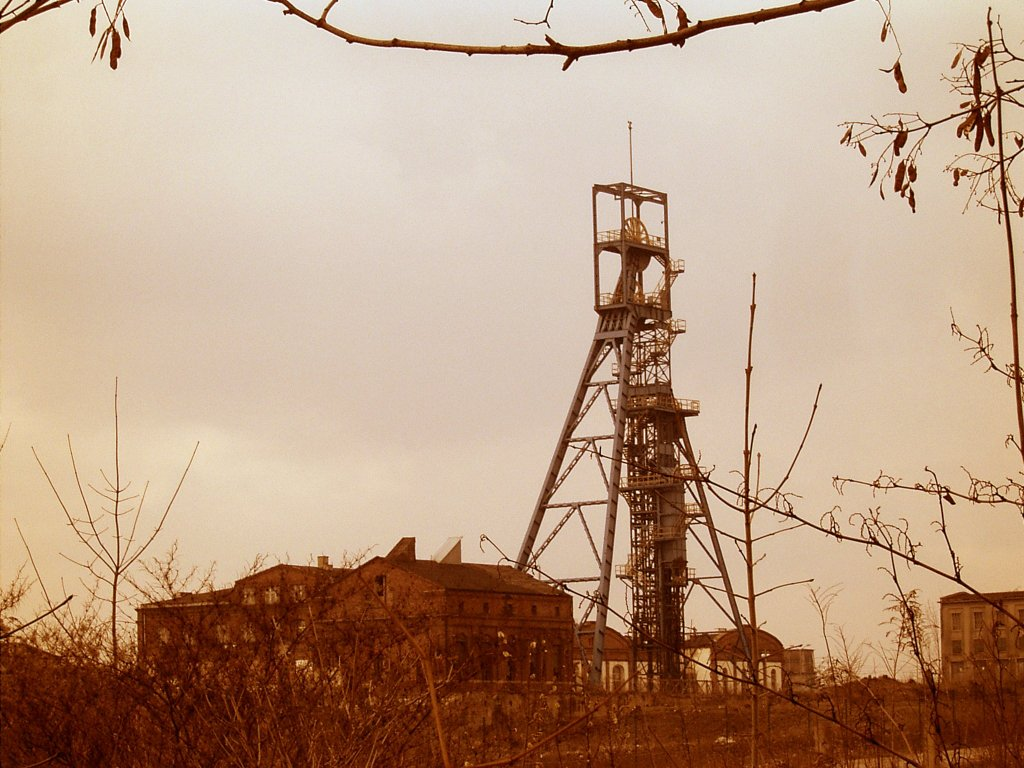
Zabudowania d. KWK „Gottwald” przed wybudowaniem w 2005 galerii handlowej Silesia City Center

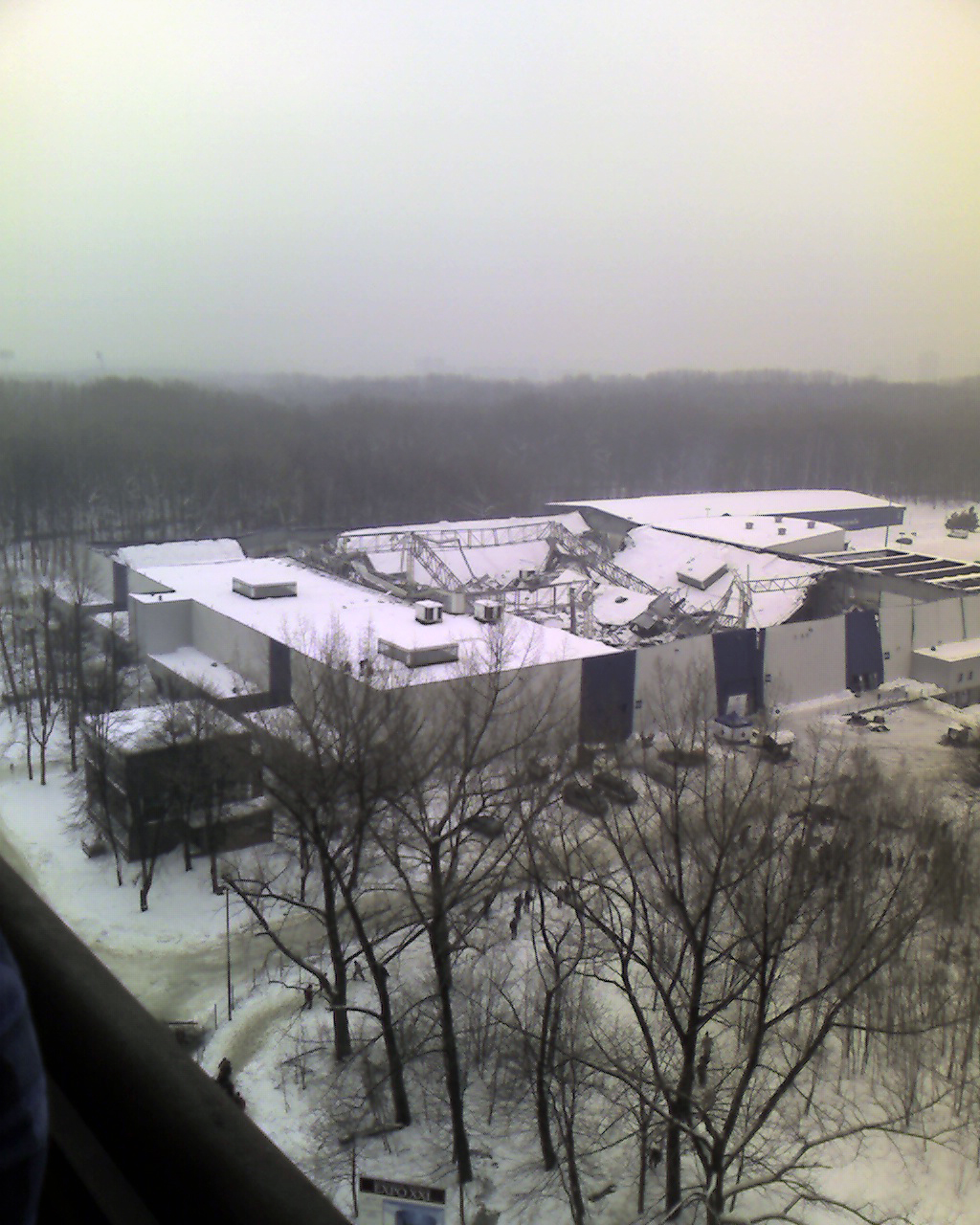
Katastrofa budowlana na terenie Międzynarodowych Targów Katowickich 28 styczniu 2006

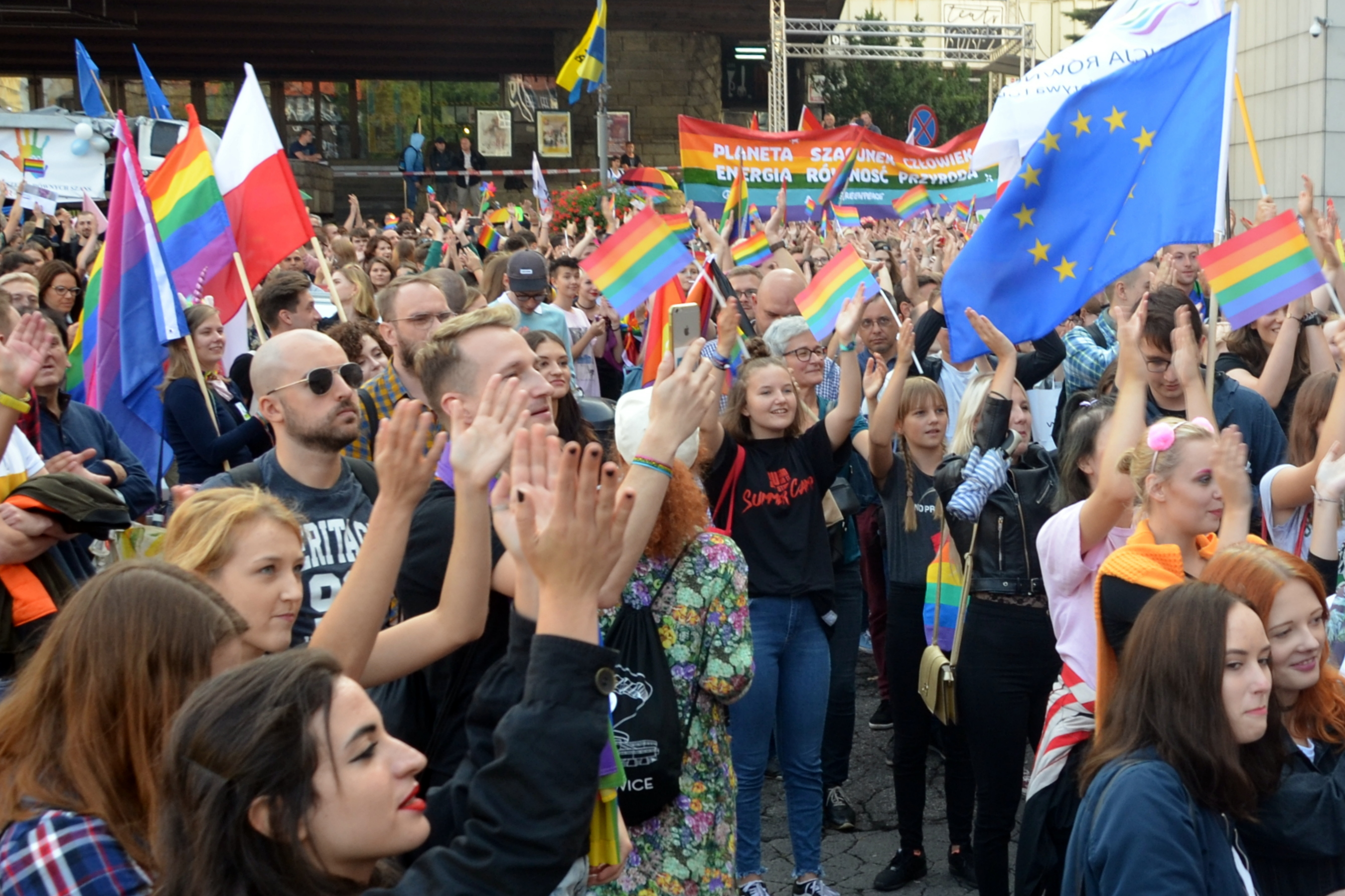
Uczestnicy II Marszu Równości w Katowicach na placu Sejmu Śląskiego

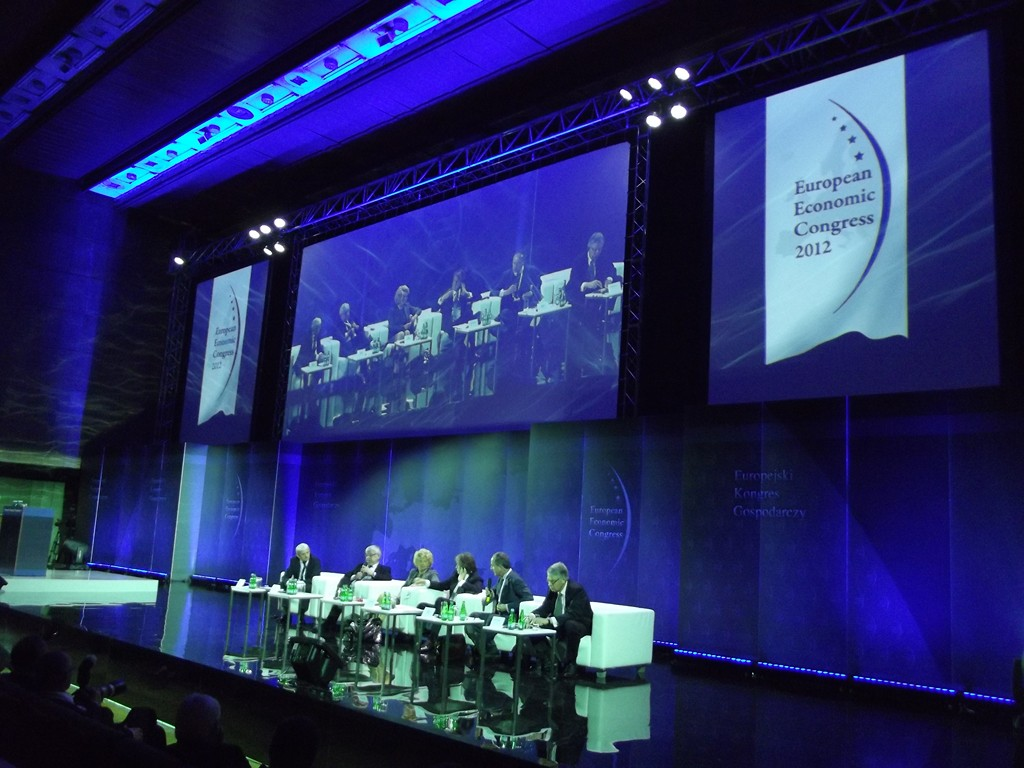
Jedna z sesji IV Europejskiego Kongresu Gospodarczego

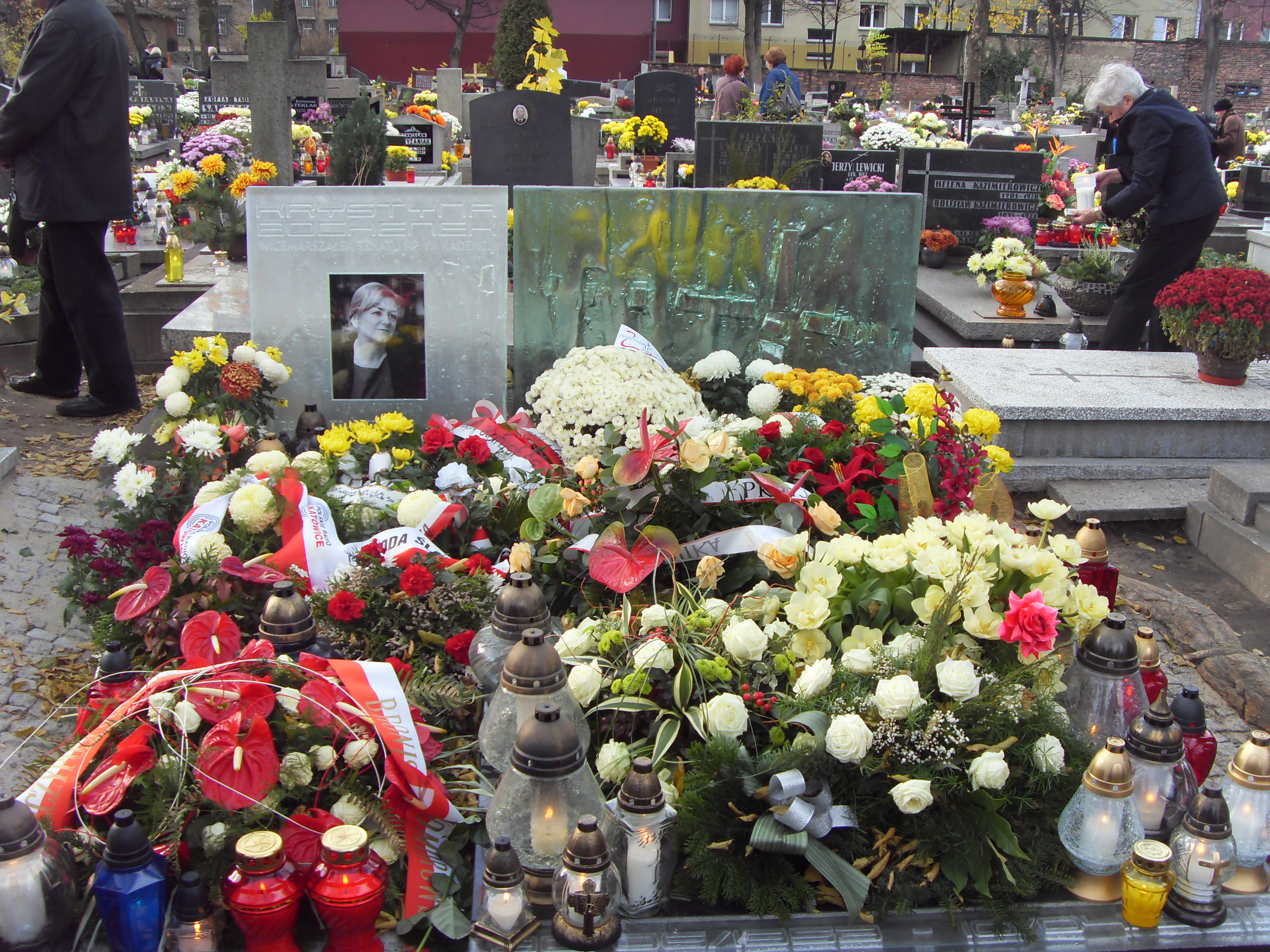
Grób senator Krystyny Bochenek, zmarłej 10 kwietnia 2010 w katastrofie smoleńskiej

  - Oddano do użytku kompleks biurowy Chorzowska 50, liczący 14 kondygnacji[392].
  - 16 maja – rozpoczęto proces likwidacji spółki akcyjnej Huta Baildon[393].
  - 1 września – z katowickiej filii Akademii Sztuk Pięknych im. J. Matejki w Krakowie powstała Akademia Sztuk Pięknych w Katowicach[394].

- 2002:
  - 6 lipca – otwarto pierwsze w Katowicach kino wielosalowe – Punkt 44 przy ulicy Gliwickiej w Załężu[390].
  - W październiku zakończono przebudowę placu Grunwaldzkiego na Koszutce; w kolejnych latach zagospodarowano na nim Galerię Artystów, a jako pierwszego uhonorowano Zbigniewa Cybulskiego[390].
  - 27 października – wybory samorządowe w Polsce; 16 na 31 mandatów w Radzie Miejskiej uzyskało KWW Forum Samorządowe i Piotr Uszok, a prezydentem w I turze głosowania został wybrany Piotr Uszok (zdobył 54,06% głosów)[366].

- 2003:
  - Ukończenie budowy przy ulicy Uniwersyteckiej najwyższego wówczas budynku biurowo-usługowego w Polsce – Altus, zaprojektowanego przez Dietera Paletę[395].
  - Wyburzenie hali sportowej huty „Baildon” przy ulicy Chorzowskiej 82, którą wzniesiono w latach 1965–1969[396].
  - W sierpniu oddano do użytku 600-metrową, dwujezdniową estakadę nad ulicą Bracką, której nadano imię Orląt Lwowskich[390].

- 2004:
  - Oddanie do użytku gmachu Wydziału Teologicznego Uniwersytetu Śląskiego[397], a także gmachu Wydziału Prawa i Administracji Uniwersytetu Śląskiego projektu Henryka Wilkosza, Tadeusza Orzechowskiego i Jacka Kusia[398].
  - W listopadzie zakończono wydobycie w Kopalni Węgla Kamiennego „Katowice-Kleofas”[399].

- 2005:
  - 18 listopada – otwarcie największego wówczas centrum usługowo-handlowego w Katowicach – Silesia City Center; w latach 2010–2011 zostało ono rozbudowane[395][400].

- 2006:
  - 28 stycznia – zginęło 65 osób, a ponad 140 zostało rannych w wyniku zawalenia się hali na terenie Międzynarodowych Targów Katowickich[397].
  - 6 października – otwarto Centrum Sztuki Filmowej z Filmoteką „Silesianów”[397].
  - 12 listopada – wybory samorządowe w Polsce; w Radzie Miejskiej KWW Forum Samorządowe i Piotr Uszok uzyskał 14 na 31 mandatów, a w wyborach prezydenckich Piotr Uszok uzyskał reelekcję w I turze głosowania (73,16% ważnych głosów)[401].
  - 9 grudnia – został otwarty tunel pod rondem gen. J. Ziętka[402].

- 2007:
  - Zakończenie przebudowy ciągu dróg: ulica Chorzowska – rondo gen. J. Ziętka – aleja W. Roździeńskiego; stał się częścią Drogowej Trasy Średnicowej[403].
  - 11 grudnia – oficjalnie otwarto Centrum Nauki i Edukacji Muzycznej „Symfonia”[398][404].

- 2008:
  - Przebudowano ulicę Mariacką, przekształcając ją w deptak; droga ta stała się miejscem organizacji imprez i koncertów[405].
  - 17 maja – odbył się I Marsz Równości w Katowicach pod hasłem „Mniej złości, więcej miłości”[406].

- 2009:
  - 15-17 kwietnia – odbyła się pierwsza edycja Europejskiego Kongresu Gospodarczego[407].
  - 29 września – oddano do użytku gmach Sądu Okręgowego przy ulicy Francuskiej, zaprojektowany przez Małgorzatę Pilinkiewicz i Tomasza Studniarka[408][409].
  - Rozpoczęto działania na rzecz starania się o tytuł Europejskiej Stolicy Kultury 2016; w listopadzie Katowice zaczęto promować hasłem „Miasto Ogrodów”[410].

- 2010:
  - 10 kwietnia – doszło do katastrofy lotniczej samolotu rządowego pod Smoleńskiem, w wyniku którego zginęła wicemarszałek Senatu VII kadencji Krystyna Bochenek, a także urodzony w Katowicach prezes NBP Sławomir Skrzypek[410].
  - 21 listopada – odbyły się w Polsce wybory samorządowe; w Radzie Miasta Katowice najwięcej mandatów (13 z 28) zdobyła Platforma Obywatelska, a w wyborach na prezydenta miasta Piotr Uszok uzyskał reelekcję w I turze, zdobywając ponad 51,7% ważnych głosów[410].

- 2011:

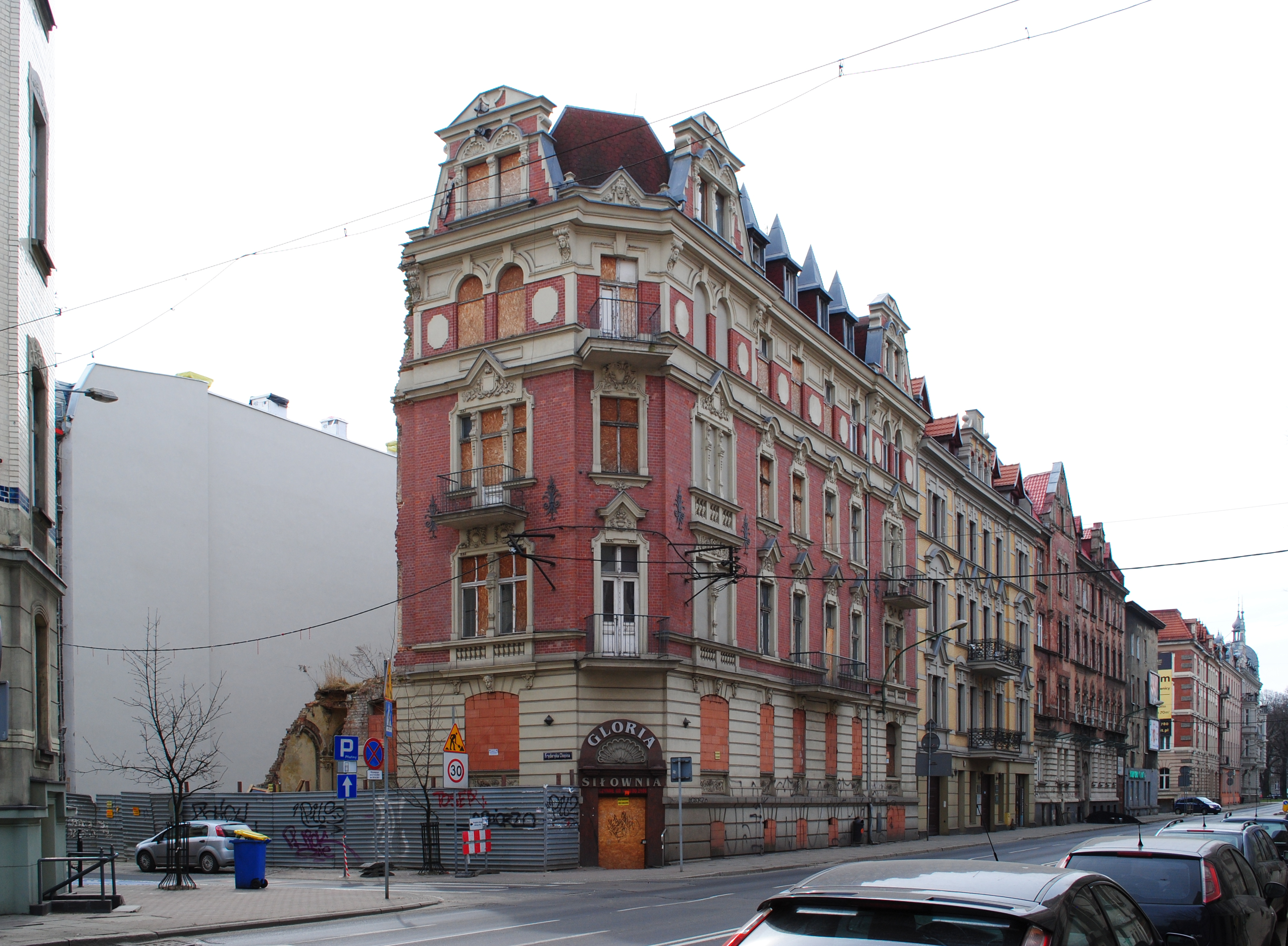
Zniszczona w 2014 kamienica na rogu ulic Sokolskiej i F. Chopina (2021)

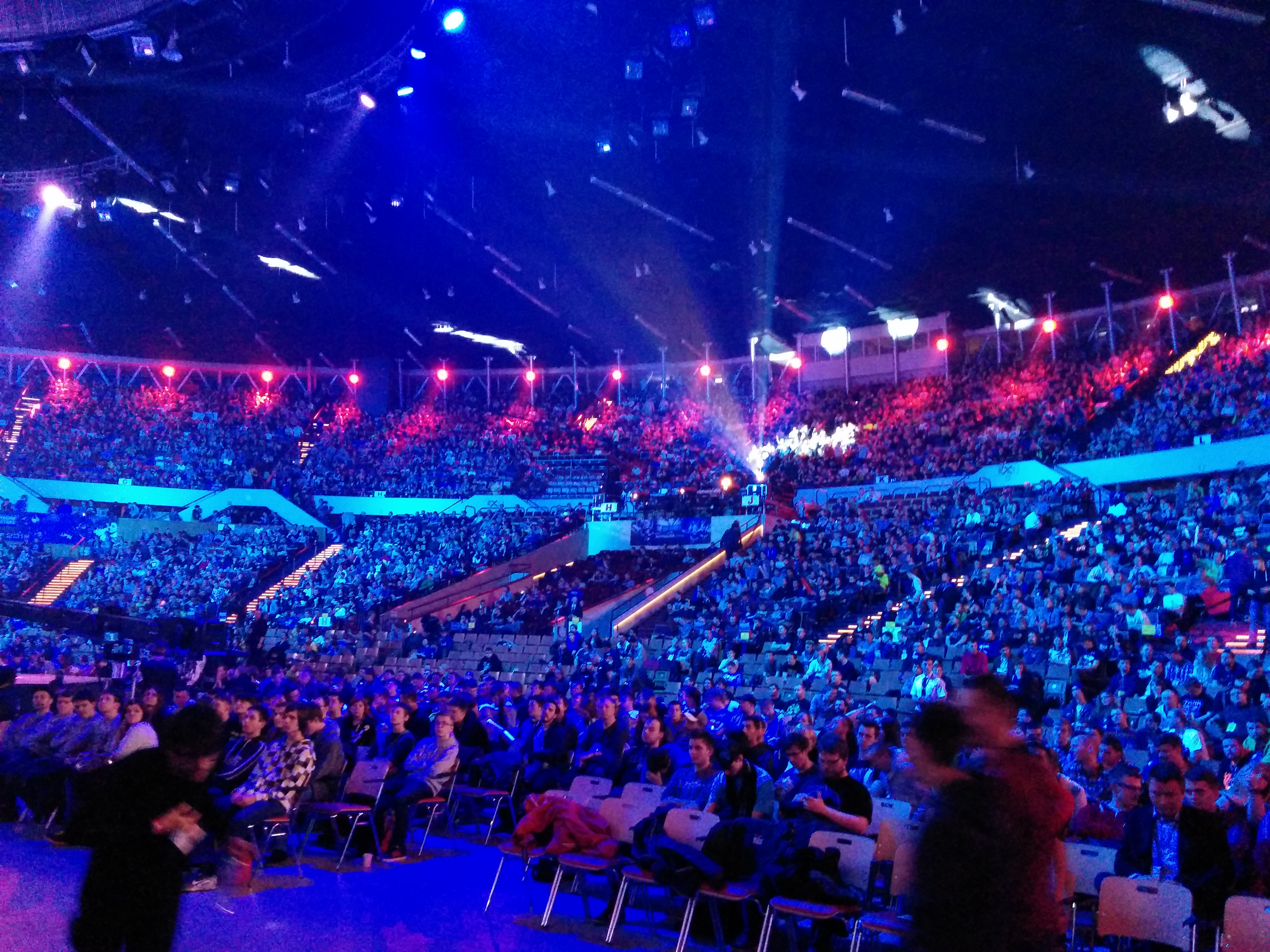
Turniej Intel Extreme Masters w katowickim Spodku w 2015

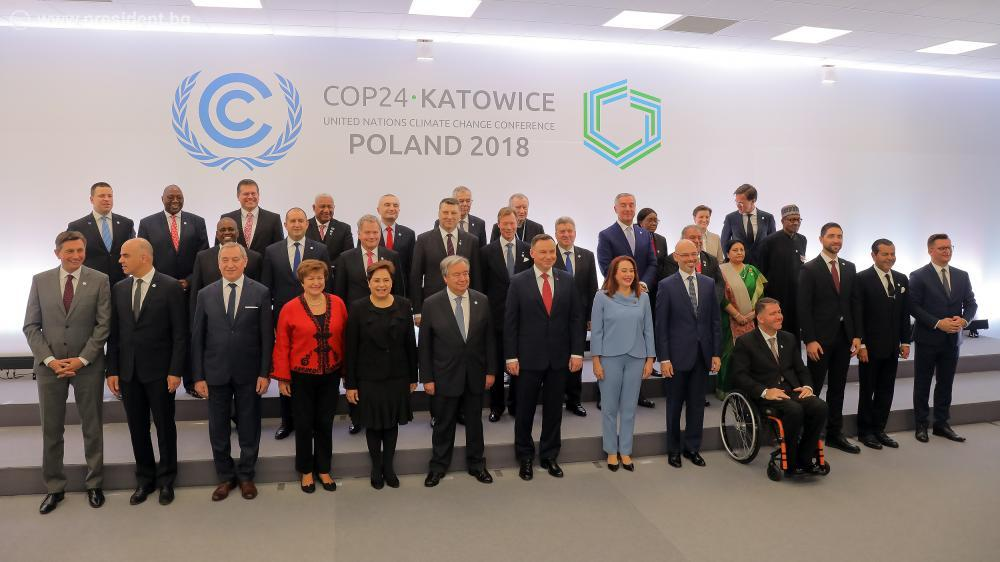
Głowy państw na szczycie COP24 w Katowicach w 2018

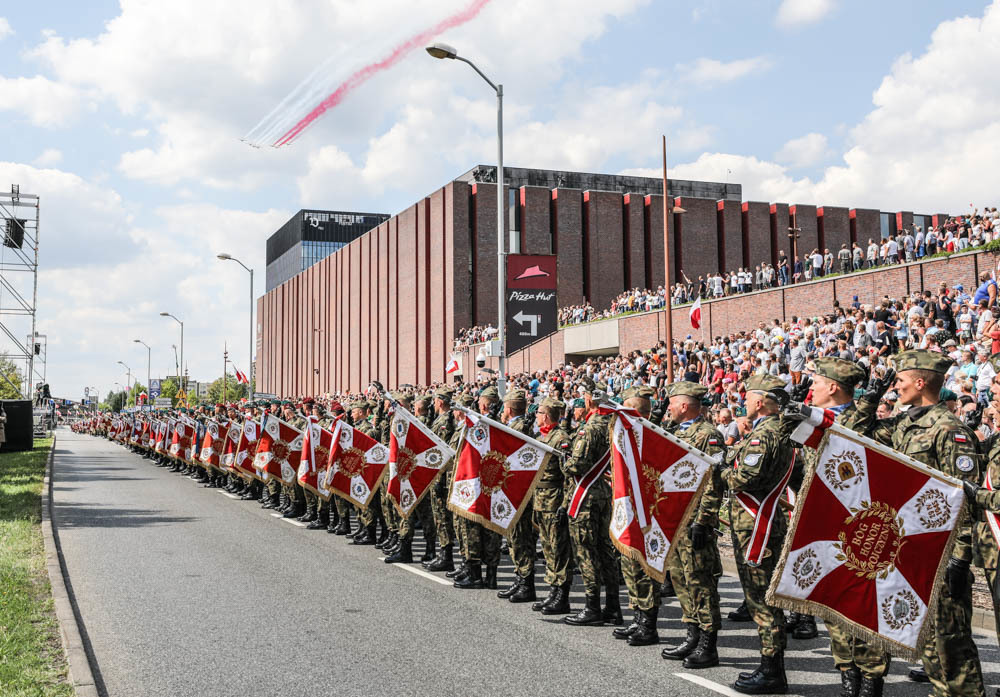
Obchody święta Wojska Polskiego w Katowicach (2019)

  - 28 stycznia – osiedle patronackie Nikiszowiec znalazło się na liście pomników historii[411].
  - 8 kwietnia – odbyło się uroczyste otwarcie nikiszowieckiej filii Muzeum Historii Katowic, w której działalność zaczął Dział Etnologii Miasta[410].

- 2012:
  - 12 października – nastąpiło uroczyste otwarcie gmachu Centrum Informacji Naukowej i Biblioteki Akademickiej, zaprojektowanego przez pracownię HS99 Herman i Śmierzewski[410][412].
  - 29 października – uroczyste otwarcie nowego dworca kolejowego w Katowicach[413].

- 2013:
  - 18-20 stycznia – w Katowicach po raz pierwszy zorganizowano turniej e-sportowy Intel Extreme Masters[414].

- 2014:
  - 21 września – w finale Mistrzostw Świata w Piłce Siatkowej Mężczyzn 2014 rozegranym w katowickim Spodku reprezentacja Polski po zwycięstwie nad Brazylią 3:1 zdobyła mistrzostwo świata[415][416].
  - 1 października – odbyło się uroczyste otwarcie siedziby Narodowej Orkiestry Symfonicznej Polskiego Radia przy placu W. Kilara[417].
  - 23 października – doszło do wybuchu gazu w kamienicy przy ulicy F. Chopina 18, w wyniku którego śmierć poniósł dziennikarz TVN Dariusz Kmiecik, jego żona Brygida Frosztęga-Kmiecik i ich syn[418].
  - 20 listopada – II tura wyborów samorządowych w Polsce; nowym prezydentem Katowic z poparciem m.in. Piotra Uszoka został Marcin Krupa, pokonując Andrzeja Sośnierza wynikiem 71,31% ważnych głosów[419].

- 2015:
  - 1 kwietnia – oddanie do użytku tzw. „placu kwiatowego” w strefie Rondo-Rynek, która była modernizowana od 2012[420].
  - W marcu zakończono budowę Międzynarodowego Centrum Kongresowego[421].
  - 26 czerwca – otwarto nową siedzibę Muzeum Śląskiego[422].

- 2017:
  - 1 lipca – powołano Górnośląsko-Zagłębiowską Metropolię z siedzibą w Katowicach[423].
  - 13 grudnia – wojewoda śląski Jarosław Wieczorek wydał zarządzenie zastępcze, zmieniające nazwę katowickiego placu przed dworcem kolejowym z placu Wilhelma Szewczyka na plac Marii i Lecha Kaczyńskich[424]; działanie to doprowadziło m.in. do protestów zorganizowanych 16 grudnia przeciwko zmianie nazwy[425].

- 2018:
  - 21 października – wybory samorządowe w Polsce; prezydent miasta Marcin Krupa uzyskał w I turze reelekcję, zdobywając 55,41% ważnych głosów[426].
  - 2-14 grudnia – Katowice były gospodarzem Szczytu Klimatycznego ONZ – COP24, podczas którego zostało zawarte porozumienie Katowice Rulebook[427][428].

- 2019:
  - 15 sierpnia – z okazji święta Wojska Polskiego i 100. rocznicy wybuchu I powstania śląskiego w Katowicach odbyła się defilada pod hasłem „Wierni Polsce”[429].
  - 5-7 listopada – w Międzynarodowym Centrum Kongresowym odbyła się Światowa Konferencja Antydopingowa organizowana przez Światową Agencję Antydopingową[430].

- 2021:

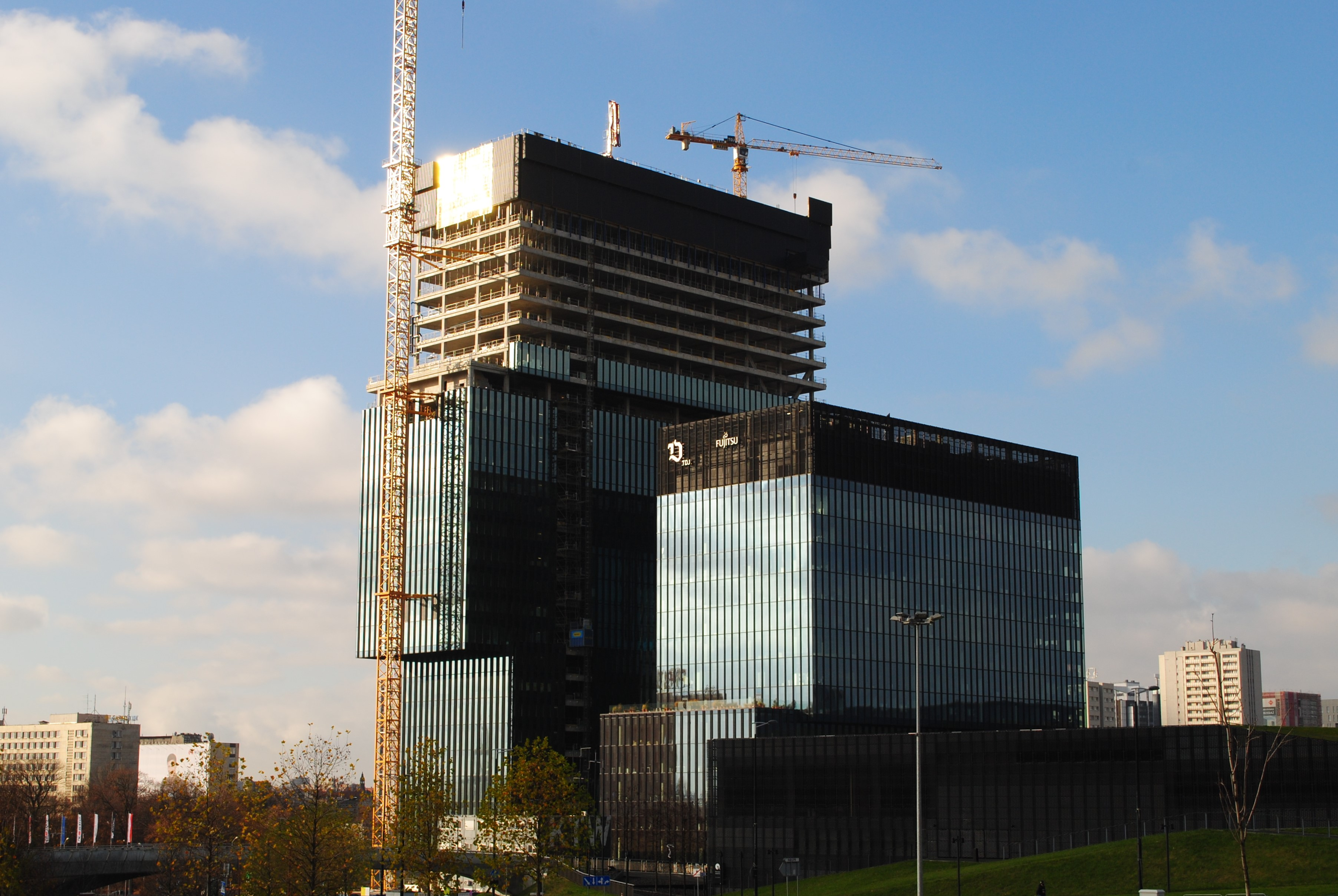
Budowa kompleksu biurowców .KTW w listopadzie 2020

  - W lipcu na terenie osiedla patronackiego Nikiszowiec pojawiły się dwie pierwsze figurki beboków[431][432].
- 2022:
  - 11 lutego – 134-metrowy wieżowiec .KTW II dostał pozwolenie na użytkowanie[433][434].
  - 3 marca – Rada Miasta Katowice przyjęła oświadczenie w sprawie solidarności z mieszkańcami Ukrainy wobec pełnoskalowej agresji Federacji Rosyjskiej rozpoczętej 24 lutego[435].
  - 26-30 czerwca – w Katowicach odbyło się Światowe Forum Miejskie(inne języki) WUF11[436].
  - 7 lipca – ostatni odcinek przebudowanego węzła w Giszowcu stał się przejezdny; była to największa inwestycja w infrastrukturę drogową w Katowicach od czasu budowy tunelu pod rondem gen. J. Ziętka[437].

- 2023:
  - 27 stycznia – doszło do wybuchu w budynku plebanii ewangelicko-augsburskiej parafii w Szopienicach-Burowcu, w wyniku którego życie straciły dwie osoby, a sam budynek został zniszczony[438].
  - 22 grudnia – została oddana do użytku linia tramwajowa wzdłuż ulicy F.W. Grundmanna o długości 1 475 m toru pojedynczego; była to pierwsza od 76 lat nowa trasa tramwajowa w Katowicach[439][440].

- 2024:
  - Miasto Katowice posiadało tytuł Europejskiego Miasta Nauki 2024 przyznanego przez organizację EuroScience we współpracy z Komisją Europejską[441].
  - 7 kwietnia – wybory samorządowe w Polsce; prezydent Katowic Marcin Krupa przy poparciu m.in. Koalicji Obywatelskiej uzyskał w I turze reelekcję, uzyskując 62,43% ważnych głosów[442][443].
  - W połowie kwietnia zakończono budowę ostatniego budynku kompleksu Global Office Park[444].
  - 26 maja – po zwycięskim meczu z Arką Gdynia piłkarze GKS-u Katowice awansowali do Ekstraklasy, wracając na najwyższy poziom rozgrywek ligowych po 19 latach przerwy[445][446].
  - 7-10 sierpnia – w Międzynarodowym Centrum Kongresowym w Katowicach miała miejsce konferencja Wikimania 2024, w którym brali udział wolontariusze i goście z całego świata, w tym założyciel Wikipedii Jimmy Wales[447][448].
  - 2 września – rozpoczęto prace budowlane związane z modernizacją katowickiego węzła kolejowego na odcinku Katowice Szopienice Południowe – Katowice – Katowice Piotrowice[449][450].

- 2025:
  - 7 lutego – zakończono rozbiórkę jednego z najstarszych wówczas budynków na terenie Bogucic – tzw. Domu Kowala[451].
  - 30 marca – meczem GKS-u Katowice z Górnikiem Zabrze zainaugurowano działalność stadionu Arena Katowice[452][453].